# Mord ist ihr Hobby/Episodenliste
Diese Episodenliste enthält alle Episoden der US-amerikanischen Krimiserie Mord ist ihr Hobby, sortiert nach der US-amerikanischen Erstausstrahlung. Zwischen 1984 und 1996 entstanden in zwölf Staffeln 264 Episoden mit einer Länge von jeweils etwa 45 Minuten.

## Übersicht
| Staffel | Episodenanzahl | Erstausstrahlung USA | Erstausstrahlung USA | Deutschsprachige Erstausstrahlung | Deutschsprachige Erstausstrahlung |
| Staffel | Episodenanzahl | Staffelpremiere      | Staffelfinale        | Staffelpremiere                   | Staffelfinale                     |
| ------- | -------------- | -------------------- | -------------------- | --------------------------------- | --------------------------------- |
| 1       | 22             | 30. September 1984   | 21. April 1985       | 12. April 1988                    | 7. Januar 1991                    |
| 2       | 22             | 29. September 1985   | 18. Mai 1986         | 18. Oktober 1988                  | 7. Juli 1991                      |
| 3       | 22             | 28. September 1986   | 10. Mai 1987         | 2. Januar 1991                    | 29. Mai 1994                      |
| 4       | 22             | 20. September 1987   | 8. Mai 1988          | 29. September 1991                | 27. April 1993                    |
| 5       | 22             | 23. Oktober 1988     | 21. Mai 1989         | 4. Mai 1992                       | 27. Januar 1993                   |
| 6       | 22             | 24. September 1989   | 20. Mai 1990         |                                   |                                   |
| 7       | 22             | 16. September 1990   | 12. Mai 1991         |                                   |                                   |
| 8       | 22             | 15. September 1991   | 17. Mai 1992         | 21. Dezember 1993                 | 16. März 1994                     |
| 9       | 22             | 20. September 1992   | 16. Mai 1993         | 17. März 1994                     | 8. April 1994                     |
| 10      | 21             | 12. September 1993   | 22. Mai 1994         |                                   |                                   |
| 11      | 21             | 25. September 1994   | 14. Mai 1995         |                                   |                                   |
| 12      | 24             | 21. September 1995   | 16. Mai 1996         |                                   |                                   |

## Staffel 1
Die Erstausstrahlung der ersten Staffel war vom 30. September 1984 bis zum 21. April 1985 auf dem US-amerikanischen Fernsehsender CBS zu sehen.
| Nr. (ges.) | Nr. (St.) | Deutscher Titel                | Originaltitel                 | Erstausstrahlung USA | Deutschsprachige Erstausstrahlung (D) | Regie                  | Drehbuch                                                                  | Mörder gespielt von                                      | Opfer gespielt von           |
| --- | --------- | ------------------------------ | ----------------------------- | -------------------- | ------------------------------------- | ---------------------- | ------------------------------------------------------------------------- | -------------------------------------------------------- | ---------------------------- |
| 1 | 1         | Der Mord an Sherlock Holmes    | The Murder of Sherlock Holmes | 30. Sep. 1984        | 6. Sep. 1990                          | Corey Allen            | Peter S. Fischer; Idee: Richard Levinson, William Link & Peter S. Fischer | Arthur Hill                                              | Dennis Patrick Brian Keith   |
| Jessica Fletcher, eine Witwe aus der verschlafenen Stadt Cabot Cove in Maine, ist begeistert und etwas überrascht, als der Krimi, den sie in ihrer Freizeit geschrieben hat, dank ihres Neffen Grady veröffentlicht wird. Jessica macht sich auf den Weg nach New York, wo ihr Neffe und seine Freundin Kit Donovan sie am Bahnhof treffen. Jessica trifft auch ihren Verleger Preston Giles. Nachdem sie von Interviewern aller Art beleidigt und belästigt wurde, ist Jessica gerade dabei, die Stadt wieder zu verlassen, als der charmante Preston Giles sie überzeugt das Wochenende über zu bleiben und an seiner Kostümparty teilzunehmen. Jessica wird in Prestons prächtigem Landhaus einigen seiner Freunde vorgestellt. Darunter der Broadway-Komponist Peter Brill, Gradys Arbeitgeber Captain Caleb McCallum, seine Frau Louise und Ashley Vickers, die in Gradys Firma arbeitet. Jessica improvisiert ein Kostüm als Cinderellas gute Fee und verliebt sich zusehends in Preston. Als Grady von außen ein Licht in seinem Zimmer sieht, rennt er nach oben und entdeckt den Privatdetektiv Dexter Baxendale, den Preston sogleich des Hauses verweist. Am nächsten Morgen entdeckt Kit die Leiche von Caleb McCallum, die im Pool schwimmt. Obwohl die Leiche das Sherlock-Holmes-Kostüm trägt, taucht Caleb bald lebend auf und man kommt zu dem Schluss, dass es sich bei der Leiche um den Privatdetektiv Baxendale handelt. Jessica schließt daraus, dass der Mörder aufgrund der Dunkelheit Caleb mit Baxendale verwechselte, da dieser sich Calebs Kostüm angezogen hat, um unbemerkt auf die Party zurückkehren zu können. Später erfährt sie, dass Caleb McCallum derjenige war, der den Privatdetektiv engagiert hat. Er vermutete, dass jemand geheime Dokumente aus seinem Büro gestohlen hat. Jessica beginnt, Ashley genauer unter die Lupe zu nehmen. Dann wird Grady zu Jessicas Überraschung wegen Mordes verhaftet. Jessica ist jetzt mehr als entschlossen herauszufinden, wer den Privatdetektiv getötet hat. Die Handlung verdichtet sich, als Caleb McCallum auf seiner Yacht ermordet aufgefunden wird. Jessica und Grady schleichen sich in Ashleys Büro und finden heraus, dass Ashley und der Komponist Peter Brill Komplizen sind. Jessica konfrontiert sie und sie geben zu, die Dokumente gestohlen zu haben, bestreiten jedoch, die beiden Morde begangen zu haben. Jessica kehrt zu Preston Giles' Villa zurück, um den wahren Mörder zu konfrontieren: Preston Giles. Jessica fand heraus, dass das beabsichtigte Opfer tatsächlich der Privatdetektiv war, da die automatischen Lichter am Pool an waren, als Baxendale ermordet wurde. Der Mörder konnte somit genau sehen, wer ihm gegenüber stand. Jessica erinnert daran, dass der Privatdetektiv Preston Giles erkannte und dessen Kostüm kommentierte: Preston war in dieser Nacht der Graf von Monte Christo. Er war vor Jahren mit drei anderen Männern an einem Bauprojekt beteiligt, bis ein Wohnhaus des Unternehmens einstürzte und mehrere Menschen getötet wurden. Obwohl Preston am Ende der Bauarbeiten nicht für die Statik verantwortlich war, wurde er zum Sündenbock gemacht und ging dafür ins Gefängnis. Aber er floh nach zwei Jahren, wurde für tot gehalten und zerstörte seine anderen kriminellen Partner im Lauf der Jahre finanziell: genau wie der Graf von Monte Christo. Der Privatdetektiv war vor vielen Jahren einer von Prestons kriminellen Partnern, den Preston finanziell zerstörte. Dann tötete er Caleb, um die Polizei weiter von seiner Spur zu überzeugen. Jessica, die sich in Preston verliebt hatte, ist schwer davon getroffen, dass er der Mörder war. Gerade als sie den Zug für ihre Heimkehr besteigen will, erzählt ihr Kit von einem ungeklärten Mord von zwei Catchern im Madison Square Garden. In weiteren Rollen: Ned Beatty als Roy Gunderson; Herb Edelman als Busfahrer George; Anne Francis als Louise McCallum. |           |                                |                               |                      |                                       |                        |                                                                           |                                                          |                              |
| 2 | 2         | Jessica und die Damen vom Boot | Deadly Lady                   | 7. Okt. 1984         | 7. Sep. 1990                          | Corey Allen            | Peter S. Fischer                                                          | Marilyn Hassett                                          | Howard Duff                  |
| Als ein Hurrikan die Gegend um Cabot Cove trifft, sendet eine Yacht ein Notsignal aus. Nachdem der Sturm nachgelassen hat, wird die Yacht mit vier Schwestern an Bord an Land geschleppt. Die Schwestern behaupten, dass ihr Vater, Stephen Earl, während des Sturms von einer Welle erfasst wurde und über Bord ging. Am selben Morgen taucht ein Landstreicher namens Ralph bei Jessica auf und bietet an, sich für Essen um Haus und Garten zu kümmern. Obwohl seine maßgeschneiderte, aber abgenutzte Kleidung seine Behauptung, ein Landstreicher zu sein, nicht besonders untermauert, nimmt Jessica sein Angebot gerne an. Jessica überprüft die Flugbahn des Sturms und stellt fest, dass die Yacht zu dem Zeitpunkt als ihr Vater über Bord gegangen sein soll, mitten im Auge des Sturms war. Maggie Earl gesteht daraufhin, Stephen in die Brust geschossen zu haben. Als die Zeitungen einen Nachruf auf Stephen Earl drucken, stellt Jessica fest, dass Stephen kein anderer ist als Ralph. Dann wird Stephen, wie von Maggie beschrieben, mit einer Schusswunde an Land gespült gefunden. Bei einer Durchsuchung des Strandes findet Jessica zwei Damenschuhe, die Nancy gehören, die daraufhin verhaftet wird. Jessica bemerkt jedoch, dass es keine Spuren auf Nancys Sohlen gibt, die vorhanden sein sollten, wenn sie barfuß vom felsigen Strand nach Hause gegangen wäre. Später am Abend bricht Maggie in Jessicas Haus ein und versucht sie zu töten. Sie hatte bemerkt, dass sie sich selbst verraten hatte, als sie davon sprach, dass die Schuhe rosa sind. Ihr Geständnis wird vom Sheriff belauscht, den Jessica sofort angerufen hatte, als sie hörte wie das Fenster zerbrochen wurde. Erster Auftritt von Sheriff Amos Tupper und Ethan Cragg In weiteren Rollen: Tom Bosley als Sheriff Amos Tupper; Dack Rambo als Brian Shelby; Cassie Yates als Lisa Earl Shelby; Richard Hatch als Terry Jones |           |                                |                               |                      |                                       |                        |                                                                           |                                                          |                              |
| 3 | 3         | Doppeltes Spiel                | Birds of a Feather            | 14. Okt. 1984        | 26. Apr. 1988                         | John Llewellyn Moxey   | Robert E. Swanson                                                         | Gabe Kaplan                                              | Martin Landau                |
| Der Verlobte (Jeff Conaway) von Jessicas Nichte (Genie Francis) wird des Mordes an einem Kabarettbesitzer (Martin Landau) beschuldigt. In weiteren Rollen: Harry Guardino als Lt. Floyd Novack; Carol Lawrence als Candice Drake |           |                                |                               |                      |                                       |                        |                                                                           |                                                          |                              |
| 4 | 4         | Im falschen Film               | Hooray for Homicide           | 28. Okt. 1984        | 19. Apr. 1988                         | Richard A. Colla       | Robert Van Scoyk                                                          | Melissa Sue Anderson                                     | John Saxon                   |
| Als Jessica nach Los Angeles fliegt, um gegen die unrechtmäßige Verfilmung eines ihrer Romane zu protestieren, wird der Produzent Jerry Lydecker (John Saxon) ermordet. Sie bringt sich unabsichtlich in die Rolle der Hauptverdächtigen. In weiteren Rollen: Lyle Waggoner als Marty Strindberg; John Astin als Ross Harley; James MacArthur als Allan Gebhart |           |                                |                               |                      |                                       |                        |                                                                           |                                                          |                              |
| 5 | 5         | Ein Hundeleben                 | It's a Dog's Life             | 4. Nov. 1984         | 17. Mai 1988                          | Seymour Robbie         | Mark Giles & Linda Shank                                                  | Lenore Kasdorf (Mord 1) Dean Jones (Mord 2)              | Dan O’Herlihy Lenore Kasdorf |
| Der beste Freund des Menschen bekommt einen schlechten Ruf, als sein Besitzer Denton Langley (Dan O’Herlihy) bei einem Reitunfall stirbt und die Behörden versuchen, dem Erben seines Nachlasses – seinem geliebten Hündchen – die Schuld zu geben. Als jedoch auch noch seine Tochter Trish Langley ermordet wird, glaubt Jessica nicht mehr dran, das auch dieses Mal der Hund schuld ist – obwohl er den Knopf gedrückt hat um das Garagentor zu schließen, welches Trish enthauptete. In weiteren Rollen; Jared Martin als Spencer Langley; Roger Miller als Sheriff |           |                                |                               |                      |                                       |                        |                                                                           |                                                          |                              |
| 6 | 6         | Der Studienfreund              | Lovers and Other Killers      | 18. Nov. 1984        | 10. Mai 1988                          | Allen Reisner          | Peter S. Fischer                                                          | Lois Nettleton                                           | Lois Walsh                   |
| Jessica sucht nach Hinweisen, die im regnerischen Seattle versteckt sind, als ihr persönlicher Sekretär beschuldigt wird, eine reiche Witwe ermordet zu haben. In weiteren Rollen; Peter Graves als Dr. Edmund Gerad; Andrew Prine als Todd Lowery |           |                                |                               |                      |                                       |                        |                                                                           |                                                          |                              |
| 7 | 7         | Ohne jede Chance               | Hit, Run and Homicide         | 25. Nov. 1984        | 12. Apr. 1988                         | Alan Cooke             | Gerald K. Siegel                                                          | Patti D’Arbanville Stuart Whitman                        | Bruce Gray                   |
| Als ein Auto ohne Fahrer einen reichen Geschäftsmann überfährt, wird Jessicas exzentrischer Nachbar beschuldigt, das Auto per Fernsteuerung für den Mord benutzt zu haben. In weiteren Rollen: Claude Akins als Ethan Cragg; Van Johnson als Daniel O’Brien |           |                                |                               |                      |                                       |                        |                                                                           |                                                          |                              |
| 8 | 8         | Ein nahezu perfekter Mord      | We're Off to Kill the Wizard  | 9. Dez. 1984         | 3. Mai 1988                           | Walter Grauman         | Peter S. Fischer; Idee: Peter S. Fischer & Gerald K. Siegel               | Kristoffer Tabori                                        | James Coco George DiCenzo    |
| Der Besitzer eines Vergnügungsparks wird ermordet, nachdem er Jessica das Angebot gemacht hat, eine Attraktion auf Basis ihrer Romane zu errichten. Jessica erkennt, dass Phillip Carlson der Mörder ist, da er bei einer versprochenen Beförderung übergangen wurde. In weiteren Rollen: John Schuck als Captain Davis; Kim Darby als Laurie Bascomb; Joaquin Phoenix als Billy Donovan |           |                                |                               |                      |                                       |                        |                                                                           |                                                          |                              |
| 9 | 9         | Der Tod kommt zum Applaus      | Death Takes a Curtain Call    | 16. Dez. 1984        | 14. Sep. 1990                         | Allen Reisner          | Paul W. Cooper                                                            | Kerry Armstrong                                          | Anthony De Longis            |
| Es ist der letzte Vorhang für einen Mann, der während der Aufführung einer beliebten sowjetischen Balletttruppe hinter der Bühne ermordet wurde. In weiteren Rollen: William Conrad als Major Anatole Karzof; Hurd Hatfield als Leo Peterson |           |                                |                               |                      |                                       |                        |                                                                           |                                                          |                              |
| 10 | 10        | Blind mit offenen Augen        | Death Casts a Spell           | 30. Dez. 1984        | 31. Mai 1988                          | Allen Reisner          | Steve & Miyoko Hensley                                                    | Brian Kerwin                                             | José Ferrer                  |
| Cagliostro (José Ferrer) ist ein erfolgreicher Hypnotiseur. Als er in einem verschlossenen Raum eine Gruppe Journalisten in Hypnose versetzt, wird er erstochen. Jessica versucht zu helfen als die Polizei nicht weiter kommt, da alle Menschen im Zimmer keine Erinnerung an den Mord haben. Letzter Auftritt von Ethan Cragg In weiteren Rollen: Murray Hamilton als Bud Michaels; Rance Howard als Filmore; Conrad Janis als Dr. Yambert |           |                                |                               |                      |                                       |                        |                                                                           |                                                          |                              |
| 11 | 11        | Jessica in Amt und Würden      | Capitol Offense               | 6. Jan. 1985         | 7. Jan. 1991                          | John Llewellyn Moxey   | Peter S. Fischer                                                          | Gary Sandy                                               | Gwen Humble                  |
| Jessica wird in die Welt der Politik geworfen, als sie den Job des Kongressabgeordneten übernehmen soll. Als kurz darauf eine junge Frau ermordet wird sieht sich Jessica gezwungen, sich des Falls anzunehmen. In weiteren Rollen: Herschel Bernardi als Lt.Avery Mendelsohn; Stephen Macht als Kongressabgeordneter Dan Keppner; Nicholas Pryor als Harry Parmel |           |                                |                               |                      |                                       |                        |                                                                           |                                                          |                              |
| 12 | 12        | Zum Broadway um jeden Preis    | Broadway Malady               | 13. Jan. 1985        | 21. Sep. 1990                         | Hy Averback            | Tom Sawyer                                                                | Gregg Henry                                              | Johnny Seven                 |
| Jessica wird von ihrem Neffen Grady (Michael Horton) eingeladen, der jetzt als Buchhalter für das Broadway-Musical Always April tätig ist. Nach einer Probe wird Patti Bristol von einem Räuber erschossen. Dieser wiederum wird dann von ihrem Bruder Barry Bristol erschossen. Am Ende stellt sich heraus, dass Barry den Mann beauftragt hat, seine Schwester zu ermorden. In weiteren Rollen: Milton Berle als Lew Feldman; Patrick O’Neal als Si Parish |           |                                |                               |                      |                                       |                        |                                                                           |                                                          |                              |
| 13 | 13        | Mörderische Freundschaft       | Murder to a Jazz Beat         | 3. Feb. 1985         | 7. Juni 1990                          | Walter Grauman         | Paul Savage; Idee: Paul Savage & David Abramowitz                         | Stan Shaw                                                | Glynn Turman                 |
| Für ein Interview reist Jessica von Maine nach New Orleans. Nach ihrem Eintreffen erfährt sie vom Moderator der Show, Jonathan Hawley (Clive Revill), dass sie zwei Tage zu früh gekommen ist. Als der Jazzmusiker Ben Coleman kurz darauf auf der Bühne einen Herzinfarktes erleidet, ist Jessica schnell der Überzeugung, dass er ermordet wurde. In weiteren Rollen: Bradford Dillman als Lt. Simeon Kershaw; Cameron Mitchell als Dr. Aaron Kramer; Garrett Morris als Lafayette Duquesne; Ed Nelson als Carl Turnball |           |                                |                               |                      |                                       |                        |                                                                           |                                                          |                              |
| 14 | 14        | Gefährliche Kreuzfahrten       | My Johnny Lies Over the Ocean | 10. Feb. 1985        | 24. Mai 1988                          | Seymour Robbie         | Peter S. Fischer                                                          | Lawrence Pressman                                        | Rosemary Forsyth             |
| Die Nichte von Jessica Fletcher glaubt, von ihrem toten Ehemann terrorisiert zu werden. Jessica begleitet sie auf einer Kreuzfahrt. Die seltsamen Ereignisse hören nicht auf. Dann wird auch noch eine Frau tot aufgefunden. Jessica beginnt zu ermitteln. In weiteren Rollen: Lynda Day George als Diane Shelley; Vicki Lawrence als Phobe Carroll; Leslie Nielsen als Captain Daniels |           |                                |                               |                      |                                       |                        |                                                                           |                                                          |                              |
| 15 | 15        | Der tödliche Pfeil             | Paint Me a Murder             | 17. Feb. 1985        | 14. Juni 1988                         | John Llewellyn Moxey   | Peter S. Fischer                                                          | Stewart Granger                                          | Cesar Romero                 |
| Der Maler Diego Santana wird 60 Jahre alt. Zu seinem Geburtstag treffen auf seiner spanischen Heimatinsel die unterschiedlichsten Gäste ein, darunter auch Jessica Fletcher. Was die Hobby-Detektivin nicht ahnt: Diego ist in Lebensgefahr. Bereits am Abend vor seinem Geburtstag wurde ein Mordanschlag auf ihn verübt. Am nächsten Morgen trifft den Maler beim Spaziergang mit seinem Hund ein tödlicher Pfeil. Jetzt ist Jessica gefordert, unter den Gästen den Täter ausfindig zu machen. In weiteren Rollen; Capucine als Belle Chaney; Robert Goulet als Willard Kaufmann; Ron Moody als Inspector Henry Kyle; Cristina Raines als Margo Santana |           |                                |                               |                      |                                       |                        |                                                                           |                                                          |                              |
| 16 | 16        | Jugendsünde mit Folgen         | Tough Guys Don't Die          | 24. Feb. 1985        | 11. Okt. 1988                         | Seymour Robbie         | Peter S. Fischer                                                          | Gerald S. O’Loughlin                                     | Floyd Levine                 |
| Eine schlimme Nachricht für Jessica Fletcher: Archie Miles, ein Detektiv, den sie mit Recherchen zum lange Jahre zurückliegenden Danbury-Skalpellmord beauftragt hat, wurde in seinem Büro ermordet aufgefunden. Für die Hobby-Kriminalistin und Archies Partner Harry McGraw (Jerry Orbach) steht fest: der Danbury-Skalpellmord hat mit Archies Tod zu tun. Gemeinsam suchen sie nun den Täter. Nach etlichen falschen Spuren gelingt es den beiden, dem Mörder eine Falle zu stellen Erster Auftritt von Harry McGraw In weiteren Rollen Barbara Babcock als Priscilla Daniels; Fritz Weaver als Judge Carter Lambert; Paul Winfield als Lt. Starkey |           |                                |                               |                      |                                       |                        |                                                                           |                                                          |                              |
| 17 | 17        | Ein plötzlicher Tod            | Sudden Death                  | 3. März 1985         | 4. Okt. 1988                          | Edward M. Abroms       | Robert E. Swanson                                                         | John Beck                                                | Allan Miller                 |
| Nach dem Tod ihres Onkels hat Jessica Fletcher dessen Anteile am Football-Verein ‚Leopards‘ geerbt. Natürlich schaut sie sich das Team aus der Nähe an und lernt gleich Zak Farrell (Bruce Jenner) kennen. Auch mit seiner Frau Cathy und deren Tochter Jill macht sie Bekanntschaft. Etwas später führt Phil Kreuger, der Manager des Teams, die Hobby-Detektivin über das Gelände. Und es dauert nicht lange, da bietet er Jessica an, ihr die Anteile am Team abzukaufen. Dieses Angebot machen ihr gleich mehrere Vereins-Mitglieder. Am Abend findet eine Party beim Grundstücksmakler McCord statt. Die ‚Leopards‘ und Jessica sind auch eingeladen. Manager Kreuger verabschiedet sich auffallend früh. Am nächsten Tag wird er im Whirlpool des Clubs tot aufgefunden. Schnell ist ein Verdächtiger ausgemacht: Zak Farrell. Doch Jessica glaubt an seine Unschuld. In weiteren Rollen: David Doyle als Brad Lockwood; Gary Lockwood als Harris Talmadge; Tim Thomerson als Lt. Clyde Pitts |           |                                |                               |                      |                                       |                        |                                                                           |                                                          |                              |
| 18 | 18        | Der Tod eines Schriftstellers  | Footnote to Murder            | 10. März 1985        | 21. Juni 1988                         | Peter Crane            | Robert Swanson                                                            | Talia Balsam (Selbstverteidigung)                        | Kenneth Mars                 |
| Großes Autorentreffen anlässlich einer Buchpreisverleihung. Jessica Fletcher ist ebenso anwesend wie ihr alter Freund, der Dichter Horace Lynchfield (Paul Sand). Ein sympathischer Kerl, der leider dem Alkohol zugetan ist. Unter den Geladenen findet sich auch Hemsley Post (Kenneth Mars), ein verblassender Stern am Autoren-Himmel, sarkastisch und wenig beliebt. Nach einem Streit zwischen den beiden Männern, zieht sich Post auf sein Hotelzimmer zurück. Dort bekommt er zuerst Besuch von Tiffany Harrow (Morgan Brittany), einer ehrgeizigen jungen Frau aus dem Verlagsgeschäft, und anschließend von seiner Ex-Frau Alexis (Diana Muldaur), die eine größere Geldsumme von ihm fordert. An diesem Abend wird Post ermordet – und ausgerechnet auf Horace Lynchfield fällt der Verdacht. Jessica Fletcher setzt sich für ihren Freund ein und ermittelt auf eigene Faust. In weiteren Rollen: Ron Māsak als Lt. Meyer; Robert Reed als Adrian Winslow |           |                                |                               |                      |                                       |                        |                                                                           |                                                          |                              |
| 19 | 19        | Der Tod kommt mit dem Bus      | Murder Takes the Bus          | 17. März 1985        | 28. Juni 1988                         | Walter Grauman         | Michael Scheff & Maryanne Kasica                                          | Michael Constantine                                      | John Davis Chandler          |
| Mit ihrem Freund Amos Tupper macht sich Jessica Fletcher auf den Weg zu einem Bankett. Wegen eines Unwetters muss die Fahrt unterbrochen werden. Alle Fahrgäste, bis auf Stoner (John Davis Chandler), gehen in ein Restaurant, in dem sie ein mürrischer Wirt namens Ralph (Mills Watson) bedient. Als Jessica zum Bus zurückkehrt findet sie dort Gilbert Stoner ermordet auf. Zusammen mit Amos Tupper macht sie sich daran, den Fall zu untersuchen. In weiteren Rollen: Linda Blair als Jane Pascal; Larry Linville als Kent Radford; Rue McClanahan als Miriam Radford; David Wayne als Cyrus Leffingwell; Don Stroud als Carey Drayson |           |                                |                               |                      |                                       |                        |                                                                           |                                                          |                              |
| 20 | 20        | Mord mit Vorsatz               | Armed Response                | 31. März 1985        | 28. Sep. 1990                         | Charles S. Dubin       | Gerald K. Siegel                                                          | Sam Groom Martin Kove                                    | Stephen Elliott              |
| Jessica kommt in Dallas an, um als Zeugin in einem Plagiatsprozess auszusagen. Auf dem Weg zum Hotel wird sie angerempelt und bricht sich den Fuß. Anwalt Porter (Kevin McCarthy) bringt sie in die Klinik, wo ihr Bein eingegipst wird. Jessica macht gleich die Bekanntschaft mit verschiedenen Ärzten und Patienten. Dann ereignet sich ein mysteriöser Mord: Chefarzt Garver wird tot in einem Teich aufgefunden. Die örtliche Mordkommission bittet Jessica, bei der Suche nach dem Täter mitzuhelfen. Die Detektivin kennt inzwischen die Intrigen im Krankenhaus und verfolgt eine heiße Spur. In weiteren Rollen: Eddie Bracken als Barney Ogden; Bo Hopkins als Lt. Ray Jenkins |           |                                |                               |                      |                                       |                        |                                                                           |                                                          |                              |
| 21 | 21        | Der Tod des Showstars          | Murder at the Oasis           | 7. Apr. 1985         | 5. Okt. 1990                          | Arthur Allan Seidelman | Robert Van Scoyk                                                          | Ken Howard                                               | Ed Ames                      |
| Jessica besucht Peggy (Piper Laurie), ihre alte Freundin aus Collegetagen, in Palm Springs. Peggy ist mit dem Musikstar Johnny Shannon (Ed Ames) verheiratet und hat zwei Kinder, Mickey (Joseph Bottoms) und Terry (Linda Purl). Ihr Mann ist ein hemmungsloser und aufbrausender Egoist, mit dem es sich nicht leicht leben lässt. Dementsprechend hält sich die Trauer in Grenzen, als Johnny ermordet wird. Der Kreis der Verdächtigen ist groß. Zusammen mit Sergeant Barnes (Ken Howard) macht sich Jessica auf die Suche nach dem Mörder. Sie findet heraus, dass Johnnys Karriere offenbar von Mafia-Kreisen gefördert wurde. In weiteren Rollen: Joey Bishop als Buster Bailey; Jack O’Halloran als Lou Ross |           |                                |                               |                      |                                       |                        |                                                                           |                                                          |                              |
| 22 | 22        | Dunkle Vergangenheit           | Funeral at Fifty-Mile         | 21. Apr. 1985        | 12. Okt. 1990                         | Seymour Robbie         | Dick Nelson                                                               | William Windom Donald Moffat J. D. Cannon Noah Beery Jr. | Clu Gulager                  |
| Jessica reist nach Wyoming, um an der Beerdigung von Jack Carver, einem Freund ihres verstorbenen Mannes, teilzunehmen. Jacks Tochter Mary und ihr zukünftiger Mann Art Merrick sind froh, Jessica in diesen schweren Stunden bei sich zu haben. Während der Trauerfeierlichkeiten taucht plötzlich, zum Missfallen aller Gäste, Carl Mestin mit seiner jungen Frau Sally auf. Zu allem Überfluss beansprucht er das Erbe des Toten für sich und macht Carvers Tochter Mary ihre Rechte streitig. Mestin weist ein juristisch einwandfreies Testament vor, das er offensichtlich von Jack auf dem Sterbebett erpresst hat. Wenig später wird Carl Mestin erhängt in einem Schuppen der Ranch aufgefunden. Jessica ist neugierig geworden und sucht den Schlüssel für diesen Fall in der Vergangenheit. In weiteren Rollen: Cliff Potts als Sheriff Ed Potts; Stella Stevens als Sally Mestin |           |                                |                               |                      |                                       |                        |                                                                           |                                                          |                              |

## Staffel 2
Die Erstausstrahlung der zweiten Staffel war vom 29. September 1985 bis zum 18. Mai 1986 auf dem US-amerikanischen Fernsehsender CBS zu sehen.
| Nr. (ges.) | Nr. (St.) | Deutscher Titel              | Originaltitel                        | Erstausstrahlung USA | Deutschsprachige Erstausstrahlung (D) | Regie                  | Drehbuch                                                                 | Mörder gespielt von        | Opfer gespielt von             |
| --- | --------- | ---------------------------- | ------------------------------------ | -------------------- | ------------------------------------- | ---------------------- | ------------------------------------------------------------------------ | -------------------------- | ------------------------------ |
| 23 | 1         | Reichen Witwen droht Gefahr  | Widow, Weep for Me                   | 29. Sep. 1985        | 22. Nov. 1988                         | Michael A. Hoey        | Peter S. Fischer                                                         | Howard Hesseman            | Reggie Savard Mary Wickes      |
| Antoinette, Jessicas wohlhabende Freundin, ist während eines Karibik-Urlaubs ermordet worden. Auffallend ist, dass Antoinettes gesamter Schmuck aus dem Hotelzimmer entwendet wurde. Jessica will den Mord aufklären. Dazu reist sie in dasselbe Hotel in der Karibik und gibt sich als reiche Witwe aus, die Abend für Abend die Spielbank besucht – trotz der Warnung des Inspektors (Raymond St. Jacques), der befürchtet, dass der Täter sich unter den Spielern befindet. Tatsächlich geschieht wieder ein Mord. Erster Auftritt von Michael Hagarty In weiteren Rollen: Mel Ferrer als Eric Brahm; John Phillip Law als Sven Tirvald |           |                              |                                      |                      |                                       |                        |                                                                          |                            |                                |
| 24 | 2         | Wer war Joshua Peabody?      | Joshua Peabody Died Here... Possibly | 6. Okt. 1985         | 8. Nov. 1988                          | Peter Crane            | Tom Sawyer                                                               | Meg Foster                 | John Ericson                   |
| Bei Bauarbeiten auf einem Gelände, auf dem ein Hotelkomplex entstehen soll, wird ein Skelett entdeckt. Schnell ist für die Bewohner von Cabot Cove klar: Es handelt sich um Joshua Peabody, den Helden des amerikanischen Unabhängigkeitskrieges. Jedes Jahr wird ihm zu Ehren eine Feier veranstaltet. Doch tatsächlich ist das Skelett erst 13 Jahre alt. Für Sheriff Amos Tupper ein rätselhafter Fall. Und als noch eine Leiche auftaucht, wird die Sache kompliziert. Steckt der Antiquitätenhändler David Marsh (Michael Sarrazin) dahinter, der mit einer Gruppe von Demonstranten den Bau des Hotels verhindern wollte? Erster Auftritt von Dr. Seth Hazlitt und Markler Harry Pierce In weiteren Rollen: Chuck Connors als F.B.I Agent Fred Keller; David Sheiner als Anwalt Arthur Griswold |           |                              |                                      |                      |                                       |                        |                                                                          |                            |                                |
| 25 | 3         | Tod am Nachmittag            | Murder in the Afternoon              | 13. Okt. 1985        | 18. Okt. 1988                         | Arthur Allan Seidelman | Paul Savage; Idee: Paul W. Cooper                                        | William Atherton           | Jessica Walter                 |
| Nita (Alice Krige) hat ihre Tante Jessica Fletcher eingeladen. Die Krimiautorin soll sich Nitas neuen Arbeitsplatz anschauen: ein Filmstudio. Dort tritt Nita in der Serie ‚Der Pittsfield-Rächer‘ auf. Sie spielt den gnadenlosen Rächer mit Sonnenbrille, eingehüllt in einen langen Regenmantel. Langsam bekommt Jessica einen Einblick, was sich hinter den Kulissen abspielt. Dort führt die Produzentin und Chef-Autorin Joyce (Jessica Walter) ein strenges Regiment. Wer ihr nicht passt, der wird gefeuert. Als der ‚Rächer‘ Joyce erschießt fällt der Verdacht natürlich auf Nita, die verschwunden ist. Jessica setzt alles daran, die Unschuld ihrer Nichte zu beweisen. In weiteren Rollen: Paul Burke als Herbert Upton; Terry Kiser als Gordon LaMonica; Lloyd Nolan als Julian Tenley; Robert Walden als Lt.Antonelli |           |                              |                                      |                      |                                       |                        |                                                                          |                            |                                |
| 26 | 4         | Griffens erster Fall         | School for Scandal                   | 20. Okt. 1985        | 6. Dez. 1988                          | Arthur Allan Seidelman | Robert E. Swanson                                                        | Roddy McDowall             | Morgan Stevens                 |
| Jessica reist nach New England, weil sie am Crenshaw College eine Auszeichnung entgegennehmen soll. Beim morgendlichen Joggen stolpert sie jedoch über eine Leiche. Und schon steckt die Hobby-Kriminologin in einem neuen Fall. Der Tote ist Nick Fulton. Kompliziert wird es, als gleich zwei Frauen die Tat gestehen: Daphne, die mit Nick befreundet war. Und ihre Mutter Jocelyn (Polly Bergen), die Leiterin der englischen Fakultät am College ist. Für den unerfahrenen Polizeichef Griffen ist das ein bisschen zu viel Chaos. Jessica greift ihm unter die Arme. In weiteren Rollen: Darleen Carr als Trish Mercer; John Vernon als Dr. Henry Hayward |           |                              |                                      |                      |                                       |                        |                                                                          |                            |                                |
| 27 | 5         | Das Ende einer Karriere      | Sing a Song of Murder                | 27. Okt. 1985        | 7. Juli 1991                          | John Llewellyn Moxey   | Peter S. Fischer                                                         | Olivia Hussey              | Glynis Johns                   |
| Jessicas Cousine Emma (Angela Lansbury), eine Tingel-Tangel-Sängerin, ist bei einem Autounfall in London ums Leben gekommen. Da sie Jessica angeblich die Hälfte einer Musical-Hall vererbt hat, muss Jessica sofort nach England fliegen. Am Flughafen erlebt Jessica eine Überraschung: Cousine Emma steht vor ihr. Sie erzählt, dass sie sich verstecken muss, da ihr jemand nach dem Leben trachtet. Sie verdächtigt ihren Partner Oliver Trumbull (Patrick Macnee). Als Emmas Garderobiere ermordet wird, wird Oliver verhaftet. Erster Auftritt von Emma McGill In weiteren Rollen: Sarah Douglas als Violet Weems; Kristoffer Tabori als Ernest Fielding |           |                              |                                      |                      |                                       |                        |                                                                          |                            |                                |
| 28 | 6         | Das verbotene Zimmer         | Reflections of the Mind              | 3. Nov. 1985         | 1. Nov. 1988                          | Seymour Robbie         | Robert E. Swanson                                                        | Stacey Nelkin Wings Hauser | Ben Murphy                     |
| Franchesca (Ann Blyth) bittet ihre alte Freundin Jessica um Hilfe. Sie glaubt, ihr verstorbener Mann Ross spuke in ihrem Haus. Franchesca, die mittlerweile wieder verheiratet ist, droht einen Nervenzusammenbruch zu erleiden. Jessica, die eine Erklärung sucht, lernt alle Hausbewohner kennen. Scott, den neuen Ehemann, Franchescas kapriziöse Tochter Cheryl, die Haushälterin Margaret (Esther Rolle), den Gärtner Carl und die Sekretärin Brooke, mit der Scott eine heimliche Affäre hat. Leider verschlechtert sich Franchescas Zustand täglich, so dass der Psychiater Dr. March die Kranke in eine Klinik einweist. Kurz darauf kommt Scott bei einem Autounfall ums Leben. Jetzt ist die Hobbydetektivin am Zug. War es Mord? Und welche Rolle spielt Franchescas Schlafzimmer, dass versiegelt wurde, damit niemand Zutritt hat? In weiteren Rollen: Martin Milner als Sheriff Robert Bodine |           |                              |                                      |                      |                                       |                        |                                                                          |                            |                                |
| 29 | 7         | Die Tote im See              | A Lady in the Lake                   | 10. Nov. 1985        | 15. Nov. 1988                         | Walter Grauman         | Robert Van Scoyk                                                         | William Christopher        | Susan Blanchard                |
| Jessica verbringt eine Woche auf einem Gutshof, um an ihrem neuen Buch ‚Mord in der Herberge‘ zu arbeiten. Eingeladen hat sie der Grundstücksmakler Harry Pierce (John Astin). Geleitet wird der romantische Hof von Grace (Lee Meriwether), die durch ihre frühe Witwenschaft verhärmt ist. Und Schürzenjäger Jack leitet das Bootshaus. Mit dem Fernglas beobachtet die Hobbykriminologin, wie ein Mann, Howard Crane (Laurence Luckinbill), eine Frau ins Wasser stößt. Wie sich kurz darauf herausstellt, handelte es sich um seine Ehefrau Carolyn, die nur noch ertrunken geborgen werden konnte. Für Sheriff Amos Tupper ist der Fall klar, immerhin ist Jessica Zeugin gewesen. Doch Howard behauptet, er habe seine Frau nicht ermordet. Alles erscheint tatsächlich etwas sonderbar. Schließlich war Carolyn Meisterschwimmerin. Jessica will jetzt erst recht wissen, ob sie nur einem Irrtum erlegen, oder ob Howard doch der Täter ist. In weiteren Rollen: Lee Purcell als Joanna Benson; Lauren Tewes als Betty Jordan |           |                              |                                      |                      |                                       |                        |                                                                          |                            |                                |
| 30 | 8         | Kopf an Kopf                 | Dead Heat                            | 24. Nov. 1985        | 25. Okt. 1988                         | Peter Crane            | J. Miyoko Hensley & Steven Hensley                                       | Priscilla Barnes           | Lonny Chapman                  |
| Jessica ist auf dem Weg nach San Francisco und besucht ihre Nichte Tracy. Die junge Frau arbeitet als Jockey. Just an dem Tag, an dem ihre Tante zu Gast ist, bekommt sie die Chance, mit dem Pferd ‚Anchors Ahoy‘ an den Start zu gehen. Jessica verfolgt das Rennen gebannt. Ihre Nichte gewinnt, doch bekommt das Preisgeld nicht, da Rennstallbesitzer Jack Bowen (Lonny Chapman) tot in der Pferdebox aufgefunden wird. Schnell ist eine Verdächtige ausgemacht: Tracy. Für Jessica ein klarer Justizirrtum. Sie setzt alle Hebel in Bewegung, um ihrer Nichte aus der misslichen Lage zu helfen. In weiteren Rollen: Jack Carter als Cliff Carpenter; Norman Fell als Vince Shackman; Clu Gulager als Mike Gann |           |                              |                                      |                      |                                       |                        |                                                                          |                            |                                |
| 31 | 9         | Skandal hinter Gittern       | Jessica Behind Bars                  | 1. Dez. 1985         | 19. Okt. 1988                         | John Llewellyn Moxey   | Carleton Eastlake                                                        | Barbara Baxley             | Darlene Conley                 |
| Jessica kommt als Aushilfslehrerin in ein Frauengefängnis. Wenige Stunden später wird Dr. Matthews (Janet MacLachlan), die Ärztin des Gefängnisses, tot aufgefunden. Daraufhin bricht ein Gefangenenaufstand aus, der sich gegen die katastrophalen Zustände im Gefängnis richtet. Unter Mordverdacht steht zunächst Miss Gates (Vera Miles), die ehrgeizige neue Direktorin. Nach einem zweiten Mord sieht Jessica den Fall in einem anderen Licht. In weiteren Rollen: Adrienne Barbeau als Kathryn Lundgreen; Yvonne De Carlo als Ms. Springer; Mary Woronov als Deputy |           |                              |                                      |                      |                                       |                        |                                                                          |                            |                                |
| 32 | 10        | Anonym                       | Sticks and Stones                    | 15. Dez. 1985        | 1. Nov. 1990                          | Seymour Robbie         | Linda Shank & Mark Giles; Idee: Jackson Gillis, Linda Shank & Mark Giles | John Astin                 | Kristy Syverson Marsha Hunt    |
| Große Aufregung in Cabot Cove. Bei einem Unfall in der Badewanne verunglückt die junge Beverly Gareth tödlich. Zur gleichen Zeit wird das Dorf von einer Flut anonymer Briefe überschwemmt. Die Einwohner bezichtigen sich gegenseitig aller möglichen Vergehen. Als dann noch eine weitere Frau erhängt in ihrem Garten gefunden wird, ist das Chaos perfekt. Amos hat sein Amt dem neuen Sheriff Harry Pierce übergeben. Aber auch ihm kann Jessica, die nebenbei auch noch Fremdenführerin für den Schriftsteller Michael Digby (Parker Stevenson) spielt, die Ermittlungen nicht allein überlassen. Sie entdeckt Zusammenhänge zwischen der anonymen Briefflut und den Verbrechen und kommt schließlich einem skandalösen Immobiliengeschäft auf die Spur – und einem skrupellosen Mörder. Letzter Auftritt von Harry Pierce, da er der Mörder war In weiteren Rollen: Denny Miller als Nils Anderson; Betsy Palmer als Lila Norris |           |                              |                                      |                      |                                       |                        |                                                                          |                            |                                |
| 33 | 11        | Der Fluch des Goldes         | Murder Digs Deep                     | 29. Dez. 1985        | 9. Nov. 1990                          | Philip Leacock         | Maryanne Kasica & Michael Scheff                                         | Connie Stevens             | Randolph Mantooth              |
| Dr. Seth Hazlett lädt Jessica zu einer archäologischen Ausgrabung ein. Sie will vor Ort für ihren neuen Krimi recherchieren. Im Camp angekommen, bemerkt die Amateur-Detektivin bald, dass der Sponsor des Unternehmens, Gideon Armstrong (Robert Vaughn), und seine Frau Cynthia (Connie Stevens) es vor allem auf den Fund einer legendären Stadt aus Gold abgesehen haben. Eines Tages wird die Leiche eines Indianers, der die Expedition mit mysteriösen Ritualgesängen begleitete, entdeckt. Gideon Armstrong gerät unter Mordverdacht. Jessica ermittelt fieberhaft und kommt schließlich der Wahrheit auf die Spur. In weiteren Rollen: George Grizzard als Dr. Aubrey Benton; David Groh als Dr. Stan Garfield |           |                              |                                      |                      |                                       |                        |                                                                          |                            |                                |
| 34 | 12        | Der rosarote Lippenstift     | Murder by Appointment Only           | 5. Jan. 1986         | 29. Nov. 1988                         | Arthur Allan Seidelman | Jerry Ross                                                               | Robert Culp                | Ann Dusenberry                 |
| Jessica reist nach New York zu ihrem Verleger und besucht ihren Neffen Grady (Michael Horton). Per Zufall trifft sie auch auf Elizabeth Gordon, eine ehemalige Schülerin. Die hübsche Liz ist verlobt mit dem Bruder der Firmenchefin von Lila Lee, einer Kosmetikfirma. Sie verabreden sich zu einem Abendessen, doch Liz taucht nicht auf. Später findet man sie erdrosselt in ihrer Wohnung. Als Jessica und Grady gemeinsam Nachforschungen anstellen, stoßen sie auf einige unangenehme Details: Liz hat mehrere Jahre als Prostituierte gearbeitet. In weiteren Rollen: Herb Edelman als Lt. Lew Varick; Jayne Meadows als Lila Lee Amberson; Millie Perkins als Glenda Vandevere |           |                              |                                      |                      |                                       |                        |                                                                          |                            |                                |
| 35 | 13        | Mord nach Maß                | Trial by Error                       | 12. Jan. 1986        | 13. Dez. 1988                         | Seymour Robbie         | Paul Savage; Idee: Scott Shepherd                                        | Tony Bill Doran Clark      | Michael Swan                   |
| Jessica muss als Geschworene über einen Fall entscheiden, bei dem nicht klar ist, ob es sich um Mord oder Notwehr handelt. Mark Reynolds wird beschuldigt, in der Nacht, in der seine Ehefrau Stephanie nach einem Autounfall im Krankenhaus stirbt, Cliff Anderson, Ehemann seiner Zufallsbekanntschaft Becky, mit einem Schürhaken erschlagen zu haben. Die Verhandlung leitet Richter Walker. Der Staatsanwalt Tom Casselli plädiert auf Mord, der Anwalt von Mark auf Notwehr. Jessica, die eine der Geschworenen ist, verfolgt überaus interessiert die Zeugenaussagen. Mark behauptet, dass er nach dem Autounfall, bei dem er selbst verletzt wurde, verwirrt in eine Kneipe gegangen ist und dort Becky kennen gelernt hat. Als er mit ihr nach Hause geht, wird er von ihrem Mann angegriffen und tötet ihn in Notwehr. Die meisten Geschworenen neigen dazu, der Aussage zu glauben – nur Jessica nicht. Sie entdeckt Widersprüche in den Zeugenaussagen. Für sie ist klar, dass sich Mark und Becky nicht zufällig am Unfallabend kennen lernten, sondern längst ein Liebespaar waren. Da Mark aufgrund seiner Verletzungen nicht der Mörder von Cliff Anderson sein kann, verlässt er den Gerichtssaal als freier Mann. Jessica lässt dieser Fall aber keine Ruhe. In weiteren Rollen: Jon Cypher als Max Flynn; Gene Evans als Otto Fry; Tom Ewell als Josh Corbin; Gary Frank als Lee Callahan |           |                              |                                      |                      |                                       |                        |                                                                          |                            |                                |
| 36 | 14        | Der Tod zum Frühstück        | Keep the Home Fries Burning          | 19. Jan. 1986        | 16. Nov. 1990                         | Peter Crane            | Philip Gerson                                                            | Sharon Acker               | Marcia Rodd                    |
| Jessica wird von Seth Hazlett zum Frühstück ins ‚Joshua Peabody Inn‘ eingeladen, das von Floyd Nelson (Alan Young) geleitet wird. An diesem Morgen ist der Laden gerammelt voll. Plötzlich brechen einige der Gäste unter Krämpfen zusammen. Betty Fiddler, die mit ihrer Freundin Wilhelmina Fraser zusammengekommen ist, stirbt wenig später. Das Lokal wird von der Gesundheitsbehörde sofort geschlossen. Wilhelminas Mann Harrison (John McCook) erfährt von dem Unglück und kommt aus Portland, um seine Frau im Krankenhaus zu besuchen. Die Nachricht von Bettys Tod wirft ihn fast um. Wie sich bald herausstellt, war die Ursache der Vergiftungen kein schlecht gewordenes Lebensmittel, sondern ein Gift. Jessica findet heraus, dass Harrison Fraser ein Verhältnis mit Betty hatte. Hat er sich seiner Geliebten entledigen wollen? Jessica ist unschlüssig und ermittelt weiter. In weiteren Rollen: Norman Alden als Mercer Hawthorne; Orson Bean als Ebeneezer McEnery; Gary Crosby als Tourist mit Kamera |           |                              |                                      |                      |                                       |                        |                                                                          |                            |                                |
| 37 | 15        | Pulverfass                   | Powder Keg                           | 9. Feb. 1986         | 14. Dez. 1990                         | John Llewellyn Moxey   | Peter S. Fischer                                                         | Pat Corley                 | Jeff Osterhage                 |
| Jessica und Ames (Craig Stevens) haben eine Wagenpanne und müssen in einer Pension übernachten. Die Besitzerin, Cassie (Mariclare Costello), erkennt in Ames ihren alten Universitätsprofessor wieder. Jessica hat den Verdacht, dass Cassies Sohn Matt von Ames stammen könnte. Matt, der in einer Kneipe Musik macht, gerät in eine Schlägerei. Als einer der Beteiligten am nächsten Tag erstochen aufgefunden wird, steht Matt unter Verdacht. Jessica ist von seiner Unschuld überzeugt und sucht den wahren Täter. In weiteren Rollen: Dorian Harewood als Sheriff Claudell Cox; Jackie Earle Haley als Billy Willets; Larry Wilcox als Andy Crane; Stuart Whitman als Farmer Phil Bonner |           |                              |                                      |                      |                                       |                        |                                                                          |                            |                                |
| 38 | 16        | Mord um Mitternacht          | Murder in the Electric Cathedral     | 16. Feb. 1986        | 28. Dez. 1990                         | John Llewellyn Moxey   | Dick Nelson                                                              | Judy Geeson                | Mildred Natwick                |
| Jessica besucht ihre alte High-School-Lehrerin Carrie McKittrick. Diese besitzt eine Öl-Gesellschaft. Sowohl ihr Sohn Harvey (Richard Herd) wie auch ihr Enkel Sam (Art Hindle) sind außer sich, dass die alte Lady ihr Hab und Gut dem Fernsehprediger Willie John Fargo (Steve Forrest) vererben will. Wenig später wird sie tot in ihrem Bett aufgefunden. Ein neues Testament enterbt den Prediger, es scheint jedoch gefälscht zu sein. Angela besucht den Herrn der ‚elektrischen Kathedrale‘ und erfährt von dessen Frau interessante Neuigkeiten. In weiteren Rollen: Jack Bannon als Dr. Mark Brady; Dick Van Patten als Fred Whittaker |           |                              |                                      |                      |                                       |                        |                                                                          |                            |                                |
| 39 | 17        | Das verhängnisvolle Tagebuch | One Good Bid Deserves a Murder       | 23. Feb. 1986        | 11. Nov. 1990                         | Seymour Robbie         | J. Miyoko Hensley & Steven Hensley                                       | Robert Gray                | Edward Mulhare Hurd Hatfield   |
| Jessica wird von Richard Bennett (Edward Mulhare), einem bekannten Filmstar, gebeten, auf einer Auktion das Tagebuch der verstorbenen Schauspielerin Evangeline zu ersteigern und es nach Erhalt sofort zu vernichten. Zu der Versteigerung kommen auch einige ehemalige Bekannte von Evangeline, darunter auch die Psychotherapeutin Dr. Sylvia Dunn (Karen Black). Doch dann wird Richard Bennett ermordet und das Tagebuch gestohlen. Erster Auftritt von Lt. Nathanial Cassey In weiteren Rollen Nancy Grahn als Sheila Saxon; Robert Gray als Albert Cromwell; Jerry Orbach als Harry McGraw |           |                              |                                      |                      |                                       |                        |                                                                          |                            |                                |
| 40 | 18        | Eine Leiche zuviel           | If a Body Meet a Body                | 9. März 1986         | 15. Dez. 1990                         | Walter Grauman         | Steve Stoliar                                                            | Carrie Snodgress           | Joe Maross                     |
| Finanzberater Henry Burning stirbt während eines Ferienaufenthaltes in Fransdale. Seine Frau und Alleinerbin Connie Vernon, die behauptet, dass er einem Herzanfall erlag, will den Toten auffallend schnell beerdigen. Während der Trauerfeier beschuldigt Burnings Geliebte Phyllis Walters (Audrey Landers) Connie, ihn ermordet zu haben – doch als der Sarg umkippt und sich dabei öffnet, fällt die Leiche eines anderen Mannes heraus. In weiteren Rollen: Robert Donner als Silas Pike; Monte Markham als Ned Olson |           |                              |                                      |                      |                                       |                        |                                                                          |                            |                                |
| 41 | 19        | Mord am Sonntagmorgen        | Christopher Bundy – Died on Sunday   | 30. März 1986        | 23. Nov. 1990                         | Peter Crane            | Gerald K. Siegel                                                         | Michelle Nicastro          | Bert Convy                     |
| Jessicas Neffe ist Buchhalter bei dem skrupellosen Geschäftsmann Christopher Bundy, der seriöse literarische Zeitschriften aufkauft und in schlüpfrige Herrenmagazine umwandelt. Bundy hat auf diese Weise auch Jessicas Verleger Chester Harrison (Robert Stack) unter Druck gesetzt. Aber die energische Krimi-Autorin wehrt sich dagegen, dass ihre Kurzgeschichten zwischen nackten Mädchen abgedruckt werden. Mit ihrem Neffen besucht sie den Übeltäter in seinem Luxus-Wohnsitz, um ihn zur Rede zu stellen. Sie werden eingeladen, über Nacht zu bleiben und den Abend mit Bundy, seiner Schwester Rachel, deren Kindern Vanessa und Antonio und dem hübschen Fotomodell Millicent Moore (Katherine Moffat) zu verbringen. Am nächsten Morgen ist Christopher Bundy tot, und Chester Harrison gerät unter Mordverdacht. In weiteren Rollen: Robert Constanzo als Lt. Oscar Greco; Michael Horton als Grady Fletcher; Alex Rocco als Bert Yadly |           |                              |                                      |                      |                                       |                        |                                                                          |                            |                                |
| 42 | 20        | Tödliche Verwechslung        | Menace, Anyone?                      | 6. Apr. 1986         | 7. Dez. 1990                          | Arthur Allan Seidelman | Robert B. Sherman                                                        | Betsy Russell              | Bryan Cranston David Spielberg |
| Jessica wird als Ehrenvorsitzende zu einem Tennisturnier eingeladen, das von ihrer alten Bekannten Carol McDermott (Linda Hamilton) geleitet wird. Deren Verlobter Brian (Bryan Cranston) stirbt kurz darauf durch eine Autobombe, als er ihren Wagen startet. Offensichtlich trachtet jemand Carol nach dem Leben. Jessica weiß, dass ihre Freundin eine Schwester hat und schlägt vor, dass sie einige Tage zu ihr zieht. Die widersprüchlichsten Aussagen über Barbara machen Jessica neugierig. Wenig später gerät Carol unter Mordverdacht, als Lieutenant Travis (David Spielberg) erstochen in ihrem Haus aufgefunden wird. Elliot (Van Johnson), ein Förderer des Tennisvereins, und seine Tochter informieren Jessica darüber, dass Carol in einer Nervenheilanstalt behandelt wurde, weil sie an extremen Schuldgefühlen gegenüber ihrer Schwester litt. Angeblich starb diese bei einem Flugzeugabsturz. Auf dem Polizeirevier lernt Jessica aber eine äußerst lebendige Barbara kennen. Ihre Spürnase führt sie zurück zu Elliot und seiner Tochter. In weiteren Rollen: Doug McKeon als Donny Harrigan; Barry Primus als Sergeant Len Berger |           |                              |                                      |                      |                                       |                        |                                                                          |                            |                                |
| 43 | 21        | Maskenball mit Leiche        | The Perfect Foil                     | 13. Apr. 1986        | 14. Jan. 1991                         | Walter Grauman         | Robert E. Swanson                                                        | Robert Forster             | George DiCenzo                 |
| Jessica besucht ihren entfernten Cousin Calhoun in New Orleans und gerät mitten ins bunte Karnevalstreiben. Auf einem Ball wird der Spielcasino-Besitzer Johnny Blaze (George DiCenzo) tot aufgefunden. Calhoun gerät unter Verdacht, da er wegen Spielschulden sein Haus an Blaze verpfänden musste. Die Indizien sprechen zwar gegen ihn, aber Jessicas Cousin beteuert seine Unschuld. Die Hobbydetektivin findet bald heraus, dass Calhoun nicht der einzige war, der bei Johnny Blaze Schulden hatte. Auch der Kongressabgeordnete Brad Gardner stand bei dem Casino-Besitzer mit 27.000 Dollar in der Kreide. In weiteren Rollen: Cesare Danova als Lt. Edmond Cavett; David Hedison als Mitch Payne |           |                              |                                      |                      |                                       |                        |                                                                          |                            |                                |
| 44 | 22        | Kunst, Geld und Mord         | If the Frame Fits                    | 18. Mai 1986         | 24. Nov. 1990                         | Paul Lynch             | Philip Gerson                                                            | Christopher Allport        | Anne Schedeen                  |
| Jessica verbringt ein paar Tage bei ihrem alten Freund, dem Verleger Lloyd Marcus (Norman Lloyd). Im Haus wohnen auch sein Schwiegersohn und seine zwei Töchter Julia und Sabrina. Jessica spürt, dass es in der Ehe von Julia und Donald nicht zum besten steht und Lloyd seinen Schwiegersohn ablehnt. Zur gleichen Zeit wird der Nobelort Cedar Ridge durch eine Serie von Kunstdiebstählen aufgeschreckt. Beim sechsten Einbruch geschieht ein Mord. Julia liegt erdrosselt im Salon ihres Hauses. Chief Cooper (Cliff Gorman) verhaftet Lloyd Marcus. Jessica verfolgt eine andere Spur. Sie hat herausgefunden, dass Donald und Sabrina ein Paar waren, bevor er Julia heiratete. In weiteren Rollen: John de Lancie als Binky Holborn; Gordon Jump als Frank Tilley |           |                              |                                      |                      |                                       |                        |                                                                          |                            |                                |

## Staffel 3
Die Erstausstrahlung der dritten Staffel war vom 28. September 1986 bis zum 10. Mai 1987 auf dem US-amerikanischen Fernsehsender CBS zu sehen.
| Nr. (ges.) | Nr. (St.) | Deutscher Titel                           | Originaltitel                    | Erstausstrahlung USA | Deutschsprachige Erstausstrahlung (–) | Regie                | Drehbuch                                                     | Mörder gespielt von     | Opfer gespielt von |
| --- | --------- | ----------------------------------------- | -------------------------------- | -------------------- | ------------------------------------- | -------------------- | ------------------------------------------------------------ | ----------------------- | ------------------ |
| 45 | 1         | Ein neues Leben                           | Death Stalks the Big Top: Part 1 | 28. Sep. 1986        | 14. Okt. 1992                         | Seymour Robbie       | Paul Savage; Idee: Peter S. Fischer                          | Noch nicht aufgeklärt   | Charles Napier     |
| Jessica Lieblingsnichte Carol (Courteney Cox) heiratet. Ein ungewöhnliches Geschenk fasziniert die Braut: ein Talisman. Carol ist sich ganz sicher, dass dieses Präsent nur von ihrem tot geglaubten Großvater Neil (Jackie Cooper) stammen kann. Jessica macht sich sofort auf die Suche nach dem alten Herrn. Sie entdeckt ihn in einem fast bankrotten Zirkus, wo er unter dem Namen Carl Schumann als Clown auftritt. Seltsame Unglücksfälle beunruhigen die Zirkusleute. Als ein Zirkus-Vorarbeiter tot im Elefantenzelt aufgefunden wird, fällt der Verdacht auf Carl. Jessica glaubt an seine Unschuld und bemüht sich, den wahren Täter zu finden. Hilfe bekommt sie nur von Carls Freundin Katie und deren Sohn. In weiteren Rollen: Martin Balsam als Edgar Carmody; Gregg Henry als Sheriff Lynn Childs; Lee Purcell als Maylene Sutter |           |                                           |                                  |                      |                                       |                      |                                                              |                         |                    |
| 46 | 2         | Mord im Elefantenzelt                     | Death Stalks the Big Top: Part 2 | 5. Okt. 1986         | 14. Okt. 1992                         | Seymour Robbie       | Paul Savage; Idee: Peter S. Fischer                          | Alex Cord               | Joe Dorsey         |
| Carl, Jessicas Schwager, wird des Mordes verdächtigt. Überraschend legt er ein Geständnis ab. Jessica ist sich sicher, dass Carl jemanden decken will. Bei ihren Bemühungen, den wahren Mörder zu finden, stellt sie fest, dass mehrere Personen ein Motiv gehabt hätten. Jessicas Ermittlungen geraten immer wieder ins Stocken, weil der Bürgermeister ihr ständig Steine in den Weg legt, um die Aufklärung zu verhindern. Und dann geschieht ein zweiter Mord. In weiteren Rollen: Ronny Cox als Bürgermeister Ansel Powers; Pamela Susan Shoop als Katie MacCallum |           |                                           |                                  |                      |                                       |                      |                                                              |                         |                    |
| 47 | 3         | Nicht vergangen, nicht vergessen          | Unfinished Business              | 12. Okt. 1986        | 21. Jan. 1991                         | Walter Grauman       | Jackson Gillis                                               | Pat Hingle              | Erich Anderson     |
| Lieutenant Kale (Pat Hingle) hat in seinem Leben so manchen Mordfall gelöst. Jetzt ist der Tag seiner Pensionierung gekommen. Bei der Abschiedsfeier kündigt er an, einen ungeklärten Mordfall, der schon zehn Jahre zurückliegt, aufklären zu wollen. Damals kam Bezirksanwalt Lowell Dixon auf mysteriöse Weise ums Leben, als er einem obskuren Immobiliengeschäft nachspürte, an dem auch Seth (William Windom) beteiligt war. Dieser und seine ehemaligen Kompagnons werden von Kale mit raffinierten Einschüchterungsmethoden veranlasst, an den Ort der Tat zurückzukehren. In weiteren Rollen: Lloyd Bochner als Dr. Terrance Mayhew; Tom Bosley als Sheriff Amos Tupper; J. D. Cannon als Sheriff Phil McCoy |           |                                           |                                  |                      |                                       |                      |                                                              |                         |                    |
| 48 | 4         | Die weiße Rose                            | One White Rose for Death         | 19. Okt. 1986        | 10. Mai 1991                          | Peter Crane          | Peter S. Fischer                                             | Bernard Fox             | Warwick Sims       |
| Zu Ehren der Musikerin Greta Müller findet in Ostberlin ein Ball statt. Jessica ist zu diesem Ereignis eingeladen. Am Ballabend trifft sie einen alten Freund vom Geheimdienst. Er entführt Greta, ihren Bruder Franz (John Glover) und Jessica in die englische Botschaft. Jessica ist beruhigt, als sie erfährt, dass die Aktion nur ein Täuschungsmanöver zum Schutz von Franz ist. Er arbeitet für den englischen Geheimdienst und hat den Verdacht, dass seine Tätigkeit aufgeflogen ist. Dann geschieht in der Botschaft ein Mord. In weiteren Rollen: Michael Anderson, Jr. als Doctor Lynch; Jenny Agutter als Margo Claymore; Len Cariou als Michael Hagarty |           |                                           |                                  |                      |                                       |                      |                                                              |                         |                    |
| 49 | 5         | Die letzte Mahlzeit                       | Corned Beef and Carnage          | 2. Nov. 1986         | 15. Mai 1991                          | John Llewellyn Moxey | Robert E. Swanson                                            | David Ogden Stiers      | Richard Kline      |
| Jessicas Nichte Victoria (Genie Francis) arbeitet in einer Werbeagentur. Die junge Frau ist auf diesen Job angewiesen, weil ihr Ehemann arbeitslos ist und mit ihrem Gehalt der gemeinsame Lebensunterhalt bestritten wird. Eines Tages verlangt der Chef der Agentur, Larry Kinkaid (Richard Kline), dass Victoria mit einem Kunden nicht nur essen, sondern auch noch ausgehen soll. Victoria lehnt das empört ab und kündigt. Wenig später wird Larry ermordet und Victoria wird verhaftet. In weiteren Rollen: Peter Haskell als Leland Biddle; Bill Macy als Myron Kinkaid; James Sloyan als Lt. Jacob Spoletti; Marcia Wallace als Polly Barth |           |                                           |                                  |                      |                                       |                      |                                                              |                         |                    |
| 50 | 6         | Ein Schatzsucher zuviel                   | Dead Man's Gold                  | 9. Nov. 1986         | 8. Mai 1991                           | Seymour Robbie       | Robert Van Scoyk                                             | Wendy Kilbourne         | Julia Montgomery   |
| Jessicas alter Freund David (Leslie Nielsen) ist ein fanatischer Abenteurer. Gemeinsam möchte er mit seinen Freunden Alexandra, Susan, Coby und Bill den versunkenen Schatz von Cabot Cove heben. Während der Bergungsaktion geschehen merkwürdige Unfälle. Billy kommt bei einem Tauchgang ums Leben, Alexandra wird auf offener Straße überfahren. Jessica ist überzeugt, dass die Unglücke nicht zufällig passiert sind und beginnt zu ermitteln. In weiteren Rollen: Sean McClory als Ross Barber |           |                                           |                                  |                      |                                       |                      |                                                              |                         |                    |
| 51 | 7         | Ein Nachruf mit Folgen                    | Deadline for Murder              | 16. Nov. 1986        | 27. Apr. 1991                         | Seymour Robbie       | Tom Sawyer; Idee: John Kennedy, Michael McGough & Tom Sawyer | Eugene Roche            | Peter Mark Richman |
| Der allseits unbeliebte Zeitungsverleger Lamar Bennett (Peter Mark Richman) ist ermordet worden. Gemeinsam mit ihrem alten Freund, dem Journalisten Haskell Drake (Harry Guardino), will Jessica Fletcher den Fall aufklären. Bei ihren Recherchen begegnet das Detektiv-Duo der jungen Reporterin Kay Garrett. Kaum einer weiß, dass sie die Tochter des Verlegers ist, der die Vaterschaft stets abgestritten hatte. Auch Haskell hätte allen Grund gehabt, Bennett zu ermorden, denn der hatte ihn gerade gefeuert. Jessica engt den Kreis der möglichen Täter ein und entlarvt schließlich den Mörder. In weiteren Rollen: Gretchen Corbett als Lt. Alyssa Caruso; Tim O’Connor als Walter Revere; William Smith als Clyde Thorson; Glynn Turman als Stan Lassiter |           |                                           |                                  |                      |                                       |                      |                                                              |                         |                    |
| 52 | 8         | Morde auf Hawaii                          | Magnum on Ice: Part 2            | 23. Nov. 1986        | 20. Jan. 1991                         | Peter Crane          | Robert E. Swanson                                            | Jessica Walter          | Jared Martin       |
| Grundstücksmakler Paul Mayfield wird auf einer Cocktailparty auf Hawaii erschossen. Zufällig ist nicht nur Privatdetektiv Magnum (Tom Selleck) unter den Gästen, sondern auch Jessica Fletcher. Alle Ermittlungen deuten auf Magnum als Täter hin. Zu dessen Leidwesen leitet sein Erzfeind Captain Browning (Ramon Bieri) die Untersuchungen im Mordfall. Higgins (John Hillerman), der ein alter Freund von Jessica Fletcher ist, bittet die Hobby-Detektivin, sich der Sache anzunehmen. Magnum, mittlerweile in Untersuchungshaft, soll mit ihrer Hilfe wieder freikommen. Higgins unterstützt sie, wann immer er kann. Kriminalistisches Gipfeltreffen auf Hawaii: Schriftstellerin und Hobby-Detektivin Jessica Fletcher ermittelt in einem Mordfall, bei dem alle Indizien auf Magnum als Mörder hinweisen. |           |                                           |                                  |                      |                                       |                      |                                                              |                         |                    |
| 53 | 9         | Eine Bombe an Bord                        | Obituary for a Dead Anchor       | 7. Dez. 1986         | 29. Mai 1991                          | Walter Grauman       | Robert Van Scoyk; Idee: Bob Shayne                           | Mark Stevens            | Robert Pine        |
| Jessica soll für eine bekannte Fernsehshow interviewt werden. Showmaster Kevin Keats (Chad Everett) wird während der gesamten Zeit von einem geheimnisvollen Mann verfolgt. In seiner Angst bittet Kevin Sheriff Amos um ein Boot, damit er fliehen kann. Kaum an Bord explodiert das Schiff. Jessica erfährt, dass die Explosion nur fingiert war, um Kevin, der an einer Enthüllungsstory über einen Drogendealer arbeitet, in Sicherheit zu bringen. Dennoch findet die Polizei an Bord des Schiffs eine Leiche. Erster Auftritt von Bürgermeister Sam Booth In weiteren Rollen: Robert Lipton als Richard Abott |           |                                           |                                  |                      |                                       |                      |                                                              |                         |                    |
| 54 | 10        | Mord nach dem ersten Akt                  | Stage Struck                     | 14. Dez. 1986        | 15. Sep. 1991                         | John Astin           | Philip Gerson                                                | Edward Mulhare          | Ann Turkel         |
| Die Schauspieler Maggie (Eleanor Parker) und Julian (Edward Mulhare) feiern ihr Bühnen-Comeback. Sie laden Jessica zu der Aufführung ein. Leider erkrankt Maggie, und die junge, sehr ehrgeizige Barbara (Ann Turkel) springt für sie ein. In der Theaterpause bricht die junge Schauspielerin tot zusammen. Offenbar wurde sie vergiftet. Jessica und Chief Drock (John Schuck) nehmen die Ermittlungen auf. Dabei finden sie heraus, dass Barbara ein sorgsam gehütetes Geheimnis von Julian und Maggie kannte: Vor Jahren haben Julian und Maggie einer Adoption ihres gemeinsamen Kindes zugestimmt. In weiteren Rollen: Bob Hastings als Eddie Bender; Donald Most als T.J. Hold; Dan O’Herlihy als Alexander Preston |           |                                           |                                  |                      |                                       |                      |                                                              |                         |                    |
| 55 | 11        | Wen der Teufel reitet                     | Night of the Headless Horseman   | 4. Jan. 1987         | 24. Dez. 1991                         | Walter Grauman       | R. Barker Price                                              | Charles Siebert         | Barry Williams     |
| Dorian Beecher (Thom Bray), ein schüchterner Poet, der für die Wenton Akademie arbeitet, bittet Jessica seine Mutter zu spielen, weil er gerne den Vater seiner Angebeteten Sarah beeindrucken will. An der Akademie macht man sich über Dorian lustig, weil er behauptet hat, bei einem Besuch bei Sarah einen kopflosen Reiter gesehen zu haben. Nach einem Streit mit seinem größten Konkurrenten Nate, begegnet Dorian dem kopflosen Reiter jedoch erneut und diesmal wird er von ihm angegriffen und bewusstlos geschlagen. Als er erwacht, erfährt er von Jessica und Sherriff Rankin (Doug McClure), dass Nate ermordet und ihm der Kopf abgehackt wurde. In weiteren Rollen: Hope Lange als Charlotte Newcastle; Guy Stockwell als Dorn Van Stotter; Fritz Weaver als Edwin Dupont |           |                                           |                                  |                      |                                       |                      |                                                              |                         |                    |
| 56 | 12        | Eine Leiche erster Klasse                 | The Corpse Flew First Class      | 18. Jan. 1987        | 9. Mai 1991                           | Walter Grauman       | Donald Ross                                                  | Kate Mulgrew            | Mark Venturini     |
| Auf einem Flug nach London muss Jessica in einen Mordfall ermitteln. An Bord der Maschine ist die reiche Erbin Sonny Greer und ihr Chauffeur Leon. Er bewahrt das kostbare Diamntcollier seiner Chefi. Kurz nach dem Start wird Leon ermordet, und das Collier ist verschwunden. Unter den Passagieren befindet sich auch Mr. Pogson (David Hemmings), ein altgedienter Beamter von Scotland Yard. Jessica und er machen sie sich noch während des Flug auf die Suche nach dem Mörder. In weiteren Rollen: Gene Nelson als Louis Metcalf; James Shigeta als John Sugahara; Robert Walker junior als Otto Hardwick |           |                                           |                                  |                      |                                       |                      |                                                              |                         |                    |
| 57 | 13        | Killer per Telefon                        | Crossed Up                       | 1. Feb. 1987         | 23. Aug. 1991                         | David Hemmings       | Steven Long Mitchell & Craig W. Van Sickle                   | Colleen Camp            | Henry Brandon      |
| Jessica liegt krank im Bett. Per Zufall bekommt sie ein Gespräch mit, in dem ein Mann einen Killer anheuert. Opfer soll ein Millionär in Cabot Cove sein. Sofort mobilisiert Jessica ihren Neffen Grady und Amos, die versuchen sollen, den Mord zu verhindern. Leider nehmen die beiden das nicht ernst. Am nächsten Tag liest Jessica vom Tod des reichen Sägemühlenbesitzers Rogers. Sie beauftragt ihren Neffen, ein wenig zu spionieren. Er erfährt, dass Rogers mit seinen Söhnen zerstritten war und sein Testament ändern wollte. Grady besorgt ein Band, auf dem die Stimmen der drei Söhne zu hören sind. Während Jessica versucht, den Mörder herauszuhören ist plötzlich ihr Telefon tot. In weiteren Rollen: Tony Dow als Gordon Rogers; Sandy McPeak als Morgan Rogers |           |                                           |                                  |                      |                                       |                      |                                                              |                         |                    |
| 58 | 14        | Freunde in der Not                        | Murder in a Minor Key            | 8. Feb. 1987         | 13. Jan. 1992                         | Nick Havinga         | Gerald K. Siegel & Peter S. Fischer; Idee: Arthur Marks      | Karen Grassle           | George Grizzard    |
| Jessica muss den Vorabdruck ihres neusten Krimis Korrektur lesen. Während dieser Arbeit erzählt sie den gespannten Zuschauern die Geschichte: Der junge Musikstudent Michael Prescott hört eines Abends, wie sein komponiertes Stück in einer Bar gespielt wird. Als Komponist wird aber ein gewisser Alden Gilbert vorgestellt. Michael kann es nicht fassen. Wütend stellt er Professor Stoneham (George Grizzard) zur Rede, dem er diese Komposition als Semesterarbeit vorgelegt hatte. Tags drauf wird der Professor ermordet in seinem Büro aufgefunden. Michael wird als Mörder verdächtigt und verhaftet. Seine Freunde, die Jurastudenten Chad (Shaun Cassidy) und Jenny (Dinah Manoff), machen sich an die Arbeit, um Michaels Unschuld zu beweisen. In weiteren Rollen: René Auberjonois als Professor Harry Papazian; Herb Edelman als Max Hellinger |           |                                           |                                  |                      |                                       |                      |                                                              |                         |                    |
| 59 | 15        | Der Tote im Sand                          | The Bottom Line is Murder        | 15. Feb. 1987        | 15. Juni 1992                         | Anthony Shaw         | Steven Long Mitchell & Craig W. Van Sickle                   | Morgan Stevens          | Rod McCary         |
| Jessica ist in Denver bei ihrer Freundin Jayne zu Gast. Doch aus den unbeschwerten Urlaubstagen soll nichts werden. Jaynes Ehemann Steve führt Regie bei einer bekannten Fernseh-Show. Star dieser Sendung ist Kenneth Chambers, der als eine Art boshafter – Mister Stiftung Warentest – renommierten Geschäftshäuser auf die Finger schaut. Als Chambers ermordet aufgefunden wird, gerät Steve unter dringendem Tatverdacht. In weiteren Rollen: Barry Corbin als Lt. Lou Flannigan; George Takei als Ben Tanaka |           |                                           |                                  |                      |                                       |                      |                                                              |                         |                    |
| 60 | 16        | Eiskalt im Ring                           | Death Takes a Dive               | 22. Feb. 1987        | 24. Mai 1991                          | Seymour Robbie       | Peter S. Fischer                                             | Michael McGrady         | Adam West          |
| Jessica leiht ihrem Freund, dem Privatdetektiv Harry McGraw (Jerry Orbach), fünftausend Dollar. Mit diesem Geld will er dafür sorgen, dass Blaster Boyle (Harold Sylvester), ein Mittelgewichts-Boxer, der seine besten Zeiten schon hinter sich hat, in einem vom Fernsehen übertragenen Profikampf gegen das Nachwuchstalent Sean Shileen antritt. Leider hat McGraw vom Boxgeschäft nicht viel Ahnung. Die Boxermafia in Gestalt von Wade Talmadge, Cosmo Ponzini und Dennis McConnell lässt nämlich keine Konkurrenz zu. Sie wollen sich an Sean Shileen gesundstoßen. Als Wade Talmadge in seinem Wagen erschossen aufgefunden wird, gerät Harry unter Mordverdacht. Doc, Blasters Arzt und Trainer, bittet Jessica, als Managerin des Boxers aufzutreten, damit der Kampf Blaster gegen Shileen stattfinden kann. Jessica begibt sich in die skrupellose Männerdomäne, zeigt Zähne und Ausdauer und überführt schließlich auch den Mörder. Letzter auftritt von Lt. Nathanial Casey In weiteren Rollen: Ernest Borgnine als Cosmo Ponzini; LeVar Burton als Dave Robinson; Bradford Dillman als Dennis McConnell |           |                                           |                                  |                      |                                       |                      |                                                              |                         |                    |
| 61 | 17        | Der Akt des Todes                         | Simon Says, Color Me Dead        | 1. März 1987         | 29. Mai 1994                          | Kevin G. Cremin      | Robert E. Swanson                                            | Ann Dusenberry          | Foster Brooks      |
| Der Maler Simon Thane, berühmt für seine Bilder von Küstenlandschaften, lädt Jessica zu einer Dinnerparty ein. Dort verkündet er, dass er seinen Malstil komplett geändert hat. Niemand, noch nicht einmal seine eigene Frau, kennt sein neuestes Werk. Das Essen wird von der jungen Irene (Tess Harper) serviert. Am nächsten Morgen ist Simon tot und das Bild verschwunden. Als man auf Irenes Kleidern Blut entdeckt, wird sie festgenommen. Als wenig später Simons Bild völlig ramponiert wieder auftaucht, nimmt Jessica sich des Falles an. In weiteren Rollen: Leonard Frey als Felix Casslaw; Steve Inwood als Cash Logan; Dick Sargent als George Shelby |           |                                           |                                  |                      |                                       |                      |                                                              |                         |                    |
| 62 | 18        | Ein mörderisches Wiedersehen              | No Laughing Murder               | 15. März 1987        | 25. Sep. 1991                         | Walter Grauman       | Tom Sawyer                                                   | George Furth            | Arte Johnson       |
| Seit vielen Jahren ist das Komiker-Duo Murray Gruen (Buddy Hackett) und Mack Howard (Steve Lawrence) verfeindet. Ausgelöst wurde der Streit damals durch Trudy (Pat Crowley), Macks späterer Ehefrau. Als Macks Sohn und Murrays Tochter heiraten möchten, treffen sich die verfeindeten Komiker auf der Verlobungsfeier wieder. Auch Jessica ist zur Feier eingeladen. Leider flammt der alte Streit wieder auf und in der Nacht wird Murray mit einem Messer angegriffen. Rasend vor Wut beschuldigt er seinen früheren Partner. In weiteren Rollen: George Clooney als Kip Howard; Sheree North als Norma Lewis |           |                                           |                                  |                      |                                       |                      |                                                              |                         |                    |
| 63 | 19        | Erpresse keinen Erpresser                 | No Accounting for Murder         | 22. März 1987        | 9. Aug. 1991                          | Peter Crane          | Gerald K. Siegel                                             | James Noble             | Michael Tolan      |
| Jessicas Neffe Grady arbeitet als Steuerberater in der Kanzlei Carlisle und Partner. Am Abend findet Grady den Firmenmitinhaber Ralph Whitmann ermordet in seinem Büro. Lieutenant Hanratty (Barney Martin) wird mit den Ermittlungen beauftragt. Er bittet Jessica um Mithilfe. Während der Nachforschungen entdeckt Jessica einen alten Mann im Keller des Bürogebäudes. Der Alte haust dort schon seit Jahren heimlich und unerkannt. Er behauptet, mit dem Mord nichts zu tun zu haben, und er weiß auch nicht, ob er den Täter gesehen hat. Auch Lieutenant Hanratty macht eine interessante Entdeckung: Paul Carlisle (James Noble) scheint in ein illegales Geschäft verstrickt. Wusste Whitmann davon und hat seinen Partner erpresst? In weiteren Rollen: Dorothy Lamour als Sophie Ellis; Geoffrey Lewis als I.R.S. Agent Lester Grimshaw; Ron Māsak als Marty Giles |           |                                           |                                  |                      |                                       |                      |                                                              |                         |                    |
| 64 | 20        | Jessica räumt auf                         | The Cemetery Vote                | 5. Apr. 1987         | 30. Aug. 1991                         | Seymour Robbie       | Robert Van Scoyk                                             | Bruce Davison           | John McLiam        |
| Jessicas Freundin Linda (Ellen Bry) muss einen schweren Schicksalsschlag überwinden: Ihr Ehemann Jim Stevens, Bürgermeister von Comstock, ist bei einem mysteriösen Autounfall ums Leben gekommen. Während Sheriff Yates (Ed Lauter) und Jims Freund David um den freigewordenen Posten kämpfen, möchte Lindas Schwiegervater, dass der Autounfall genauer untersucht wird. Für Harry Stevens steht fest, dass sein Sohn ermordet wurde. Wenig später wird der alte Herr selbst Opfer eines Verbrechens. In weiteren Rollen: Joseph Campanella als George McDaniels; Marie Windsor als Kate Gunnerson |           |                                           |                                  |                      |                                       |                      |                                                              |                         |                    |
| 65 | 21        | Das verjährte Geheimnis                   | The Days Dwindle Down            | 19. Apr. 1987        | 2. Jan. 1991                          | Michael Lynch        | Philip Gerson                                                | Kein Mörder, Selbstmord | Nicht erwähnt      |
| Sam (Jeffrey Lynn) hat 30 Jahre unschuldig im Gefängnis gesessen. Jetzt bittet seine Frau Georgia (Martha Scott) Jessica darum, den Fall noch einmal aufzurollen, um Sam zu rehabilitieren. Er erzählt der Hobbydetektivin, dass er damals seinem Chef Mr. Jarvis helfen sollte, dessen Selbstmord wie einen Mord aussehen zu lassen. Damit seine Frau Edna und sein Sohn Sidney die Versicherungssumme erhalten. Sam wollte den Plan verhindern, kam aber zu spät. Gemeinsam mit Sams Sohn Rod (Art Hindle) befragt Jessica die Beteiligten von damals. In weiteren Rollen: Richard Beymer als Sidney Jarvis; Harry Morgan als pensionierter Lt. Richard Webber |           |                                           |                                  |                      |                                       |                      |                                                              |                         |                    |
| 66 | 22        | Das Geheimnis des gedemütigten Liebhabers | Murder, She Spoke                | 10. Mai 1987         | 17. Mai 1991                          | Anthony Pullen Shaw  | Si Rose                                                      | Fredric Lehne           | Patrick Wayne      |
| Jessica nimmt für den blinden Plattenproduzenten Greg Dalton (William Atherton) ein Album aus der Reihe „Kriminalgeschichten für Blinde“ auf. Dabei überhört sie einen Streit zwischen einem Tontechniker des Studios und Randy, der bald das Aufnahmestudio übernehmen wird. Kurz danach wird Randy ermordet aufgefunden und der ermittelnde Lt. Faraday (G. W. Bailey) verhaftet Greg, weil ihm das Messer gehört, mit dem Randy erstochen wurde. Außerdem hat er ein Motiv, denn Randy war verantwortlich für Gregs Erblindung und wollte außerdem Gregs Schallplattenreihe absetzen. In weiteren Rollen: Michael Callan als Carl Anglin; Charlie Daniels als Stoney Carmichael |           |                                           |                                  |                      |                                       |                      |                                                              |                         |                    |

## Staffel 4
Die Erstausstrahlung der vierten Staffel war vom 20. September 1987 bis zum 8. Mai 1988 auf dem US-amerikanischen Fernsehsender CBS zu sehen.
| Nr. (ges.) | Nr. (St.) | Deutscher Titel                 | Originaltitel                                       | Erstausstrahlung USA | Deutschsprachige Erstausstrahlung (–) | Regie                | Drehbuch                                                        | Mörder gespielt von                | Opfer gespielt von |
| --- | --------- | ------------------------------- | --------------------------------------------------- | -------------------- | ------------------------------------- | -------------------- | --------------------------------------------------------------- | ---------------------------------- | ------------------ |
| 67 | 1         | Der zwielichtige Monsieur Maxim | A Fashionable Way to Die                            | 20. Sep. 1987        | 3. Okt. 1991                          | Nick Havinga         | Donald Ross                                                     | Juliet Prowse                      | Lee Bergere        |
| Aus Anlass einer Modenschau, erhält Eva Taylor (Barbara Rush) in Paris Besuch von ihrer alten Freundin Jessica Fletcher. Vor der Schau begrüßt Eva das berühmte Model Lu Watters sowie die Catwalk-Debütantin Kim (Taina Elg), Tochter der ehemals berühmten Sängerin Valerie. Was Jessica nicht weiß: Eva ist gezwungen, ein Abkommen, mit dem fiesen Maxim (Lee Bergere) zu unterzeichnen, der ihr 10.000 $ für die Show und ihren Modesalon geliehen hat. Als Eva nach dem großen Erfolg der Modenschau Jessica ihre Geldsorgen anvertraut und beide zu Maxim gehen, um mit ihm zu sprechen, finden sie ihn tot auf. Jessica arbeitet mit Inspektor Panassie (Fritz Weaver) und seinem Kollegen Luter zusammen, die die Mordwaffe finden und Eva verhaften. In weiteren Rollen: Danielle Brisebois als Claudia Soury |           |                                 |                                                     |                      |                                       |                      |                                                                 |                                    |                    |
| 68 | 2         | Mord ohne Vorsatz               | When Thieves Fall Out                               | 27. Sep. 1987        | 27. Apr. 1993                         | Seymour Robbie       | Arthur David Weingarten                                         | Kenneth McMillan                   | Dack Rambo         |
| Jessica nimmt an der Feier zur Pensionierung des Sportlehrers Kevin Cauldwell (Kenneth McMillan) teil. Als Bill Hampton (Dack Rambo) Jessica nach Hause fahren will, ist an seinem Auto ein alter Zeitungsausschnitt befestigt: „Örtlicher Geschäftsmann ermordet: Tramper unter Verdacht“. Er reagiert sichtlich mitgenommen, zumal er in den nächsten Tagen weitere Zeitungsausschnitte erhält: „100.000 $ Anleihen verschwunden“. Jessica begegnet Andrew Durbin (John Glover), der, wie sie von Amos erfährt, vor kurzem aus 20-jähriger Haft entlassen wurde. Er gibt zu, dass er Bill terrorisiert, behauptet aber an dem Mord unschuldig gewesen zu sein, für den er einsaß. Bill sei Beifahrer jenes Wagens gewesen, der den Geschäftsmann von der Straße abdrängte. Durbin geht davon aus, dass Bill und der Fahrer zurückkamen, um den Geschäftsmann wegen der Anleihen umzubringen. Am nächsten Tag wird Bill tot aufgefunden, doch Durbin hat ein wasserdichtes Alibi. In weiteren Rollen: Michael Lembeck als Arnie Wakeman; Caitlin O’Heaney als Tarra Sillman |           |                                 |                                                     |                      |                                       |                      |                                                                 |                                    |                    |
| 69 | 3         | Jessica im Zeugenstand          | Witness for the Defense                             | 4. Okt. 1987         | 2. März 1992                          | Seymour Robbie       | Robert E. Swanson                                               | Claire Trevor                      | Marilyn Hassett    |
| Jessica muss als Zeugin in einem Prozess in Quebec aussagen, in dem ihr Freund Jim Harlan angeklagt ist, seine Ehefrau Patricia ermordet zu haben. Jessica rekonstruiert die Ereignisse der Mordnacht. Vor Gericht behauptet der Handwerker Clay MacLeod (Richard Cox), gehört zu haben, wie Jim im Streit Patricia drohte. Jim streitet das entschieden ab, gibt gegenüber Jessica aber zu, dass seine Ehe in die Brüche ging und Patricia große Summen verschwendete. Er hatte mit Monica in der Mordnacht geschlafen. Als Jessica von Staatsanwältin Annette Pirage (Juliet Mills) in den Zeugenstand gerufen wird, um den Zeitraum zu bestimmen, in dem sie und Jim zusammen waren – unterzieht Jims Verteidiger, der mächtige und aufgeblasene Oliver Quayle (Patrick McGoohan), sie einem diskreditierenden Kreuzverhör. In weiteren Rollen: Simon Jones als Barnaby Friar |           |                                 |                                                     |                      |                                       |                      |                                                                 |                                    |                    |
| 70 | 4         | Spur in die Vergangenheit       | Old Habits Die Hard                                 | 11. Okt. 1987        | 24. Feb. 1992                         | John Llewellyn Moxey | Chris Manheim                                                   | Eileen Brennan                     | Evelyn Keyes       |
| Anlässlich der Einweihung einer neuen Klosterorgel besucht Jessica die Mutter Oberin Claire (Jane Powell), mit der sie seit gemeinsamen Uni-Zeiten befreundet ist. Gleichzeitig erscheint Privatdetektiv Ray Carter (Clu Gulager) mit dem Foto einer jungen Frau namens Linda, die er ausfindig zu machen versucht. Claire verweist ihn an Schwester Emily, die unterdessen von Dr. Marshall ihre regelmäßige Medikation erhält. In der Nacht darauf wird Emilys Leiche von der Novizin Sarah gefunden. Claire weigert sich zu akzeptieren, dass Emily sich umgebracht habe. Doch Bischof Shea (Robert Prosky) behauptet, dass die vorgefundenen Abschiedszeilen und die Medikamente in ihrem Blut den Selbstmord bewiesen, und besteht auf Durchführung der Einweihungszeremonie. Während sie Emilys Akten sichtet, stößt Jessica auf die weinende Amy, eine Schutzbefohlene der Verstorbenen. Die weist darauf hin, dass Emily zu Unterrichtszwecken Gedichte zu schreiben pflegte. Um solche Verse hat es sich beim vermeintlichen Abschiedsbrief gehandelt, erklärt Jessica dem Bischof. Als sie ein Geräusch hören, entdecken sie Dr. Marshall in Emilys Garderobe, der sagt, er habe der Verstorbenen möglicherweise eine tödliche Überdosis verschrieben. Jessica studiert einen alten Grundriss der Kirche und entdeckt ein Tunnelsystem, das in der Antebellum-Zeit geflohenen Sklaven als Versteck diente. In weiteren Rollen: Ed Nelson als Bürgermeister Albert Simpson; Audrey Totter als Schwester Paul |           |                                 |                                                     |                      |                                       |                      |                                                                 |                                    |                    |
| 71 | 5         | Tödliche Party                  | The Way to Dusty Death                              | 25. Okt. 1987        | 29. Sep. 1991                         | Nick Havinga         | Philip Gerson                                                   | Nancy Dussault                     | Cornel Wilde       |
| Wer wird Duncan Barnetts Nachfolger? Der Aufsichtsrats-Vorsitzende, der sein Unternehmen verlassen will, hat Jessica als Ehrenmitglied zu einer Sitzung eingeladen, auf der ein neuer Firmenvorstand gewählt werden soll. Im Anschluss daran ist eine große Party geplant. Die Überraschung ist groß, als Barnett seinen Gästen verkündet, dass er sich kurzfristig entschlossen hat, den Firmen-Vorsitz doch nicht abzugeben. Noch in derselben Nacht stirbt der Geschäftsmann in der Badewanne. Jessica vermutet, dass es sich um Mord handelt – und begibt sich auf die Suche nach dem Täter. In weiteren Rollen: Richard Beymer als Morgan McCormack; Andrea Marcovicci als Anne Hathaway; Sandy McPeak als Spruce Osborne |           |                                 |                                                     |                      |                                       |                      |                                                                 |                                    |                    |
| 72 | 6         | Ein tödliches Wiedersehen       | It Runs in the Family                               | 1. Nov. 1987         | 30. März 1992                         | Walter Grauman       | Peter S. Fischer                                                | Carolyn Seymour                    | Richard Johnson    |
| Emma MacGill, eine schillernde Unterhalterin in einem Tanzlokal, wird von Humphrey DeFoe (Christopher Hewett) gebeten einen alten Freund zu besuchen, der im Sterben liegt: den Vicomte Blackraven, den sie bislang als Lieutenant Geoffrey Constable kannte. Geoffrey ist entzückt seine alte Liebe wieder zu sehen. Er erklärt, dass er eine Zweckehe eingegangen ist, sie aber nie vergaß. Er will ihr testamentarisch ein kleines Haus in Tuxford sowie eine kleine Leibrente hinterlassen. Am nächsten Tag berichtet Dr. Blandings, dass Geoffrey eine wundersame Genesung erlebt habe – als ob es sich plötzlich wieder Sinn im Leben sehe. Geoffrey macht ein Picknick mit Emma, bei dem er ihr gerade einen Antrag machen will, als er zu würgen beginnt und stirbt. Letzter Auftritt von Emma McGill In weiteren Rollen: Jane Leeves als Gwen Petrie; Anthony Newley als Inspector Victor Frost |           |                                 |                                                     |                      |                                       |                      |                                                                 |                                    |                    |
| 73 | 7         | Der Ladykiller                  | If It's Thursday, It Must Be Beverly                | 8. Nov. 1987         | 9. Okt. 1991                          | Peter Crane          | Wendy Graf & Lisa Stotsky                                       | Ray Girardin (Selbstverteidigung)  | Antoinette Bower   |
| Während sie sich in Lorettas Schönheitssalon frisieren lässt, wird Jessica in ein Gespräch über die staatliche Lotterie und ihren 2-Millionen-Jackpot verwickelt. Loretta (Ruth Ramon), Ideal (Kathryn Grayson), Eve (Julie Adams) und Audrey (Antoinette Bower) kaufen daraufhin umgehend Lottoscheine bei George Tibbits, dem Postboten. Am Abend wird Amos zum Haus seines Stellvertreters in der Nachtschicht, Jonathan Martin (Rick Lenz), gerufen, dessen Frau Audrey tot aufgefunden wird – gestorben, wie es scheint, durch Suizid. Obwohl Audrey ein unglücklicher Mensch war, glaubt Jessica jedoch an Mord. Im Zuge ihrer Ermittlungen erfahren sie und Amos, dass der unaufdringliche Jonathan den Dienst am Bürger im Falle der allein stehenden Damen von Cabot Cove übertrieb. Amos ist sprachlos, während Seth sich ärgert, dass ihm die Lokalzeitung nicht zugestellt wurde. Erster Auftritt von Eve Simpson, Loretta Spiegel, Ideal Molloy, und Phyllis Grant In weiteren Rollen: Tom Bosley als Sheriff Amos Tupper; William Windom als Dr. Seth Hazlitt |           |                                 |                                                     |                      |                                       |                      |                                                                 |                                    |                    |
| 74 | 8         | Jessica und die Bombe           | Steal Me a Story                                    | 15. Nov. 1987        | 27. Apr. 1992                         | John Llewellyn Moxey | Peter S. Fischer                                                | Vincent Bagetta                    | Ken Swofford       |
| Jessica erfährt von der jungen Fernsehautorin Gayle Yamada, dass der Produzent Avery Stone (Bradford Dillman) die Idee aus ihrem neuesten Krimi für eine Serien-Episode verwenden will. Zusammen schreiben sie eine neue, spannende Story. Als Gayle sie Avery anbietet, schmeißt er sie hinaus, weil sie ihn bei Jessica verpfiffen hat. In der Zwischenzeit verlangt Direktor Sid Sharkey von Avery, den Regisseur Bert Puzo zu feuern. Gary Patterson (Doug McClure), Star der Serie, will nicht weiterdrehen, weil die Dialoge so schlecht sind. Seine Partnerin Brenda (Lenore Kasdorf) möchte für einige Folgen aussteigen, weil sie ein anderes verlockendes Angebot erhalten hat. Als Sharkey am Abend noch einmal sein Büro betritt, steht ein rosa Paket auf seinem Schreibtisch. Beim Öffnen gibt es eine Explosion. Jessica – neugierig geworden – nimmt Gary Pattersons Angebot an, einige Episoden für die Serie zu schreiben. So kann sie sich ungestört am Set umsehen und auf Mörderjagd gehen. In weiteren Rollen: Yaphet Kotto als Lt. Alphonso Bradshaw; Gail Strickland als Kate Hollander |           |                                 |                                                     |                      |                                       |                      |                                                                 |                                    |                    |
| 75 | 9         | Ärger im Garten Eden            | Trouble in Eden                                     | 22. Nov. 1987        | 16. März 1992                         | Nick Havinga         | John D.F. Black & Paul Savage; Idee: John D.F. Black            | Stuart Whitman                     | Renata Scott       |
| Mary Rose (Joan Caulfield), eine Freundin von Jessica, erhält einen anonymen Brief. Darin steht, dass ihre kürzlich verstorbene Schwester Charlotte in Eden, Oregon, ermordet wurde. Als auf Mary Rose ein Anschlag verübt wird, beschließt Jessica, sich an ihrer Stelle als Schwester und Erbin der Verstorbenen – zusammen mit dem Anwalt Lewis – nach Oregon zu begeben, um den Fall zu untersuchen. Es stellt sich heraus, dass Charlottes -Garden of Eden- kein gewöhnliches Hotel ist, sondern ein Freudenhaus. Bei der Untersuchung der näheren Umstände von Charlottes Tod geraten einige der ehrbaren Bürger von Eden unter Verdacht. In weiteren Rollen: Macdonald Carey als Dr. Gordon Lynch; Roy Thinnes als Sheriff Howard Landy; Mills Watson als Glen Roy Stickwell |           |                                 |                                                     |                      |                                       |                      |                                                                 |                                    |                    |
| 76 | 10        | Mord mit der Indianer-Lanze     | Indian Giver                                        | 29. Nov. 1987        | 23. März 1992                         | Walter Grauman       | Gerald K. Siegel                                                | Jennifer Salt (Selbstverteidigung) | Lonny Chapman      |
| Zum Gründungstag von Jessicas Heimatstadt Cabot Cove hält der Bürgermeister im Freien vor den Bürgern der Stadt eine Rede. Plötzlich prescht auf einem Pferd ein Indianer in voller Kriegsbemalung heran und schleudert eine Lanze gegen das Rednerpult. Selbstbewusst stellt er sich als George Longbow (Bernard White) vor und behauptet, der rechtmäßige Besitzer von Cabot Cove zu sein. Deshalb will er von jedem Einwohner fortan Miete kassieren. Erbost über soviel Dreistigkeit kochen die Vorurteile über Indianer hoch. Als wenig später Ad Langley, ein Bürger der Stadt, mit der Lanze ermordet wird, gerät George prompt unter Mordverdacht. Aber Jessica hat ihre Zweifel und stellt auf eigene Faust Nachforschungen an. In weiteren Rollen: Theodore Bikel als Professor Harold Crenshaw; Jack Colvin als Harris Atwater |           |                                 |                                                     |                      |                                       |                      |                                                                 |                                    |                    |
| 77 | 11        | Sandras Geheimnis               | Doom With a View                                    | 13. Dez. 1987        | 18. Mai 1992                          | Walter Grauman       | Kenneth A. Berg                                                 | Robert Desiderio                   | Jennifer Holmes    |
| Jessica besucht ihren Neffen Grady in New York. Weil in seiner Wohnung gerade Küchenschaben hausen, werden sie von Gradys altem Collegefreund Gary Harper (John Callahan) in das noble Hotel seiner Frau eingeladen. Dort trifft Grady auch Sandra wieder, die er ebenfalls aus Collegezeiten kennt, und verliebt sich Hals über Kopf in sie. Er ahnt nicht, dass sein Freund Gary einmal mit Sandra zusammen war und dass seine Frau Cornelia (Janet Leigh), eine reiche, aber äußerst eifersüchtige Frau, nichts von diesem Verhältnis wissen darf. Als Sandra wenig später ermordet in ihrem Zimmer aufgefunden wird, nimmt Jessica den Fall in die Hand. Sie entdeckt, dass Sandra ein Geheimnis hatte. In weiteren Rollen Monte Markham als Insp. Donald Matheney; Charlotte Rae als Nettie Harper |           |                                 |                                                     |                      |                                       |                      |                                                                 |                                    |                    |
| 78 | 12        | Fisch mit Folgen                | Who Threw the Barbitals in Mrs. Fletcher's Chowder? | 3. Jan. 1988         | 27. Juli 1992                         | John Llewellyn Moxey | Robert Van Scoyk                                                | Geoffrey Lewis                     | Guy Stockwell      |
| Winnie Banner (Anne Meara), die Schwester von Amos Tupper, taucht in Cabot Cove auf und sucht bei ihrem Bruder Schutz vor ihrem gewalttätigen Ehemann. Der aufgebrachte Elmo (Guy Stockwell) kann seine Frau schnell ausfindig machen. Nach einem delikaten Fischessen, das Jessica zur Versöhnung stiftet, schlafen alle Gäste tief und fest. Nur einer wacht am nächsten Morgen nicht mehr auf: Elmo Banner. In weiteren Rollen: Colleen Camp als Deputy Marigold Feeney; Henry Gibson als Harold Banner; Donnelly Rhodes als Ed Bellamy |           |                                 |                                                     |                      |                                       |                      |                                                                 |                                    |                    |
| 79 | 13        | Die Stunde des Kometen          | Harbinger of Death                                  | 24. Jan. 1988        | 22. Juni 1992                         | Anthony Shaw         | R. Barker Price                                                 | Marcia Rodd                        | Steven Ford        |
| Jessica besucht den Wissenschaftler Leonard Palmer (Dean Jones) und seine Frau Carrie (Kate McNeil), Jessicas Nichte, um dem Erscheinen eines Kometen beizuwohnen. Als Jessica Leonard auf eine Cocktailparty am Institut begleitet, lernt sie auch seinen Boss Russell Armstrong (Jeffrey Tambor) sowie den Astronomen und Autoren Thor Lundquist kennen. Am nächsten Morgen wird Drake Eaton (Steven Ford) erschossen in Leonards Ferienhaus aufgefunden. Da Drake mit Leonards Waffe umgebracht wurde, verdächtigt man ihn des Mordes. Doch Jessica hat so ihre Zweifel und nimmt den Fall genauer unter die Lupe. In weiteren Rollen: George DiCenzo als Sgt. Kettler |           |                                 |                                                     |                      |                                       |                      |                                                                 |                                    |                    |
| 80 | 14        | Der Fluch der indischen Göttin  | Curse of the Daanav                                 | 7. Feb. 1988         | —                                     | Walter Grauman       | Chris Manheim                                                   | Clive Revill                       | Richard Bradford   |
| Jessica ist zu Gast auf der Party von Richard (Richard Bradford) und Alice Hazlitt, Verwandten von Seth, die gerade von ihrer Hochzeitsreise zurückgekehrt sind. Der wohlhabende Ehemann hat seiner jungen Frau einen kostbaren Rubin geschenkt, doch auf der Party erfahren die Gäste von dem indischen Kulturattaché Mr. Singh (Kabir Bedi), dass auf dem Rubin ein Fluch lastet. Kurz darauf hat Alice einen Unfall. Sie kann im letzten Moment gerettet werden. Richard beschließt, den Rubin in den Safe zu schließen. Noch in derselben Nacht wird er ermordet. Unter Verdacht gerät Mr. Singh. Oder hat sich der Fluch der indischen Göttin bewahrheitet? In weiteren Rollen: Jane Badler als Carolyn Hazlitt; Douglas Barr als Mark Hazlitt; Larry Linville als Lt. Steven Ames |           |                                 |                                                     |                      |                                       |                      |                                                                 |                                    |                    |
| 81 | 15        | Bourbon, Brandy und Arsen       | Mourning Among the Wisterias                        | 14. Feb. 1988        | 27. Jan. 1992                         | Walter Grauman       | Scott Anderson                                                  | Linda Purl                         | Elliott Reid       |
| Jessica wird von dem bekannten Bühnenautor Eugene McLendon (Barry Nelson) eingeladen, das Wochenende auf seinem Landsitz zu verbringen. Dort präsentiert er ihr nicht nur sein neustes Stück, sondern macht ihr auch einen völlig überraschenden Heiratsantrag – wenn auch nicht aus romantischen Gründen. Eugene glaubt, dass er nicht mehr lange zu leben hat und will Jessica seinen Besitz hinterlassen, um ihn vor seinem Adoptivsohn Todd (Matt McCoy) und dessen leichtfertiger Frau Crystal (Linda Purl) zu schützen. In der Nacht peitschen zwei Schüsse durch das Haus: Jonathan (Elliott Reid) liegt tot auf dem Boden, Eugene steht mit dem Gewehr in der Hand daneben. Der Bühnenautor beteuert seine Unschuld, aber Captain Thorn (René Auberjonois) vom Polizeidezernat will ihn verhaften. Als Eugene mit einem Herzanfall zusammenbricht, findet Jessica heraus, dass jemand versucht, ihren alten Freund langsam zu vergiften. In weiteren Rollen: Penny Fuller als Grace Banfield; Frank Gorshin als Arnold Goldman; Beah Richards als Ola Mae Ramis |           |                                 |                                                     |                      |                                       |                      |                                                                 |                                    |                    |
| 82 | 16        | Der falsche Priester            | Murder Through the Looking Glass                    | 21. Feb. 1988        | 17. Feb. 1992                         | Seymour Robbie       | Robert Van Scoyk                                                | Mark Shera                         | Victor Mohica      |
| Jessica Fletcher nimmt an einem Buchhändler-Kongress in Hartford, Connecticut, teil. Abends wird sie auf der Straße Zeugin, wie ein Mann bei einem Autounfall tödlich verletzt wird. Bevor er stirbt, gesteht er den Mord an einem gewissen Carl Cosgrove. Nur Jessica hört seine letzten Worte. Doch als sie der Polizei davon berichtet, nimmt man sie nicht ernst. Ein Anruf bei Mrs. Cosgrove ergibt, dass sich ihr Mann schlafend im Bett befindet. Nun nimmt Jessica den Fall in eigene Hände. Wenig später erfährt sie von der Polizei, dass die Leiche von Cosgrove in einem Fluss gefunden wurde. Die Suche nach der Wahrheit wird erschwert durch einen falschen Priester, einen südamerikanischen Rebellenführer und zwei rivalisierende CIA-Behörden. In weiteren Rollen: Cliff DeYoung als Father Patrick Francis; Laurence Luckinbill als Sgt. Douglas Cooper; Robert Reed als Henry Jackson; Gregory Sierra als Augustus Sanchez |           |                                 |                                                     |                      |                                       |                      |                                                                 |                                    |                    |
| 83 | 17        | Das letzte Glas                 | A Very Good Year for Murder                         | 28. Feb. 1988        | 10. Feb. 1992                         | Walter Grauman       | Peter S. Fischer                                                | Eli Wallach                        | Grant Goodeve      |
| Jessica ist zum 75. Geburtstag von Salvatore Gambini (Eli Wallach) auf das Weingut der Familie eingeladen. Alle Freunde und auch Verwandten sind gekommen, um dem Jubilar die Ehre zu geben. Doch am Tag des großen Festes verunglückt Salvatores Enkel Tony (Billy Zane) auf der Treppe, die in den Weinkeller führt. Es stellt sich heraus, dass jemand an der Treppenstufe gesägt haben muss. Wenig später erfährt Jessica von der Bedrohung, die über den Gambinis schwebt. Einige gewissenlose Spekulanten wollen das Weingut kaufen, haben aber nicht mit dem trotzigen Salvatore gerechnet, der sich nicht kleinkriegen lässt. Als Salvatore nach seinem Festtag der Hobbydetektivin den Weinkeller zeigt, finden sich die Leiche eines Partygastes. In weiteren Rollen: Ina Balin als Stella Gambini; Bibi Besch als Fiona Gambini; John Saxon als Marco Gambini |           |                                 |                                                     |                      |                                       |                      |                                                                 |                                    |                    |
| 84 | 18        | Die dramatische Erbschaft       | Benedict Arnold Slipped Here                        | 13. März 1988        | 12. Juli 1992                         | Seymour Robbie       | Robert Van Scoyk; Idee: Wendy Graf & Lisa Stotsky               | Brian Bedford                      | Dick O’Neill       |
| Jessica will mit Dr. Seth Hazlitt eine gemeinsame Freundin besuchen. Doch die 90-jährige Tillie ist in der Nacht zuvor verstorben. In ihrem letzten Willen setzt sie Jessica als Testamentsvollstreckerin ein. Das gesamte Mobiliar hat Tillie dem alten Trödelhändler und Pfandleiher Benny Tibbles vermacht. Das Haus soll ihre Nichte Liza erben, die das Anwesen jedoch sofort verkaufen will. Die Maklerin gewinnt den englischen Historiker Alastair Andrews Brian Bedford als Interessenten. Die Verstorbene ist eine uneheliche Nachfahrin von Benedict Arnold, dem Engländer ein Held, den US-Amerikanern ein Verräter. Seltsamerweise ist die Polizei anwesend und ein Zimmer versiegelt. Benny Tibbles ist vor dem Kamin tot aufgefunden worden. Natürlich lässt es sich Jessica nicht nehmen, den mysteriösen Mordfall höchstpersönlich zu untersuchen. Letzter Auftritt von Sheriff Amos Tupper In weiteren Rollen: Julie Adams als Eve Simpson; David Clennon als Wilton Tibbles; William Windom als Dr. Setz Hazlitt |           |                                 |                                                     |                      |                                       |                      |                                                                 |                                    |                    |
| 85 | 19        | Ein eisiger Tod                 | Just Another Fish Story                             | 27. März 1988        | 11. Mai 1992                          | Walter Grauman       | Philip Gerson                                                   | Debbie Zipp (Selbstverteidigung)   | Dick Gautier       |
| Die Bestsellerautorin Jessica Fletcher investiert auf Anraten ihres Neffen in das New Yorker In-Lokal ‚Alice-s Farm‘. Sie verabredet sich dort mit ihm zum Abendessen, um endlich auch seine Verlobte Donna (Debbie Zipp) in Augenschein nehmen zu können. An diesem Abend lernt Jessica die Geschäftsführer Chaz und Doug kennen. Am nächsten Morgen wird Chad tot im Kühlraum des Restaurants entdeckt. Jessica fühlt sich verpflichtet, den Mordfall aufzuklären. Erster Auftritt von Donna Mayberry In weiteren Rollen: Sonny Bono als Valentino Regori; Jack Carter als Harry Finley; Norman Fell als Lt. Edward Rupp; Brenda Vaccaro als Mimi Hacourt |           |                                 |                                                     |                      |                                       |                      |                                                                 |                                    |                    |
| 86 | 20        | Tödliches Rodeo                 | Showdown in Saskatchewan                            | 10. Apr. 1988        | 13. Apr. 1992                         | Vincent McEveety     | Dick Nelson                                                     | Paul Le Mat                        | Joe Dorsey         |
| Jessicas Nichte Jill (Kristy McNichol) hat sich in den Rodeo-Reiter Marty Reed verliebt und zieht mit ihm durch die Lande. Jills Mutter macht sich Sorgen um ihre Tochter und bittet Jessica, sich den jungen Mann einmal aus der Nähe anzusehen. Jessica fährt in das Camp der Rodeoteilnehmer. In der Nacht vor der Veranstaltung kommt es zu einem tragischen Zwischenfall: Der Wohnwagen von Doc Schaefer fängt Feuer, und der alte Mann stirbt an einer Rauchvergiftung. Inspektor McCabe (Lance LeGault) hat den Verdacht, dass das Feuer absichtlich gelegt wurde. Jessica ist ebenfalls neugierig geworden: Sie glaubt, dass Doc Schaefers Tod ein geschickt getarnter Mord war. In weiteren Rollen: Rosanna DeSoto als Consuela Schaeffer; Terry Kiser als Wally Brice |           |                                 |                                                     |                      |                                       |                      |                                                                 |                                    |                    |
| 87 | 21        | Kritiker leben gefährlich       | Deadpan                                             | 1. Mai 1988          | 13. Juli 1992                         | E.W. Swackhamer      | Maryanne Kasica & Michael Scheff; Idee: Arthur David Weingarten | Dean Stockwell                     | John DiSanti       |
| Jessica Fletcher besucht am Broadway die Uraufführung des Stückes ‚Hauptsache Mord‘, das auf einem ihrer Romane beruht. Ihr ehemaliger Schüler Walter Knapt hat den Stoff für das Theater adaptiert. Für ihn steht viel auf dem Spiel. Alles hängt davon ab, ob das Stück ein Erfolg oder ein Misserfolg wird. Bei der Premiere sind auch die beiden Kritiker Danny O-Mara und Eliot Easterbrook (Dean Stockwell) zu Gast. Alles wartet bei der anschließenden Premierenfeier gespannt auf ihr Urteil: Während Easterbrooks Kritik vernichtend ausfällt, findet O-Mara nur lobende Worte, greift aber seinen Kollegen heftig an. Wenig später wird O-Mara erschossen in seiner Wohnung aufgefunden. In weiteren Rollen: Lloyd Bochner als Jason Richards; Carole Cook als Shayna Grant; Eugene Roche als Lt. Aloysius Jarvis |           |                                 |                                                     |                      |                                       |                      |                                                                 |                                    |                    |
| 88 | 22        | Jessica im Wahlkampf            | The Body Politic                                    | 8. Mai 1988          | 6. Juli 1992                          | Anthony Shaw         | Donald Ross                                                     | Eddie Albert                       | Peter Fox          |
| Jessica begleitet ihre langjährige Freundin Kathleen Lane (Shirley Jones) auf einer Wahlkampfreise. Edmund Hall (George Grizzard), Redakteur einer Fernsehstation, gibt Kathleen die Möglichkeit, mit ihrem Wahlkampfgegner ein Streitgespräch zu führen. Plötzlich gerät Kathleens Wahlkampfleiter Bud Johnson in den Mittelpunkt des öffentlichen Interesses, als intime Fotos von ihm in den Spätnachrichten gezeigt werden. Offenbar hat er eine Affäre mit einer verheirateten Frau. Kathleens Popularität bei den Wählern beginnt durch den Skandal zu sinken. Als Bud Johnson wenig später tot aufgefunden wird, deutet alles auf einen Selbstmord hin. Nur Jessica ist misstrauisch und verfolgt eine andere Spur. In weiteren Rollen: Robert Fuller als Arthur Drelinger; Harrison Page als Lt. Dennis Gowens; Daphne Maxwell Reid als Nan Wynn; James Sloyan als C. W. Butterfield |           |                                 |                                                     |                      |                                       |                      |                                                                 |                                    |                    |

## Staffel 5
Die Erstausstrahlung der fünften Staffel war vom 23. Oktober 1988 bis zum 21. Mai 1989 auf dem US-amerikanischen Fernsehsender CBS zu sehen.
| Nr. (ges.) | Nr. (St.) | Deutscher Titel                      | Originaltitel                       | Erstausstrahlung USA | Deutschsprachige Erstausstrahlung (–) | Regie                | Drehbuch                              | Mörder gespielt von            | Opfer gespielt von                       |
| --- | --------- | ------------------------------------ | ----------------------------------- | -------------------- | ------------------------------------- | -------------------- | ------------------------------------- | ------------------------------ | ---------------------------------------- |
| 89 | 1         | Geheimagenten unter sich             | J.B. As in Jailbird                 | 23. Okt. 1988        | 4. Mai 1992                           | Anthony Shaw         | Robert E. Swanson                     | Sam Behrens                    | Joseph Ruskin                            |
| Jessica reist nach New York, um ihren Neffen zu besuchen. Bei ihrer Ankunft gerät sie zwischen zwei Fronten und wird Augenzeugin eines Mordes. Jessica wird daraufhin zu ihrer eigenen Sicherheit verhaftet, weil ein gefährlicher Attentäter mit dem Decknamen ‚Kobra‘ es auf sie abgesehen hat. Jessicas Neffe und ihr alter Bekannter Michael Haggerty (Len Cariou) vom britischen Geheimdienst versuchen gemeinsam, die ‚Kobra‘ unschädlich zu machen, bevor sie ihren Plan in die Tat umsetzen kann- In weiteren Rollen: Michael Callan als Sgt. Nelson Nash; Maxwell Caulfield als Roger Travis; John Rhys-Davies als Toby Lancaster; Leslie Easterbrook als Glenda Morrison; Ron O’Neal als Joe Santiago |           |                                      |                                     |                      |                                       |                      |                                       |                                |                                          |
| 90 | 2         | Die blutrote Nelke                   | A Little Night Work                 | 30. Okt. 1988        | 5. Jan. 1993                          | Walter Grauman       | Peter S. Fischer                      | Conrad Janis                   | Rick Jason                               |
| Auf einem Empfang des Verlegers Axel Weingard bemüht sich Theo Wexler (Jamie Farr) angestrengt um Jessica Fletcher, weil er Interesse daran hat, ihr neuer Agent zu werden. Auch Dennis Stanton (Keith Michell) und der Hausherr erweisen sich als charmante Unterhalter. Als sich Jessica später auf ihr Zimmer zurückzieht, springt plötzlich Dennis Stanton vom oberen Stockwerk auf ihren Balkon und behauptet, er wäre bei einem Rendezvous unterbrochen worden. Am nächsten Morgen liest Jessica in der Zeitung, dass das kostbare Collier von Marta Weingard (Julie Parrish), der Frau des Hausherren, in der Nacht gestohlen wurde. Da die Suite der Weingards genau über ihrem eigenen Zimmer liegt, kommt Jessica ein Verdacht, dem sie unbedingt selbst nachgehen will. Erster Auftritt von Dennis Stanton In weiteren Rollen: Leann Hunley als Shannon McBride; Joe Santos als Lt. Bert Alfano |           |                                      |                                     |                      |                                       |                      |                                       |                                |                                          |
| 91 | 3         | Der neue Sheriff                     | Mr. Penroy's Vacation               | 6. Nov. 1988         | 3. Aug. 1992                          | Anthony Shaw         | Robert E. Swanson                     | Candice Azzara                 | Don Calfa                                |
| Cabot Cove hat einen neuen Sheriff. Da er aus New York kommt, betrachtet er das beschauliche Leben in der Provinz etwas von oben herab. Als man eines Tages den Leichnam des allseits beliebten Morris Penroy im Blumenbeet der Schwestern Appletree findet, glaubt der Sheriff die Lösung des Falls schon parat zu haben. Seiner Meinung nach sind die beiden lebenslustigen alten Damen die Mörderinnen. Als man einige Tage später eine zweite Leiche im Blumenbeet findet, ermittelt Jessica auf eigene Faust in dem mysteriösen Fall. Erster Auftritt von Sheriff Mort Metzger In weiteren Rollen: Norman Alden als Bart Klapper; Tim Choate als Daryl Croft; Henry Jones als Morris Penroy; Joan Leslie als Lillian Appletree; Ron Māsak als Sheriff Mort Metzger; Richard Paul als Bürgermeister Sam Booth; William Windom als Dr. Seth Hazlitt; Teresa Wright als Helen Appletree. Hinweis: In dieser Folge finden sich zahlreiche Bezüge zur schwarzen Komödie Arsen und Spitzenhäubchen von 1944. |           |                                      |                                     |                      |                                       |                      |                                       |                                |                                          |
| 92 | 4         | Drei Morde zuviel                    | Snow White, Blood Red               | 13. Nov. 1988        | 8. Jan. 1993                          | Vincent McEveety     | Peter S. Fischer                      | Barry Newman                   | Eric Allan Kramer Tony O’Dell Bo Svenson |
| Jessica möchte mit ihrem Neffen Grady ein vergnügliches Wochenende auf einer Ski-Hütte verbringen. Grady ist jedoch unabkömmlich, und so fährt Jessica alleine zur ‚Sables Mountain Lodge‘. Am nächsten Tag findet man Gunnar (Eric Allan Kramer) tot auf der Piste. Kurz darauf werden auch noch zwei andere ermordet. In weiteren Rollen: Ronnie Claire Edwards als Sylvia McMasters; George Wyner als Dr. Lewis |           |                                      |                                     |                      |                                       |                      |                                       |                                |                                          |
| 93 | 5         | Nicht vergeben, nicht vergessen      | Coal Miner's Slaughter              | 20. Nov. 1988        | 10. Aug. 1992                         | Walter Grauman       | Chris Manheim                         | Cliff DeYoung                  | Chuck Connors                            |
| Molly Stevens (Megan Mullally) kehrt nach ihrem Jura-Examen in ihre Heimat zurück, um ein Verfahren gegen Tyler Morgan (Chuck Connors) einzuleiten. Sie beschuldigt den Chef der Minengesellschaft, vor zehn Jahren vorsätzlich eine Explosion veranlasst zu haben, bei der ihr Vater Joe Stevens und ein anderer Mann ums Leben kamen. Auf einem Fest der Minengesellschaft gerät Molly mit Tyler aneinander, der sie prompt durch Sheriff Tate (Hoyt Axton) wegen Hausfriedensbruch verhaften lässt. Der Beamte gestattet ihr einen Anruf. Molly bittet Jessica Fletcher, ihre ehemalige Lehrerin, um Hilfe. Jessica macht sich sofort auf den Weg und sorgt dafür, dass Molly freigelassen wird. Am nächsten Tag erfährt Jessica, dass Molly erneut verhaftet wurde. Tyler Morgan wurde erschossen in seiner Fischerhütte aufgefunden und für Sheriff Tate ist Molly die Hauptverdächtige. In weiteren Rollen: William R. Moses als Reese Morgan; Denver Pyle als Eben Stevens; Jared Rushton als Travis Harmon |           |                                      |                                     |                      |                                       |                      |                                       |                                |                                          |
| 94 | 6         | Tod einer Legende                    | Wearing of the Green                | 27. Nov. 1988        | 11. Jan. 1993                         | Seymour Robbie       | Peter S. Fischer                      | Erin Gray (Selbstverteidigung) | Michael Constantine                      |
| Jessica nächster Roman soll im Juweliersmilieu spielen. Da sie Hudson Blackthorn, den einflussreichen Besitzer eines Schmuck-Imperiums, kennt, hat sie ausgezeichnete Möglichkeiten, einen Einblick in die Branche zu bekommen. Blackthorn ist im Besitz eines legendären Diadems, das einst dem Hollywood-Star Siobhan O-Dea gehörte. Auf mysteriöse Weise wird das Prachtstück seiner Kollektion gestohlen. Der Verdacht fällt auf Jessica. Um sich von dem Verdacht des Diebstahls reinzuwaschen, stellt die Hobby-Detektivin auf eigene Faust Ermittlungen an. In weiteren Rollen: Lucie Arnaz als Dt. Bess Stacey; Barbara Bosson als Diane Raymond; Patty McCormack als Dt. Kathleen Chadwick; David Naughton als Ken Parrish; Jean Peters als Siobhan O’Dea |           |                                      |                                     |                      |                                       |                      |                                       |                                |                                          |
| 95 | 7         | Der letzte Flug der Dixie Damsel     | The Last Flight of the Dixie Damsel | 18. Dez. 1988        | 25. Mai 1992                          | Vincent McEveety     | Peter S. Fischer                      | Michael Ansara                 | Nicht genannt                            |
| Das Flugzeug, mit dem Jessicas verstorbener Mann Frank Fletcher und seine Kameraden 1952 in einen Blizzard gerieten und abstürzten, wird im Eis von Alaska gefunden und auf eine Flugbasis nach Kalifornien gebracht. Sowohl Jessica als auch die ehemalige Besatzung werden von Major Cooper (Richard Roundtree) um ihr Erscheinen gebeten. In der Maschine hat man die Leiche von Sergeant Gagliano gefunden, der allem Anschein nach erschossen wurde. Jessica und die Mannschaft müssen sich einem Lügendetektortest unterziehen, bei dem der Tatverdacht auf Captain Fletcher fällt. Jessica ist entsetzt und tief gekränkt. Sie ist fest davon überzeugt, dass ihr verstorbener Mann keinen Mord auf dem Gewissen hat. Sie und Cooper nehmen den rätselhaften Fall noch einmal genau unter die Lupe. In weiteren Rollen: Jane Greer als Bonnie Phelps; Clifton James als Ray Dressler; Martin Milner als Clint Phelps; Efrem Zimbalist, Jr. als Gen. Marcus Havermeyer |           |                                      |                                     |                      |                                       |                      |                                       |                                |                                          |
| 96 | 8         | Eine tödliche Prophezeiung           | Prediction: Murder                  | 1. Jan. 1989         | 1. Juni 1992                          | Walter Grauman       | Richard Stanley & Ralph Meyering, Jr. | Lisa Pelikan                   | Lena Pousette                            |
| Jessica besucht Lee Goddard (Dale Robertson), einen alten Freund ihres Mannes, auf seiner Ranch in Arizona. Dort wird der Geburtstag seiner Schwiegertochter Jill gefeiert. Als Überraschung hat Lees Sohn Del für seine Frau eine Sondervorstellung des berühmten Magiers Franchesco (David Birney) organisiert. Während der Show hat Franchesco eine Vision: Er sieht, wie etwas Jill die Kehle zudrückt. Und er sieht Flammen. Seine Prophezeiungen werden bald schreckliche Wirklichkeit, als Jill am nächsten Tag verschwindet und wenig später tot aufgefunden wird: Sie ist mit ihrem Wagen in eine Schlucht gestürzt, das Auto ist in Flammen aufgegangen. In weiteren Rollen: Melody Anderson als Katherine Aaron; Michael Parks als Ben Aaron; Geoffrey Scott als Lt. Joshua Turner; Steve Kahan als Roy Parks |           |                                      |                                     |                      |                                       |                      |                                       |                                |                                          |
| 97 | 9         | Hochzeit mit Hindernissen            | Something Borrowed, Someone Blue    | 8. Jan. 1989         | 13. Jan. 1993                         | John Llewellyn Moxey | Philip Gerson                         | Betsy Palmer                   | Conchatta Ferrell                        |
| Jessica ist zur Hochzeit ihres Neffen Grady (Michael Horton) und seiner Braut Donna (Debbie Zipp) eingeladen. Die feierliche Vermählung findet bei den Eltern der Braut statt. Zunächst läuft alles nach Plan, die Hochzeit scheint das lokale Ereignis der Saison zu werden. Während die Party bereits in vollem Gange ist, finden spielende Kinder plötzlich die Leiche der Haushälterin Harriet (Conchatta Ferrell). Der Mord wirft einen dunklen Schatten auf die Hochzeit. Polizeichef Slocum beharrt darauf, die Feierlichkeit zu verschieben, bis die Ermittlungen abgeschlossen sind. Jessica, der das Glück ihres Neffen natürlich am Herzen liegt, will den Fall schleunigst aufklären, damit die Hochzeit doch noch stattfinden kann. In weiteren Rollen: Patricia Barry als Mrs. Pentworth; Bill Macy als Onkel Ben Mayberry; Howard Morris als Onkel Ziggy Mayberry; Eugene Roche als Franklin Mayberry; Gale Storm als Maisie Mayberry; |           |                                      |                                     |                      |                                       |                      |                                       |                                |                                          |
| 98 | 10        | Die Karrierefrau                     | Weave a Tangled Web                 | 15. Jan. 1989        | 12. Jan. 1993                         | Seymour Robbie       | Robert E. Swanson                     | Stanley Kamel                  | George Chakiris                          |
| Jessica freundet sich mit dem Ehepaar Vivian (Pamela Bellwood) und Ralph Proctor an. Während Ralph sich als Hausmann in Cabot Cove um die Kinder Danny und Debbie kümmert, sorgt seine berufstätige Frau für den Unterhalt der Familie. Bei einer Wohltätigkeitsveranstaltung in New York lernt Jessica einen Mann namens Miles Austin (Mel Ferrer) kennen. Als er seine Frau vorstellt, ist Jessica mehr als überrascht: Es ist Vivian. Zur gleichen Zeit ist der unnatürliche Tod von Eric Bowman zu beklagen. Er stand in seinen letzten Stunden ebenfalls in Verbindung mit Vivian, die daraufhin unter Mordverdacht gerät. Jessica will ihre Unschuld beweisen. In weiteren Rollen: Ron Māsak als Sheriff Mort Metzger; William Windom als Dr. Seth Hazlitt |           |                                      |                                     |                      |                                       |                      |                                       |                                |                                          |
| 99 | 11        | Ein Erbe wird gesucht                | The Search for Peter Kerry          | 5. Feb. 1989         | 19. Jan. 1993                         | Walter Grauman       | Peter S. Fischer                      | Anita Morris                   | Michael Beck                             |
| Jessica besucht ihren alten Freund Andrew Kerry (William Prince). Er ist auf der Suche nach seinem Enkel, dem er seinen gesamten Besitz vererben will. Peter ist zwar seit 20 Jahren verschwunden, doch sein Großvater glaubt fest daran, dass er noch lebt. Jessica lernt Peters alten Schulfreund Danny kennen. Mit seiner Hilfe will sie den Verschollenen ausfindig machen, denn Peter komponierte vor Jahren ein Musikstück, dass nur er und Danny kennen. In weiteren Rollen: Mason Adams als Roger Philby; Sam Bottoms als Sgt. Rice |           |                                      |                                     |                      |                                       |                      |                                       |                                |                                          |
| 100 | 12        | Der Tote trägt nur einen Schuh       | Smooth Operators                    | 12. Feb. 1989        | 6. Jan. 1993                          | Anthony Shaw         | Gerald K. Siegel                      | Dirk Benedict                  | nicht genannt                            |
| Als in einer Seitenstraße die Leiche eines Mannes gefunden wird, steht die Polizei vor einem Rätsel. Der Tote hat keine Papiere bei sich, trägt teure Sachen, aber nur einen Schuh. Jessicas alter Freund, Lieutenant Timothy Hanratty (Barney Martin), lässt eine Autopsie durchführen, bei der ein hoher Alkoholgehalt im Blut der Leiche festgestellt wird. Der Tote kann schließlich als Elliot Winston identifiziert werden. Bei einer Wohnungsdurchsuchung lernen Jessica und Hanratty die Nachbarin des Verstorbenen, Grace Fenton (Shirley Knight), kennen. In weiteren Rollen: Nicolas Coster als Dr. Peter Zachary; Michael McGrady als Leon Schnable; Dennis Patrick als Dr. Robert Markle; Peter van Norden als Dr. Sid Lantz; Ed Winter als Captain Everett Larson |           |                                      |                                     |                      |                                       |                      |                                       |                                |                                          |
| 101 | 13        | Hexensabbat                          | Fire Burn, Cauldron Bubble          | 19. Feb. 1989        | 15. Jan. 1993                         | John Llewellyn Moxey | Tom Sawyer                            | Christopher Stone              | Juli Donald                              |
| Kurz bevor sich in Cabot Cove die Verbrennung einer Frau als vermeintliche Hexe zum 300. Mal jährt, wird Jessicas Freund, der Arzt Seth Hazlitt (William Windom) spätabends wegen eines Notfalles telefonisch zu Agnes Finney gerufen. Sie öffnet nicht, stattdessen sieht Hazlitt im Garten eine Frau, die historische Kleidung trägt und so tut, als wäre sie ein Geist, die ihren Tod im Feuer beklagt. Das Ereignis spricht sich in Windeseile herum, Presse und Fernsehen kommen und auch zahlreiche Gläubige. Ebenfalls kommen der Sachbuchautor Gordon Fairchild, (Roddy McDowall), der ein Werk über die verbrannte Frau an ihrem Todestag veröffentlichen möchte, sowie sein Medienberater Rick Rivers (Bill Maher). Pfarrer Fordyce, der an solche Sachen nicht glaubt, beauftragt Dr. Warren Overman (Brad Dourif), einen öffentlichwirksamen Exorzismus durchzuführen. In dieser aufgeheizten Stimmung können zahlreiche Menschen beobachten, wie der vermeintliche Geist eine Scheune betritt, die anschließend niederbrennt. In der Ruine wird die Leiche einer Frau gefunden. Sie war erst kurz zuvor in den Ort gekommen und hatte sich dort als Irene, die lange vermisste Schwester der Bibliothekarin Mildred Terhune (Dee Wallace) vorgestellt. Beide sind Nachkommen der Verbrannten. Sheriff Mort Metzger (Ron Masak) übernimmt die Ermittlungen. |           |                                      |                                     |                      |                                       |                      |                                       |                                |                                          |
| 102 | 14        | Glasnost und Agenten                 | From Russia... with Blood           | 26. Feb. 1989        | 18. Jan. 1993                         | Vincent McEveety     | Donald Ross                           | Jeremy Kemp                    | Miros Kirek                              |
| Die Schriftstellerin Jessica Fletcher fliegt anlässlich eines amerikanisch-sowjetischen Autorenaustausches nach Moskau. Ein feierlicher Empfang endet in einem Fiasko. In dem Tumult entwendet ein Dieb Jessicas Handtasche und wird auf der Flucht erschossen. Es stellt sich heraus, dass der Gauner nicht hinter Bargeld her war. Vielmehr interessierte er sich für einen Mikrofilm, den einer der Kongress-Teilnehmer vorübergehend in Jessicas Handtasche deponiert hatte, um ihn auf diese Weise in den Westen zu schmuggeln. Jetzt schaltet sich der KGB in die Angelegenheit ein, und natürlich kann auch Jessica es nicht lassen, ihre Nase in den brisanten Fall zu stecken. In weiteren Rollen: Jack Bannon als Inspector Bernicker; Peter Donat als Sergei Chaloff; Anthony Geary als K.G.B. Lt. Fyodor Alexandrov; David McCallum als Cyril Grantham; Judy Parfitt als Peggy Brooks; Adrian Zmed als Bert Firman |           |                                      |                                     |                      |                                       |                      |                                       |                                |                                          |
| 103 | 15        | Rhonda, eine Studentin?              | Alma Murder                         | 12. März 1989        | 14. Jan. 1993                         | Anthony Shaw         | Chris Manheim                         | Ralph Waite                    | Kate Vernon                              |
| Der alte Englisch-Professor Leon Walker (E. G. Marshall) bezichtigt sich des Mordes an der Studentin Rhonda Sykes. Jessica, eine ehemalige Schülerin von Walker, ist fest von seiner Unschuld überzeugt und eilt an den Ort des Geschehens. Sie kommt im Frauenhaus ihrer ehemaligen studentischen Verbindung unter. Gemeinsam mit den Leiterinnen Emily Dyers (Dinah Shore) und Margaret Stone (Janice Rule) sucht sie nach Fakten, die Walker entlasten könnten. Staatsanwalt Paul Robins (Ralph Waite), ein alter Verehrer von Jessica, kann für den alten Mann nichts tun, da er hartnäckig seine Schuld beteuert. Als die neugierige Krimiautorin zusammen mit Paul die Wohnung von Rhonda untersucht, ist sie erstaunt: Die Studentin führte einen mehr als aufwendigen Lebensstil. Woher hatte Rhonda soviel Geld? In weiteren Rollen: Jason Beghe als Steve Chambers; Dana Sparks als Karen Chambers |           |                                      |                                     |                      |                                       |                      |                                       |                                |                                          |
| 104 | 16        | Geständnis auf Band                  | Truck Stop                          | 2. Apr. 1989         | 21. Jan. 1993                         | Vincent McEveety     | Philip Gerson                         | Elizabeth Ashley               | Ron Karabatsos Mike Connors Andrew Prine |
| Jessica Fletchers Roman ‚Truck Stop‘ soll verfilmt werden. Der Drehbuchautor Walter Murray (Mike Connors) fährt mit ihr zusammen nach Los Angeles, um dort die Einzelheiten des Projekts zu besprechen. Unterwegs verlässt er die Autobahn unter dem Vorwand, der Wagen müsse dringend repariert werden. Als sich die Arbeiten an dem Auto hinziehen, müssen Jessica und Walter die Nacht notgedrungen in einem Motel verbringen. Wenig später fallen zwei Schüsse. Der herbeigerufene Sheriff Tugman kann nur noch den Tod des Drehbuchautors feststellen. In seiner Hand hält Murray ein Diktiergerät. Jessica ist sicher, dass sich auf dem Band ein Hinweis auf den Mörder findet. In weiteren Rollen: Peter Haskell als Terence Locke; Jill Schoelen als Flora Gerakaris; Kristoffer Tabori als Desmond McDonald |           |                                      |                                     |                      |                                       |                      |                                       |                                |                                          |
| 105 | 17        | Nicht nur Rufmord                    | The Sins of Castle Cove             | 9. Apr. 1989         | 20. Jan. 1993                         | John Llewellyn Moxey | Robert Van Scoyk                      | Graham Jarvis                  | Rosanna Huffman                          |
| Ganz Cabot Cove ist völlig aus dem Häuschen: Sybil Reed, eine ehemalige Schülerin von Jessica Fletcher, hat ein skandalträchtiges Enthüllungsbuch über die Bewohner der Kleinstadt und ihre kleinen und großen Geheimnisse geschrieben. Der Buchhändler Ellis Holgate (Graham Jarvis) profitiert zunächst von der allgemeinen Empörung, schließlich will jeder das Machwerk lesen, um mitreden zu können, allen voran die Klatschtanten Idal, Phyllis und Loretta. Aber dann werden eines Nachts in Holgates Laden die Schaufenster eingeschlagen und die berüchtigten Bücher von Sybil Reed gehen in Flammen auf. Ein Drohbrief warnt Ellis vor weiteren Bestellungen. Als schließlich eine Einwohnerin von Cabot Cove tot aufgefunden wird, geht das eindeutig über den Tatbestand des Rufmordes hinaus. Jessica will den Fall aufklären. In weiteren Rollen: Luke Askew als Noah Harwood; Joan Roberts als Janis Paisley |           |                                      |                                     |                      |                                       |                      |                                       |                                |                                          |
| 106 | 18        | Mord in Montana                      | Trevor Hudson’s Legacy              | 16. Apr. 1989        | 7. Jan. 1993                          | Walter Grauman       | Paul Savage; Idee: Eric Houston       | Steve Forrest                  | Robin Strand                             |
| Jessica Fletcher und ihre Verlegerin Dorothy Westerfield (Georgia Brown) werden in einen kleinen Ort in Montana gerufen. Dort behauptet der junge Schriftsteller Bob Jarrett, das letzte Manuskript des verstorbenen Autors Trevor Hudson sei eine Fälschung. Als Jarrett bald darauf tot in seinem Arbeitszimmer aufgefunden wird, macht sich Jessica selbst auf literarische Spurensuche – und auf die Suche nach dem Mörder. In weiteren Rollen: Don Galloway als Andrew Hudson |           |                                      |                                     |                      |                                       |                      |                                       |                                |                                          |
| 107 | 19        | Der Privatdetektiv                   | Double Exposure                     | 30. Apr. 1989        | 22. Jan. 1993                         | Anthony Shaw         | Robert E. Swanson                     | William Lucking                | John Furlong                             |
| In Boston trifft Jessica ihren alten Freund John Winslow. Der gibt vor, sie nicht zu kennen. Jessica sucht Johns Frau Maude (Christine Belford) auf, die ihr erklärt, dass ihr Mann tot sei und es sich folglich um eine Verwechslung handeln müsse. Jessica ist fest davon überzeugt, dass man ihr eine Lüge aufgetischt hat. Mit Hilfe des Privatdetektivs Harry McGraw (Jerry Orbach) gelingt es ihr, John ausfindig zu machen. Doch als sie an seinem Apartment ankommen, finden sie nur noch seine Leiche. Der FBI-Agent Guilfoyle erklärt ihnen, dass John untertauchen musste, weil er in einem Wirtschaftsprozess als Zeuge auftreten sollte. Doch eine Frage bleibt offen: Wer hat John Winslow auf dem Gewissen? In weiteren Rollen: Earl Boen als Sgt. Howard Sternhagen; Jon Cypher als Nathan Swarthmore; Andrew Stevens als Dr. Adam Paulson |           |                                      |                                     |                      |                                       |                      |                                       |                                |                                          |
| 108 | 20        | Sport und Mord                       | Three Strikes, You're Out           | 7. Mai 1989          | 27. Jan. 1993                         | Seymour Robbie       | Donald Ross                           | Paul Sorvino                   | Terri Garber                             |
| Jessicas Neffe, der Baseball-Spieler Johnny Eaton, und sein Freund Charly Holcomb (Tim Dunigan) wollen in ihrem Sport hoch hinaus. Sie sind begeistert, als sich ihnen die Chance bietet, in die erste Liga aufzusteigen. Doch ihre ehrgeizigen Pläne werden von dem Mord an der Sportjournalistin Loretta Lee überschattet. Charly war angeblich der letzte, der sie lebend gesehen hat und gilt als Hauptverdächtiger. Jessica Fletcher erfährt durch ihren Neffen von den Anschuldigungen und beschließt, auf eigene Faust zu ermitteln. Bald stellt sich heraus, dass Loretta dem Vereins-Vorstand mit ihren Recherchen ein Dorn im Auge war. In weiteren Rollen: Bernie Casey als Doc Evans; Vince Edwards Harry Dial; Reni Santoni als Lt. Caceras |           |                                      |                                     |                      |                                       |                      |                                       |                                |                                          |
| 109 | 21        | Spieglein, Spieglein an der Wand (1) | Mirror, Mirror on the Wall: Part 1  | 14. Mai 1989         | 25. Jan. 1993                         | Walter Grauman       | Peter S. Fischer                      | Noch nicht aufgeklärt          | Nicht genannt                            |
| Eudora McVeigh (Jean Simmons), die ‚Grande Dame‘ der Kriminalschriftstellerinnen, hat mit großen Problemen zu kämpfen. Zum einen steht ihre Ehe mit Hank Shipton (Ken Howard) nicht zum Besten, zum anderen sinkt ihr literarischer Stern. Ihr Verleger Lew Bracken (Richard Anderson) hat ihr gerade eröffnet, dass ihr letztes Manuskript abgelehnt wurde. Er nennt Eudora den Namen Jessica Fletcher als Beispiel für eine Autorin, deren Bücher den Geschmack der Zeit treffen. Kurzentschlossen reist Eudora nach Cabot Cove, um ihre Konkurrentin unangemeldet aufzusuchen. Als die beiden zusammen mit Seth Hazlett am Strand spazieren gehen, macht ein Kind sie auf die Leiche eines Mannes aufmerksam. Es handelt sich um einen Privatdetektiv aus New York. Kurz darauf bricht Seth Hazlett zusammen, nachdem er einen Apfel gegessen hat, den Jessica von Eudora geschenkt bekam. Irgendetwas geht in Cabot Cove vor, und es hat mit dem Besuch von Eudora zu tun. Jessica Fletcher ist fest entschlossen, die mysteriösen Vorkommnisse aufzuklären. |           |                                      |                                     |                      |                                       |                      |                                       |                                |                                          |
| 110 | 22        | Spieglein, Spieglein an der Wand (2) | Mirror, Mirror on the Wall: Part 2  | 21. Mai 1989         | 26. Jan. 1993                         | Walter Grauman       | Peter S. Fischer                      | Daniel McDonald                | Nicht genannt                            |
| Seit die bekannte Autorin Eudora McVeigh überraschend in Cabot Cove eingetroffen ist, um Jessica Fletcher zu besuchen, häufen sich merkwürdige und gefährliche Geschehnisse. Als Jessica entdeckt, dass ihre berühmte Kollegin heimlich Seiten aus ihrem noch unveröffentlichten neuesten Romans kopiert hat, wird sie selbst misstrauisch. Aber den Mord an dem Privatdetektiv traut sie Eudora im Gegensatz zu Sheriff Metzger nicht zu. Kurz darauf treffen Eudoras Ehemann Hank Shipton, sein Sohn Bobby sowie Eudoras Agentin Liza samt Ehemann in der Stadt ein. Das erschwert Jessicas Ermittlungen, denn natürlich will sie wie immer selbst herausfinden, wer den Frieden in ihrem geliebten Cabot Cove stört. |           |                                      |                                     |                      |                                       |                      |                                       |                                |                                          |

## Staffel 6
Die Erstausstrahlung der sechsten Staffel war vom 24. September 1989 bis zum 20. Mai 1990 auf dem US-amerikanischen Fernsehsender CBS zu sehen.
| Nr. (ges.) | Nr. (St.) | Deutscher Titel                    | Originaltitel                               | Erstausstrahlung USA | Deutschsprachige Erstausstrahlung (–) | Regie                | Drehbuch                                      | Mörder gespielt von                                                     | Opfer gespielt von          |
| --- | --------- | ---------------------------------- | ------------------------------------------- | -------------------- | ------------------------------------- | -------------------- | --------------------------------------------- | ----------------------------------------------------------------------- | --------------------------- |
| 111 | 1         | Mord in Athen                      | Appointment in Athens                       | 24. Sep. 1989        | —                                     | Vincent McEveety     | Tom Sawyer                                    | Ian Ogilvy                                                              | June Chadwick               |
| Auf einer Europatournee trifft Jessica ihren alten Freund, den britischen Geheimagenten Michael Hagarty (Len Cariou), wieder. Zusammen fliegen sie von Paris nach Athen. Auf dem griechischen Flughafen ist Michael plötzlich wie vom Erdboden verschluckt. Harold Baines (Ian Ogilvy) nimmt sich Jessicas an und bringt sie in einem Athener Hotel unter. Die Überraschung ist groß, als wenig später Hagarty auftaucht und verkündet, Jessica müsse ihn am Abend als seine Ehefrau auf eine Party begleiten. Die gewitzte Bestseller-Autorin sieht sich bald in einen Fall verwickelt, in dem Geheimdienste, Kidnapper, Mörder und Intriganten die Hauptrollen spielen. In weiteren Rollen: Steve Inwood als Sgt. Petrakas; Richard Todd als Col. Alec Scofield |           |                                    |                                             |                      |                                       |                      |                                               |                                                                         |                             |
| 112 | 2         | Das Beichtgeheimnis                | Seal of the Confessional                    | 1. Okt. 1989         | —                                     | Vincent McEveety     | Lynne Kelsey; Idee: Whitney Wherrett Roberson | Madlyn Rhue                                                             | Jon Cedar                   |
| Am Strand von Cabot Cove wird eine Leiche gefunden. Jessica ist zufällig als erste am Ort des Geschehens. Sie identifiziert den Toten als den stadtbekannten Weiberhelden Evan West. Pater Donald ist über den Todesfall auffallend beunruhigt. Am Vorabend hatte ihm ein Gemeindemitglied in der Beichte anvertraut, einen Mord begangen zu haben. Pater Donald kämpft mit seinem Gewissen, denn laut dem Beichtgeheimnis darf er niemandem von dem Geständnis erzählen. Sheriff Metzger ist unterdessen davon überzeugt, mit Eddie Frayne den Mörder überführt zu haben. Jessica sieht das anders. In weiteren Rollen: Bonnie Bartlett als Marilyn North; Jennifer Runyon als Kelly Barrett |           |                                    |                                             |                      |                                       |                      |                                               |                                                                         |                             |
| 113 | 3         | Eine große, alte Dame              | The Grand Old Lady                          | 8. Okt. 1989         | —                                     | Vincent McEveety     | Peter S. Fischer                              | Mark Lindsay Chapman                                                    | Nicht genannt               |
| Jessica Fletcher erinnert sich an eine Episode aus dem Leben ihres großen Vorbildes, der Kriminalschriftstellerin Lady Abigail Austin (June Havoc). In einem ihrer Romane schildert sie eine Begebenheit, die sie persönlich miterlebt hat. Abigail ist Passagier an Bord des Luxusliners ‚Queen Mary‘, der sich auf der Überfahrt von Europa nach New York befindet. Plötzlich kommt es zu einem mysteriösen Zwischenfall: Einer der Passagiere taumelt aus dem überfüllten Pub und bricht tot zusammen. Der Kapitän gibt den Befehl, dass niemand das Schiff verlassen darf, bevor der Fall nicht aufgeklärt ist. Abigail Austin kann ihre Neugier nicht zügeln und nimmt die Ermittlungen selbst in die Hand. Unterstützt wird sie dabei von der jungen Möchtegern-Journalistin Christy McGinn, die sich mit einem Trick an Bord der ‚Queen Mary‘ geschmuggelt hat. In weiteren Rollen: John Karlen als Lt. Martin McGinn; Robert Vaughn als Edwin Chancellor |           |                                    |                                             |                      |                                       |                      |                                               |                                                                         |                             |
| 114 | 4         | Eine glücklose Frau                | The Error of Her Ways                       | 15. Okt. 1989        | —                                     | Anthony Shaw         | Donald Ross                                   | Susan Blakely                                                           | Nicht genannt Marilyn Jones |
| Der millionenschwere Bauunternehmer Clark Randall wird in seinem Haus in Palm Springs ermordet aufgefunden. Unter Tatverdacht gerät seine Frau Marian, die jedoch verzweifelt ihre Unschuld beteuert. Der Richter legt eine Kaution von 250.000 Dollar fest. Die Überraschung ist groß, als Randalls Kontostand bekannt wird: Von den drei Millionen Barvermögen sind ganze 312 Dollar übriggeblieben. Die Investoren, unter ihnen Jessica Fletcher, sind entsetzt. Marians Schwester Linda verpfändet ihr Haus, damit die junge Witwe bis zur Verhandlung auf freien Fuß gesetzt wird. Wenig später wird die Mordverdächtige tot in ihrer Garage entdeckt. Alles sieht nach einem Selbstmord aus. Jessicas Neugier ist geweckt. Sie findet heraus, dass zwei Frauen in eine Affäre mit Clark Randall verstrickt waren und er mit drei Millionen Dollar im Handgepäck das Land verlassen wollte. Eins ist sicher: Das Geld führt Jessica zu Clarks Mörder. In weiteren Rollen: Paul Gleason als Sterling Rose; Elliott Gould als Lt. J.T. Hanna; Louis Herthum als Officer Kruger |           |                                    |                                             |                      |                                       |                      |                                               |                                                                         |                             |
| 115 | 5         | Ein ungleiches Paar                | Jack and Bill                               | 29. Okt. 1989        | —                                     | Chuck Bowman         | Peter S. Fischer & Chuck Bowman               | Nicht genannt                                                           | Max Baer Jr.                |
| Jessica Fletcher erinnert sich an einen Fall, den ihr Freund ‚Bad Bill‘ Boyle (Ken Howard), ein ehemaliger Football-Profi, erlebte: Ein Bekannter, den Boyle seit Jahren nicht mehr gesehen hat, schneit eines Tages bei ihm herein und bittet ihn, für ein paar Stunden auf seinen Hund aufzupassen. Als er nicht wie versprochen wiederkommt, schaltet Bill die Polizei ein. Kurze Zeit später finden er und Lieutenant Lou Brinkmann den Vermissten ermordet auf. Bill fühlt sich verpflichtet, nach dem Mörder seines Freundes zu suchen. Dabei erweist sich der Pudelrüde Jack wider Erwarten als sehr hilfreich, denn der kleine Kerl überrascht mit ungewöhnlichen Talenten. In weiteren Rollen: Susan Anton als Celia James; Ellen Travolta als Mona |           |                                    |                                             |                      |                                       |                      |                                               |                                                                         |                             |
| 116 | 6         | Feuer in Cabot Cove                | Dead Letter                                 | 5. Nov. 1989         | —                                     | Anthony Shaw         | Paul Schiffer                                 | Max Gail                                                                | Jonathan Goldsmith          |
| Auf einem Wohltätigkeitsbasar ersteht Jessica eine kleine Kommode von dem Tischler Stan Holmes (Max Gail). Als sie zu Hause versucht, eine der Schubladen zu öffnen, entdeckt sie dabei einen Brief. Er ist an Bud Fricksay (Jonathan Goldsmith) adressiert. Jessica überreicht ihm das Schriftstück, woraufhin Bud zu dem Tankstellenbesitzer Ron Stiller eilt und auf ihn einschlägt. Am Abend ist in Cabot Cove Feueralarm. Das Möbelgeschäft steht in Flammen. Im Büro wird die Leiche von Bud Fricksay gefunden. Sheriff Metzger (Ron Māsak) verhaftet Ron als mutmaßlichen Brandstifter, doch Jessica hat ihre eigene Theorie über die Täterschaft. In weiteren Rollen: George Furth als Fred Owens; Richard Paul als Bürgermeister Sam Booth; William Windom als Dr. Seth Hazlitt |           |                                    |                                             |                      |                                       |                      |                                               |                                                                         |                             |
| 117 | 7         | Schwarze Magie                     | Night of the Tarantula                      | 12. Nov. 1989        | —                                     | Vincent McEveety     | Chris Manheim                                 | Hurd Hatfield                                                           | John Rhys-Davies            |
| Jessica reist nach Jamaika zu ihrer Jugendfreundin Olivia Waverly. Diese lebt mit ihrem Schwager Harry (John Rhys-Davies) und ihren Söhnen Adam und Mark (James Lancaster) auf einer Plantage. Ihre Nachbarn sind Jean-Pierre Dusant (Hurd Hatfield) und seine Tochter Michelle. Vor Jahrzehnten hat die Familie einen Großteil ihres Besitzes beim Pokern verloren. Jetzt hoffen Jean-Pierre und Harry, die Ländereien durch die Heirat von Adam und Michelle wieder zu vereinigen. Die Enttäuschung ist groß, als Adam von einer Reise zurückkehrt und seine Ehefrau Selina (Nancy Valen) vorstellt. Deren Vater, ein traditionsbewusster Afroamerikaner, ist von der Verbindung ebenso wenig begeistert wie Adams Familie. Kurz darauf findet man Harry nachts erwürgt in seinem Schlafzimmer auf. Draußen ertönt dumpfes Trommeln, und alle erinnern sich an den Fluch, den Selinas Vater ausstieß. Adam ist das nächste Opfer. Er bricht plötzlich zusammen und kommt ins Krankenhaus. Jessica fürchtet sich nicht vor schwarzer Magie und macht sich daran, einen ‚Gegenzauber‘ auszuprobieren. In weiteren Rollen: Grand L. Bush als George Gordon                                 |           |                                    |                                             |                      |                                       |                      |                                               |                                                                         |                             |
| 118 | 8         | Wie eine Oper von Puccini          | When the Fat Lady Sings                     | 19. Nov. 1989        | —                                     | Walter Grauman       | Peter S. Fischer                              | Kathleen Beller                                                         | James Short                 |
| Jessica bekommt die Gelegenheit, zusammen mit ihrem alten Freund Dennis Stanton (Keith Michell) einen Blick hinter die Kulissen eines großen Opernhauses zu werfen. Sie lernt den berühmten Tenor Rossano Bertolucci (Theodore Bikel) und seine eifersüchtige Frau Silvana (Carol Lawrence) kennen. Außerdem lernt sie schnell, dass sich die wirklichen Dramen hinter der Bühne abspielen. Es geht um verschwundene Smaragde, den ungeklärten Tod eines Journalisten und den Mord an dem Geliebten der Star-Sopranistin Maria. Um den Fall aufzuklären, inszeniert Jessica einen ‚Akt wie aus einer Oper von Puccini‘. In weiteren Rollen: Mark Herrier als Barry Sanderson; Jerry Stiller als Lt. Birnbaum |           |                                    |                                             |                      |                                       |                      |                                               |                                                                         |                             |
| 119 | 9         | Eine Million Dollar                | Test of Wills                               | 26. Nov. 1989        | —                                     | Anthony Shaw         | Robert E. Swanson                             | Jill Carroll                                                            | John Callahan               |
| Jessica wird von ihrem alten Bekannten Henry Reynard (Gene Barry) zu einer Party auf seine Privatinsel eingeladen. Bei der Feier übergibt Henry ihr einen Scheck in Höhe von einer Million Dollar als Spende für ein Kinderkrankenhaus. Doch der vermögende Gastgeber hat Familie und Freunde noch aus einem weiteren wichtigen Anlass zusammengetrommelt: Er will auf der Party seinen letzten Willen bekannt geben. Als der Notar beginnt, das Testament zu verlesen, geht plötzlich das Licht aus. Im allgemeinen Durcheinander fällt ein Schuss. Henrys Enkelin Kimberly entdeckt kurz darauf im Schein einer Kerze ihren Großvater, der tot am Boden liegt. Die ganze Familie und auch der herbeigerufene Arzt glauben an einen Selbstmord. Nur Jessica ist fest davon überzeugt, dass Henry umgebracht wurde – und das will sie auch beweisen. Jedoch erfährt sie, dass Henry alles nur inszeniert hat um zu sehen, wer sich für das Erbe eignet. In weiteren Rollen: Curt Lowens als Mr. Forest; Cassie Yates als Valerie Reynard |           |                                    |                                             |                      |                                       |                      |                                               |                                                                         |                             |
| 120 | 10        | Klassenarbeit                      | Class Act                                   | 3. Dez. 1989         | —                                     | Allen Reisner        | Peter S. Fischer                              | Robert Lipton                                                           | Nicht genannt               |
| Der Polizeibeamte Jake Ballinger (Barry Newman), ein alter Freund von Jessica Fletcher, ist vom Dienst suspendiert worden und unterrichtet jetzt als Kriminologe an der Universität von Freemont. Doch der leidenschaftliche Detektiv ist kein trockener Theoretiker. Zusammen mit zwei seiner Studenten rollt er den Mordfall, der ihn seine Karriere bei der Polizei kostete, erneut auf. Wie beim ersten Mal führen die Spuren nicht zu dem Landstreicher Leo Gunderson, der der Tat beschuldigt wurde, sondern zu dem einflussreichen Senator Granger (Robert Pine), der an Ballingers Suspendierung nicht ganz unschuldig ist. In weiteren Rollen: Gerald S. O’Loughlin als Capt. Joe Rawlings |           |                                    |                                             |                      |                                       |                      |                                               |                                                                         |                             |
| 121 | 11        | Skandal um Sam                     | Town Father                                 | 17. Dez. 1989        | —                                     | John Llewellyn Moxey | Philip Gerson                                 | Holland Taylor                                                          | Lee Purcell                 |
| Der Bürgermeister von Cabot Cove, Sam Booth (Richard Paul), hofft bei den bevorstehenden Neuwahlen auf seine Wiederwahl. Die Chancen stehen gut, denn seine Konkurrenten, allen voran der unsympathische Milton Overguard (Basil Hoffman), sind nicht sonderlich beliebt. Bei einer Wahlkampfveranstaltung kommt es zu einem peinlichen Zwischenfall: Eine junge Frau, die sich als Annie Mae Chapman aus Caspar in Wyoming vorstellt, beschuldigt Sam, ihr versprochen zu haben, nicht mehr zu kandidieren und sich endlich um sie und ihre fünf gemeinsamen Kinder zu kümmern. Der entsetzte Bürgermeister versichert allen, dass er diese Frau überhaupt nicht kennt, trotzdem sind dem Klatsch natürlich Tür und Tor geöffnet. Vor allem Eve, Phyllis, Idal und Loretta kennen kein anderes Thema mehr. Ein paar Tage nach diesem denkwürdigen Auftritt wird Annie Mae tot in ihrem Motelzimmer aufgefunden. Jessicas Neugier ist geweckt: Ihre Spürnase führt sie zu den Thayers, die noch nicht lange in Cabot Cove wohnen. Letzter Auftritt von Idal Molloy und Ebeenezer McEnery In weiteren Rollen: John Considine als Horton Thayer                                             |           |                                    |                                             |                      |                                       |                      |                                               |                                                                         |                             |
| 122 | 12        | Wer zuletzt lacht, lacht am besten | Good-Bye Charlie                            | 7. Jan. 1990         | —                                     | Anthony Shaw         | Robert Van Scoyk                              | Bryan Cranston                                                          | Nicht genannt               |
| Der Privatdetektiv Frank Albertson (Bill Maher) lebt mit seiner Frau Sunny (Faith Ford) in den Bergen von Hollywood. Von seinen Aufträgen können die beiden sich mehr schlecht als recht über Wasser halten. Franks Leben scheint eine Wende zu nehmen, als ein Anwalt bei ihm auftaucht und ihm mitteilt, dass sein Onkel Charlie überraschend eine Millionen-Erbschaft gemacht hat. Leider kann Frank keine Auskunft darüber geben, wo sich sein Onkel zur Zeit aufhält oder ob er überhaupt noch unter den Lebenden weilt. Das Interessante dabei ist: Sollte Onkel Charlie tot sein, würde die Erbschaft an Frank und seine Frau Sunny fallen. Am folgenden Tag liest der Privatdetektiv in der Zeitung über ein unbekanntes Unfallopfer in Huckabee und beschließt, die Leiche als die sterblichen Überreste seines Onkels zu identifizieren. Er erlebt jedoch eine böse Überraschung, als ihm der Sheriff (David Huddleston) vor Ort mitteilt, dass noch zwei weitere Personen den Leichnam für sich beanspruchen. In weiteren Rollen: Michael Callan als Bart Mahoney; Clyde Kusatsu als Jack Yamamoto                                                                             |           |                                    |                                             |                      |                                       |                      |                                               |                                                                         |                             |
| 123 | 13        | Der kleine Kevin                   | If the Shoe Fits                            | 21. Jan. 1990        | —                                     | Anthony Shaw         | Lynne Kelsey                                  | Kiel Martin                                                             | Bruce Glover                |
| In dem kleinen Kevin Bryce (Jonathan Brandis) hat Jessica einen fleißigen Helfer für ihren Garten gefunden. Der Schüler lebt allein mit seiner Mutter Maria (Season Hubley), die in einer Schuhfabrik arbeitet. Seit Monaten ist sie mit der Miete für ihr Häuschen im Rückstand. Von einem Tag auf den anderen bemerkt Jessica, dass Kevin sich verändert: Er wirkt verschlossen und nervös, kommt unpünktlich und fehlt sogar in der Schule. Beunruhigt fährt Jessica zu ihm nach Hause und stellt fest, dass Maria schon seit Tagen verschwunden ist. Aus Angst, dass er in ein Heim gesteckt wird, hat der Junge niemandem etwas davon erzählt. In der Nähe des Grundstückes finden Jessica und ihr kleiner Freund eine Leiche: Es handelt sich um Jack Franzen (Bruce Glover), einen stadtbekannten Frauenhelden, der außerdem der Besitzer des Häuschens ist, in dem Kevin mit seiner Mutter lebt. Maria wird in einem Hospital in Portland entdeckt: Sie leidet an Amnesie. Da sie sich an nichts erinnern kann, gerät sie in den Verdacht, Franzen ermordet zu haben. Jessica kümmert sich um Kevin und nimmt sich des Falles an. In weiteren Rollen: Lorna Luft als Patsy Dumont |           |                                    |                                             |                      |                                       |                      |                                               |                                                                         |                             |
| 124 | 14        | Drama in der Wall Street           | How to Make a Killing Without Really Trying | 4. Feb. 1990         | —                                     | Walter Grauman       | Robert E. Swanson; Idee: Charles Leinenweber  | Farley Granger                                                          | John Calvin                 |
| Jessica hat einen Termin bei ihrem Vermögensberater Philip Royce in New York. Zum verabredeten Zeitpunkt ist er jedoch nicht im Büro. Philip, der als Playboy gilt, teilt sich die Firma mit Jerome Ashcroft (Farley Granger), dem alten Partner seines Vaters. Der würde es gerne sehen, wenn Philip seine Tochter Candice Ashcroft (Morgan Brittany) heiraten würde und die Firma sozusagen in der Familie bliebe. Sein junger Partner hat jedoch andere Pläne. Er will seine Anteile am liebsten verkaufen und hat bereits einen Termin mit dem Geschäftsmann Gordon Tully (David Groh) gemacht. Der wartet wie Jessica vergebens auf Royce, der schließlich von der Polizei erschlagen in seiner Wohnung aufgefunden wird. Jessica lässt es sich natürlich nicht nehmen, Lieutenant Moynehan (Kevin Tighe) bei seinen Ermittlungen zu unterstützen und Licht in diesen dunklen Fall zu bringen. In weiteren Rollen: Barry Van Dyke als Buddy Black |           |                                    |                                             |                      |                                       |                      |                                               |                                                                         |                             |
| 125 | 15        | Villa zu verkaufen                 | The Fixer-Upper                             | 11. Feb. 1990        | —                                     | John Llewellyn Moxey | Oliver Hailey; Idee: Paul Schiffer            | Vicki Frederick                                                         | Jo de Winter                |
| Jessicas Nichte Victoria (Genie Francis) arbeitet seit kurzem als Immobilienmaklerin. Sie hat den Auftrag, für das millionenschwere Anwesen der Ex-Filmdiva Deborah Tarkington einen Käufer zu finden. Der Schauspieler Alec Burton (George Maharis) zeigt sich an der Villa interessiert, aber zwischen ihm und Deborah ist noch eine alte Rechnung offen. Sie lehnt ihn als Käufer ab. Ihr Sohn Kevin (Ken Olandt) ist da weniger sensibel. Ihm geht es vor allem um das Geld. Als Victoria sich eines Abends mit einem Interessenten in der Villa verabredet, stolpert sie über die Leiche von Deborah Tarkington. Natürlich lässt es sich ihre Tante Jessica nicht nehmen, sich höchstpersönlich in die Ermittlungen einzumischen. Letzter Auftritt von Victoria Fletcher und Howard Griffin In weiteren Rollen: Dean Butler als Howard Griffin (Ersatz für Jeff Conaway); Chad Everett als Det. Lt. Redick; Dack Rambo als Arnold Hastings |           |                                    |                                             |                      |                                       |                      |                                               |                                                                         |                             |
| 126 | 16        | Die schwarze Frau                  | The Big Show of 1965                        | 25. Feb. 1990        | —                                     | Jerry Jameson        | Robert Van Scoyk                              | Connie Stevens (Mord 1) Anne Francis (Mord 2)                           | Kim Strauss Gavin MacLeod   |
| Die Haley-Sisters waren in den 60er Jahren ein gefeiertes Gesangstrio. Jetzt planen Cathy (Elaine Joyce), Marge (Connie Stevens) und Lee (Anne Francis) ihr Comeback. Bei ihrem ersten Bühnenauftritt vor 25 Jahren geschah ein Mord, der nie aufgeklärt werden konnte. Damals wurde der bekannte Sänger Richie King in seiner Garderobe erstochen. Jessica will sich die Premiere der Haley-Sisters nicht entgehen lassen. Während der Proben im Theater begegnet Barry Barnes (Donald O’Connor), der Leiter der Show, einer schwarzgekleideten, verschleierten Frau, die ihm vor 25 Jahren vor dem Mord an Richie King schon einmal aufgefallen war. Die Ereignisse scheinen sich zu wiederholen, als erneut ein Verbrechen geschieht. In weiteren Rollen: Sheldon Leonard als Sgt. Bulldog Kowalski; Don Most als Ozzie Gerson |           |                                    |                                             |                      |                                       |                      |                                               |                                                                         |                             |
| 127 | 17        | Die Machtprobe                     | Murder: According to Maggie                 | 4. März 1990         | —                                     | John Llewellyn Moxey | Peter S. Fischer                              | Bruce Kirby                                                             | Gary Sandy                  |
| Der jungen Kriminalschriftstellerin Margaret Mary McCauley ist der große Erfolg bisher versagt geblieben. Das ändert sich, als sie die Krimiserie ‚Beat Cop‘ entwickelt, die bei den Zuschauern wie eine Bombe einschlägt und sich zum absoluten Quotenrenner entwickelt. Als der skrupellose Keith Carmody zum neuen Programmchef des Fernsehsenders avanciert, will er die Serie ‚Beat Cop‘ aus dem Programm nehmen, obwohl er noch keine einzige Folge gesehen hat. Während er sich eine anschaut, wird er ihn den Rücken geschossen. In weiteren Rollen: Denis Arndt als Lt. Vincent Palermo; Talia Balsam als Julie Pritzler; Tom Troupe als Direktor |           |                                    |                                             |                      |                                       |                      |                                               |                                                                         |                             |
| 128 | 18        | Hartnäckigkeit führt zum Ziel      | O'Malley's Luck                             | 25. März 1990        | —                                     | Michael J. Lynch     | Lynne Kelsey; Idee: Gerald K. Siegel          | Pamela Bowen                                                            | Eillen Barnett              |
| Jessica bekommt einen verspäteten Geburtstagsgruß von ihrem kauzigen alten Freund Jim O’Malley (Pat Hingle). Der eigenwillige irische Polizeibeamte liebt ungewöhnliche Ermittlungsmethoden. Das führt dazu, dass ihm kurz vor seiner Pensionierung gekündigt wird, weil er den Fall Roland Trent (Ron Leibman) nicht ruhen lassen will. Er glaubt, dass der Makler seine Frau Gretchen vom Balkon gestoßen hat, obwohl offiziell auf Selbstmord plädiert wurde. Dank seiner nicht minder talentierten Nichte verfolgt O’Malley den Fall weiter. Die beiden bekommen heraus, dass Gretchen Trent als Teilhaberin des Immobilienbüros von den dubiosen Machenschaften ihres Mannes wusste. Alice, die Sekretärin der Trents, bringt O’Malley schließlich einen entscheidenden Schritt weiter. In weiteren Rollen: Stacy Edwards als Officer Frances Xavier Rawley |           |                                    |                                             |                      |                                       |                      |                                               |                                                                         |                             |
| 129 | 19        | Ein paar Stunden Glück             | Always a Thief                              | 8. Apr. 1990         | —                                     | Walter Grauman       | Peter S. Fischer                              | Chris Mulkey                                                            | Roscoe Born                 |
| Jessicas alter Freund Dennis Stanton (Keith Michell), ein ehemaliger Juwelendieb, hat sich dem bürgerlichen Leben zugewandt und arbeitet als Versicherungsdetektiv. Sein neuester Fall führt ihn in die sogenannte „feine Gesellschaft“. Bei der reichen Witwe Monica Douglas (Dina Merrill) ist ein Einbruch verübt worden. Der Gärtner hat den Täter offenbar überrascht und wurde ermordet. Neben anderen Wertsachen fehlt auch eine Münze, die mit zwei Millionen Dollar versichert ist. Dennis hat den Verdacht, dass Monicas Sohn Lanny den Diebstahl beging und den Gärtner ermorden musste, weil er ihn erkannt hatte. Seine Theorie erhält einen leichten Dämpfer, als Lannys Leiche gefunden wird. Erster Auftritt von Rhoda Markowitz, Robert Butler und Lt. Catalano In weiteren Rollen: Ed Nelson als Raymond „Ray“ Rascomb; Hallie Todd als Rhoda Markowitz; James Sloyan als Robert Butler |           |                                    |                                             |                      |                                       |                      |                                               |                                                                         |                             |
| 130 | 20        | Ein Fall für den Psychiater        | Shear Madness                               | 29. Apr. 1990        | —                                     | Walter Grauman       | Chris Manheim                                 | Robert Walker Jr. (Mord 1, Selbstverteidigung) Barbara Babcock (Mord 2) | Nicht genannt Sandy McPeak  |
| Anne Lawton (Shirley Jones), Jessicas Cousine, gibt am Vorabend ihrer Hochzeit mit Bill Spencer (Sandy McPeak) eine Party. Völlig überraschend steht ihr Bruder George (Robert Walker Jr.) vor der Tür, der vor 15 Jahren Annes damaligen Verlobten ermordete und dafür in eine psychiatrische Klinik kam. Zum Entsetzen der Gäste scheinen sich die schrecklichen Vorgänge zu wiederholen: Bill wird in der Nacht erstochen im Keller aufgefunden, und George ist verschwunden. Jessica und der Psychiater Dr. Carson (Dennis Christopher) glauben nicht daran, dass er der Mörder war und machen sich auf die Suche nach dem wahren Täter. In weiteren Rollen: William Lucking als Sheriff Barnes; Doris Roberts als Helen Owens |           |                                    |                                             |                      |                                       |                      |                                               |                                                                         |                             |
| 131 | 21        | Ein todbringendes Souvenir         | The Szechuan Dragon                         | 6. Mai 1990          | —                                     | Kevin G. Cremin      | Tom Sawyer                                    | Bernie Coulson                                                          | Gordon Ross                 |
| Die Kriminalschriftstellerin Jessica Fletcher muss zu einem dringenden Termin nach London. In der Zwischenzeit hüten ihr Neffe Grady (Michael Horton) und seine Frau Donna (Debbie Zipp) das Haus. Beide wollen sich in Cabot Cove vom hektischen Großstadtleben erholen. Bald beunruhigen unheimliche Begebenheiten das junge Paar. Grady spielt die Ereignisse als Halluzinationen ab, um die schwangere Donna nicht zu ängstigen. Als dann plötzlich eine echte Leiche im Haus liegt, wird Jessica im fernen London eingeschaltet. In weiteren Rollen: Belinda Bauer als Carla Thyssen; Ramon Bieri als Nick; Cliff Osmond als Kris Karas; David Warner als Justin Hunnicut |           |                                    |                                             |                      |                                       |                      |                                               |                                                                         |                             |
| 132 | 22        | Wettkampf der Geheimdienste        | The Sicilian Encounter                      | 20. Mai 1990         | —                                     | Kevin G. Cremin      | Robert E. Swanson                             | George DiCenzo                                                          | James Garrett               |
| Jessicas alter Freund Michael Hagarty (Len Cariou) vom britischen Geheimdienst ist hinter dem Notizbuch eines verstorbenen Mafiosi her. Als dessen Witwe Claudia den Playboy Peter (Ian Ogilvy) kennen lernt und ihn auf Sizilien heiraten will, macht sich Hagarty als Priester verkleidet an das Paar heran. Die beiden wollen ihre Flitterwochen in der Schweiz verbringen, wo auf Claudia ein geheimes Bankschließfach und jede Menge Geld wartet. Die Brüder ihres verstorbenen Mannes denken jedoch gar nicht daran, Claudia außer Landes zu lassen. Für den falschen Priester und das Brautpaar beginnt eine abenteuerliche Flucht, in deren Verlauf sich einige überraschende Wendungen ergeben. In weiteren Rollen: John Standing als Chief Daniel Trent |           |                                    |                                             |                      |                                       |                      |                                               |                                                                         |                             |

## Staffel 7
Die Erstausstrahlung der siebten Staffel war vom 16. September 1990 bis zum 12. Mai 1991 auf dem US-amerikanischen Fernsehsender CBS zu sehen.

## Staffel 8
Die Erstausstrahlung der achten Staffel war vom 15. September 1991 bis zum 17. Mai 1992 auf dem US-amerikanischen Fernsehsender CBS zu sehen.
| Nr. (ges.) | Nr. (St.) | Deutscher Titel               | Originaltitel                        | Erstausstrahlung USA | Deutschsprachige Erstausstrahlung (–) | Regie            | Drehbuch               | Mörder gespielt von                                   | Opfer gespielt von             |
| --- | --------- | ----------------------------- | ------------------------------------ | -------------------- | ------------------------------------- | ---------------- | ---------------------- | ----------------------------------------------------- | ------------------------------ |
| 155 | 1         | Gefährliches New York         | Bite the Big Apple                   | 15. Sep. 1991        | 21. Jan. 1994                         | David Moessinger | David Moessinger       | Eugene Roche                                          | Alan Feinstein John Considine  |
| Jessica kommt nach Hause und bekommt einen ordentlichen Schrecken: Sie hatte ihren Geburtstag vergessen, nicht aber ihre Freunde, die sie mit dem Gesang For She’s a Jolly Good Fellow begrüßen. Hinzu kommt eine riesige Torte, gebacken von Eve Simpson (Julie Adams). Jessica hat einen neuen Auftrag übernommen: sie soll an einer Universität in Manhattan angehende Schriftsteller ausbilden und dort auch Vorträge halten. Da sie keine Lust hat, in einem Hotelzimmer zu wohnen, hat sie sich eine kleine Wohnung gemietet, in der sie sich unter der Woche aufhalten kann. Ihr Vormieter, der mit der wohlhabenden Estelle (Rosemary Forsyth) verheiratete Mike Freelander, hatte sie als heimliches Liebesnest für Treffen mit seiner Sekretärin Sharon Kingsley genutzt. Er hatte sie gerade geräumt und offensichtlich dort etwas vergessen. Während er dieses holen wollte, wird er in der Tiefgarage erschossen. Jessica richtet sich neu ein und geht abends zu einem Treffen mit Freunden. Sie kommt heim und muss feststellen, dass ein Einbrecher da war, der etwas gesucht und dabei ihre Wohnung verwüstet hatte. Sie hat Glück, denn unmittelbar danach klingelt es an der Tür. Draußen steht, aus ihrem Heimatort Cabot Cove, der Arzt Seth Hazlitt (William Windom). Er hilft ihr, die Wohnung wieder herzurichten. Dabei entdeckt er, im Abfluss des Spülbeckens, einen riesigen Diamanten, offensichtlich das gesuchte Objekt. Jessica entschließt sich, Harry Freelander (John Considine) aufzusuchen. Er hatte Bruder Mike in seinen Antiquitätenhandel aufgenommen, damit dieser den Bereich des Exports übernehme. Kein Verständnis für diese Entscheidung hatte Harrys Sohn, der frisch vom College gekommene Scott (Scott McGinnis). Nach Mikes Tod musste Harry feststellen, dass sein Bruder nachträglich Rechnungen gefälscht hatte, um gestohlene Juwelen nach Europa zu schmuggeln. Diese Erkenntnis hilft ihm nichts, denn er wird, vor Jessicas Augen, ebenfalls erschossen. Über eine verschwundene Rechnung sowie die Beobachtung der Nachbarin Rose Tessler (Liz Sheridan) kann Jessica aufdecken, wer der Täter war. |           |                               |                                      |                      |                                       |                  |                        |                                                       |                                |
| 156 | 2         | Tod in Manhattan              | Night Fears                          | 22. Sep. 1991        | 22. Feb. 1994                         | Anthony Shaw     | J. Michael Straczynski | Wings Hauser                                          | Nicht genannt (Unfall)         |
| Jessica ist nun frisch an der Universität. Der Fachbereichsleiter Raymond Auerbach (Alan Oppenheimer) beauftragt sie damit, eine Vorlesung in Kriminologie zu halten. Sie beginnt damit, ihrer Zuhörerschaft, unter denen, neben Studierenden, auch Polizisten sind, die sich weiterbilden möchten, die Hintergründe zu erläutern, wie Menschen kriminell werden können. Hierfür zitiert sie einen Text aus dem Hamlet von Shakespeare, nachdem dieser Polonius umgebracht hatte. Das kommt bei dem jungen Polizisten David Morelli nicht gut an. Jessica kann ihm im Gegenzug Details über ihn nennen, die sie, durch reine Beobachtungen, erkennen konnte, obwohl sie ihn zuvor noch nie gesehen hatte. Mittags in der Mensa wird Jessica von zwei ihrer Zuhörer direkt angesprochen. Eher unangenehm verläuft das Gespräch mit Luke Phillips (Tim Choate). Er hatte sich nur eingeschrieben, weil er ein Fan von Jessica ist. Sie mag so etwas nicht und empfiehlt ihm, dass er sich einen anderen Kurs suchen soll. Der andere ist der junge Polizist Kevin Bryce, der Sergeant werden will, aber sich mit dem Lernen schwertut. Jessica bietet ihm an, Nachhilfe zu geben, was er gerne annimmt. Über seine Mutter Jennifer Bryce (Roxie Roker) erfährt Jessica später, dass ihr Mann ebenfalls Polizist war. Er wurde, im Rahmen eines Korruptionsfalles, entlassen, weil er sich geweigert hatte, Bestechungsgelder zu zahlen. Kevins Denken ist geprägt hiervon, denn er möchte ein grundehrlicher Polizist werden. Auf dem Universitätsgelände hat sich eine gefährliche Situation für Frauen entwickelt: Sie werden von hinten niedergeschlagen, dann wird ihre Handtasche geklaut. Unter Jessicas Zuhörern betroffen war Roslyn Aramendi, die sie im Krankenhaus besucht und ihr verspricht, den Täter zu finden. Die Situation verschärft sich, nachdem ein sportlicher Student erschossen aufgefunden wurde. Mit an die Wände und auf die Wege gesprühten Mitteilungen vermittelt der Täter später den Eindruck, als hätte er erst begonnen, auf dem Wege der Gerechtigkeitsfindung zu sein. Hinzu kommen entsprechende Mitteilungen auf Papier, von denen Jessica ebenfalls eine erhält. Schließlich wird aus dem Hintergrund auf sie geschossen. All diese Ereignisse vermitteln den Eindruck, als würde es sich bei dem Täter um einen Psychopathen handeln. Sie folgen aber, vom Ablauf her, einem wissenschaftlichen Standardwerk zu diesem Thema. Jessica möchte es sich aus der Universitätsbibliothek holen, allerdings ist es nicht verfügbar, denn Wallace Evans (Wings Hauser), der den Kurs vor ihr geleitet hatte, hat es sich ausgeliehen. |           |                               |                                      |                      |                                       |                  |                        |                                                       |                                |
| 157 | 3         | Lebendig vernichtet           | Unauthorized Obituary                | 29. Sep. 1991        | 23. Feb. 1994                         | Walter Grauman   | Robert E. Swanson      | Sam Behrens                                           | Jessica Walter                 |
| Bei einer Wohltätigkeitsveranstaltung in New York, an der zahlreiche Menschen aus dem Literatur- und Pressebereich teilnehmen, wird Jessica von Jane Dawson (Jessica Walter) angesprochen. Die Schriftstellerin ist dafür bekannt, unautorisierte Biographien über bekannte Persönlichkeiten zu schreiben und dabei auch gerne private Details, insbesondere solche, die als Skandal wahrgenommenen werden können, zu veröffentlichen. Sie bittet Jessica um ein Gespräch, wozu es einige Tage später auch kommt. Dort fragt sie nach Informationen zu Jessicas Freundin Ellen Lombard (Barbara Bain), einer bekannten Schauspielerin, die sich vollständig aus der Öffentlichkeit zurückgezogen hat. Jane vermutet, dass Ellen mittlerweile süchtig nach Drogen und Alkohol ist. Sollte Jessica nicht mitmachen, droht Jane, ihren guten Ruf zu ruinieren. Dabei war der Grund, dass Ellen einen Schlaganfall erlitten hatte. Jane ist mit Steve Lockner verheiratet. Das Paar hatte letzthin öfters Streitigkeiten, weswegen er für einige Tage alleine in ein Ferienhaus in den Bergen gefahren war, um über die Situation nachzudenken. Auf dem Weg nach Hause holt ihn Janes deutlich jüngere Schwester Beth (Cathy Podewell) von der Abendschule ab. Sie sitzen, im Dunkeln, vor dem Haus im Auto und unterhalten sich. Steve bittet Beth, zwischen ihm und seiner Frau zu vermitteln. Sie beobachten, dass ein Mann das Haus betritt, in dem Jane alleine ist. Beide folgen ihm und finden Jane in der Badewanne, getötet durch den Strom eines hineingeworfenen Fernsehers. Gleichzeitig stürzt der Mann, bei dem es sich um Ellens Gatten Arthur Brent (Bradford Dillman) handelte, aus dem Haus. Er schwört später gegenüber der Polizei, dass er sich mit Jane telefonisch verabredet hatte. Da sie auf sein Klingeln nicht geöffnet hatte, sei er hinein gegangen. Sie habe aber schon tot in der Wanne gelegen. Ausgehend von einer terminlichen Notiz, die Kristy Parrish (Andrea Thompson), persönliche Assistentin von Jane, hinterlassen hatte, können Jessica und der ermittelnde Polizist Henry Girard (David Spielberg) den tatsächlichen Ablauf der Ereignisse und somit auch die Umstände der Ermordung von Jane ermitteln. |           |                               |                                      |                      |                                       |                  |                        |                                                       |                                |
| 158 | 4         | Verwandtes Blut               | Thicker Than Water                   | 6. Okt. 1991         | 24. Feb. 1994                         | Anthony Shaw     | Lawrence DiTillio      | Pat Hingle                                            | Luke Askew                     |
| Jessica hatte in New York zu tun und fliegt anschließend mit einer 737 zurück nach Maine. Sie wird dabei von einem jungen Mann angesprochen, der sie um die Signierung eines Buches von ihr bittet, das er mit sich führt. Er stellt sich ihr nur mit seinem Vornamen vor, später stellt es sich heraus, dass es sich um Wayne Metzger (Bruce Abbott), den jüngeren Bruder von Sheriff Mort Metzger (Ron Masak) handelt. Er war an einem Raubüberfall beteiligt, als Fahrer des Fluchtwagens wurde er zu drei Jahren im Gefängnis verurteilt. Nach seiner Entlassung bittet er Mort um Vergebung und darum, dass er ihm einen Job in Cabot Cove besorgt. Zunächst skeptisch, vermittelt ihn Mort an Zach Franklin (Pat Hingle), dem der Fischkutter Gretchen gehört. Von ihm wird Wayne zunächst als Hilfskraft mit dem Putzen des Bootes und der Ausrüstung beschäftigt, im Gegenzug bekommt er gezeigt, wie es sich steuern lässt. So lernt er auch Zachs Tochter Elaine (Marjorie Monaghan), die mit den Schreibarbeiten beschäftigt ist, kennen. Zach wird von Ned Keller (Ted Markland) körperlich angegriffen. Er ist ebenfalls Fischer, früher gehörte ihm die Gretchen. Da er fachlich nicht so gut ist wie andere und auch zu viel Alkohol trinkt, konnte er das Boot nicht mehr finanzieren. Zach konnte es, gemeinsam mit Terry Montagne (Luke Askew), günstig erwerben. Wayne mischt sich ein, bedroht Keller mit seinem Messer und schlägt ihn nieder. Zach erkennt dabei, über eine Tätowierung, dass Wayne drei Jahre im Gefängnis war. Kurz darauf wird ihm von Zach mitgeteilt, dass er zum Fischen über Nacht aufs Meer hinausfahren möchte und er ihn begleiten könne. Während Zach im Vorderschiff schläft, kommt im hinteren Teil des Bootes zu einem, zunächst nicht klärbaren Vorfall. Der Bereich ist stark verwüstet, Zach verschwunden. Am nächsten Morgen steuert Wayne die Gretchen zurück nach Cabot Cove. Gleich zu sehen ist sein Messer, mit Blut verschmiert, dass sich Zach zuordnen lässt. Sheriff Metzger geht davon aus, dass sein Bruder Zach umgebracht hatte. Jessica ist das aber zu offensichtlich, außerdem gilt, auch für Wayne, die gesetzliche Unschuldsvermutung. Metzger lässt ihn daraufhin vom Hilfssheriff Andy Broom (Louis Herthum) überwachen. Über einen Bauplan des Bootes findet Jessica heraus, dass es einen versteckten Raum gibt, in dem offensichtlich Drogen des Medellín-Kartells geschmuggelt worden waren. Kurz zuvor hatte sich hier ein Mensch verborgen, der geblutet hatte. Sheriff Metzger vermutet zunächst, dass es Zachs Mörder war. Jessica erkennt aber, dass er seinen Tod nur fingiert hatte. Einen kleinen Disput hat Sheriff Metzger mit dem Arzt Seth Hazlitt (William Windom), bei dem es um Strafzettel wegen Falschparkens geht. Anmerkung: Auf einem Schild kurz zu sehen ist die Einwohnerzahl von Cabot Cove, die mit 3560 angegeben wird. |           |                               |                                      |                      |                                       |                  |                        |                                                       |                                |
| 159 | 5         | Die tödliche Lektion          | Lines of Excellence                  | 3. Nov. 1991         | 25. Feb. 1994                         | Walter Grauman   | J. Michael Straczynski | Alan Fudge                                            | Charles Frank                  |
| Jessica hält erneut ein Seminar an der Universität in Manhattan. In ihrer ersten Vorlesung in Kriminologie schildert sie, wie sich, während Befragungen alleine gelassene Verdächtige unterschiedlich verhalten, je nachdem, ob sie schuldig sind oder nicht. Unterbrochen wird sie vom Fachbereichsleiter Raymond Auerbach (Alan Oppenheimer), der den Studenten Michael Rossari hinaus bittet. Da er nicht wieder kommt, nimmt Jessica seine Unterlagen später mit. Sie erfährt von Auerbach, dass Rossari eigentlich nicht den notwendigen Studienfortschritt erreicht hätte. Stattdessen habe er seine Angaben in der elektronischen Datenbank der Universität gefälscht. Bei Michaels Unterlagen findet Jessica eine Mappe, auf der ihr Name steht. In ihr findet sie mehrere Kurzgeschichten, die er geschrieben hatte. Sie gefallen ihr, daraufhin besucht sie den jungen Mann in seiner Wohnung. Sie bietet ihm an, ihn in dieser Richtung zu fördern. Im Gegenzug will er sie mit der elektronischen Textverarbeitung vertraut machen, denn sie hatte sich, nachdem ihre Schreibmaschine kaputtgegangen war, dazu entschlossen, sich, anstatt einer neuen, einen Computer zu kaufen. Michael hat einen Job bei einer kleinen Computerfirma, wo er dafür zuständig ist, Geräte günstig zu besorgen oder zu reparieren. Leiter ist Alan Miller, der sich hauptsächlich mit Software beschäftigt. Außerdem gibt es zwei weitere Mitarbeiter in der Firma. Die eine ist Linda Truitt (Tricia O’Neil). Sie schreibt Texte von selbst entwickelten Programmen, aktuell ist es ein Computerspiel. Der andere ist Derek St. James (Alan Fudge) ein Techniker, der sich um den Aufbau von Netzwerken und die Versendung von Daten und Mails kümmert. Jessica möchte nun an einem Computerkurs teilnehmen. Am nächsten Morgen hätte er beginnen sollen, allerdings wird Miller tot aufgefunden, erdrosselt mit einem Kabel. Die ermittelnden Kollegen von der Kriminalpolizei, Timothy Chance (Charles Cyphers) und Cynthia Devereaux (Randee Heller) fragen herum, wer sich letzthin verdächtig gemacht hat. In Frage kommen Henry Waverly (David Groh), der sich mit Miller gestritten hatte, weil er nicht mehr bereit wäre, ihm Erpressungsgelder zu zahlen. Linda Truitt hatte kurz zuvor gekündigt, nachdem Miller das Spiel veröffentlicht hatte, ohne ihr Mitwirken zu würdigen. St. James weist die Polizisten darauf hin, dass er herausgefunden habe, die von Rossari besorgten Computer seien Hehlerware. Später stellt es sich heraus, dass er das nicht gewusst hatte. Michael macht mit Jessica telefonisch einen Treffpunkt aus, weil er gerne ihren Rat hätte. Dieser ist morgens im Stadtpark. Kaum trifft er dort ein, wird er von der Polizei verhaftet. Er wirft Jessica vor, sie habe ihn verraten, was aber nicht der Fall war. Sie hatte aber den Treffpunkt nicht auf einem Zettel, sondern in einer Datei auf ihrem Computer notiert. Jessica kommt hinter die Vorgänge, nachdem sie erfahren hatte, dass ihr Telefon besetzt war, obwohl sie geschlafen hatte. Sie findet heraus, dass sich ihr Computer, mittels eines heimlich dort installierten Programmes, eigenständig über die Telefonleitung einwählt und neue Dateien übermittelt. Über die zugehörige Telefonnummer lässt sich der Täter ermitteln. Bei dessen Entlarvung hilft der Bauunternehmer Jason O’Connell (Conrad Janis) mit. Nach Michaels Freilassung wird Jessica von dessen Eltern Rosalee und Dominic Rossari (Carmine Caridi) zu einer Party eingeladen. |           |                               |                                      |                      |                                       |                  |                        |                                                       |                                |
| 160 | 6         | Gewitter über New Orleans     | Judge Not                            | 10. Nov. 1991        | 28. Feb. 1994                         | Chuck Bowman     | Gerald DiPego          | William Atherton                                      | Julius Harris                  |
| Bei der ehrenamtlichen Zusammenarbeit im United Negro College Fund lernt Jessica Fletcher Melinda Coop (Olivia Cole) aus New Orleans kennen. Nachdem ihr Mann, der bekannte Musiker John „Daddy“ Coop mit 62 an Krebs verstorben war, nimmt sie an dessen Beerdigung teil. Sie trifft dort seine 94-jährige Mutter Emma (Beah Richards) wieder, die ihr eine düstere Prognose offenbart. Es geht darin um eine Sängerin, Luna Santee, die vor zwanzig Jahren, quasi aus dem Nichts, aufgetaucht war. Sie hatte eine Langspielplatte mit Daddy Coop aufgenommen und war anschließend umgebracht worden. Der Kontrabass spielende Jack Lee Johnson (Julius Harris) betreibt auch eine Kneipe, in der er Andenken des Verstorbenen sammelte. Er möchte sie zu einem Museum des regionalen Rhythm and Blues erweitern. Melinda und Jessica wollen ihn besuchen, finden seine Sammlung aber weitgehend zerstört und ihn erwürgt vor. In der Folge erhalten sowohl Melinda als auch ihr Sohn, der bei der Polizei beschäftigte John Coop (Randy Brooks) mysteriöse Anrufe, in der eine verzerrte Stimme fordert: „Du hast etwas, was mir gehört. Gib es mir zurück.“ John will der Sache auf die Spur zu kommen und macht einen Treffpunkt aus, wo er einen leeren Briefumschlag hinterlegt. Er versucht, die Person zu stellen, was aber nicht gelingt. Stattdessen wird er angeschossen. Da er nicht bereit ist, seinem Vorgesetzten Charles Foret (William Lucking) den Grund für die Schießerei zu erläutern, wird er vorläufig vom Dienst suspendiert. Er macht sich nun mit Jessica dran, die Hintergründe zu ermitteln. In einem weitgehend verfallenen Haus, das sein Vater für musikalische Treffen genutzt hatte, entdecken sie das geforderte Objekt. Es handelt sich um ein Gemälde, auf dem Luna abgebildet ist. Gemalt worden war es von dem früheren Staatsanwalt Robert Henley (Logan Ramsey). Seinen Sohn und Nachfolger Andy Henley (William Atherton) hatte Jessica bei der Beerdigung kennengelernt, später hatte er sie in die, von beiden bewohnte Villa eingeladen. Sie kann sich an die Räumlichkeiten erinnern und erkennt, dass es dort gemalt worden war. Bei der Identifizierung des Mörders hilft ihr der von ihm, bei der Tat am Hals des Opfers, hinterlassene Abdruck seines Siegelrings. |           |                               |                                      |                      |                                       |                  |                        |                                                       |                                |
| 161 | 7         | Polo, Frauen, Gaunereien      | Terminal Connection                  | 17. Nov. 1991        | 1. März 1994                          | Walter Grauman   | Robert E. Swanson      | Lisa Pelikan (Selbstverteidigung)                     | Chad Everett                   |
| Jessica hat in Los Angeles zu tun. Sie nimmt Kontakt auf mit dem Geschäftsmann Clark Blanchard (Chad Everett) und seiner Frau Ginny (Lois Nettleton). Jessica hatte sie, vor einigen Jahren, kennengelernt. Nachdem Ginnys erster Mann früh verstorben war, hatte sie angefangen, Kinderbücher zu schreiben und später Clark kennengelernt. Da sie das fünfjährige Jubiläum ihrer Hochzeit feiern, wird Jessica nach Santa Barbara zum Fest eingeladen. Zunächst kann sie bei einem Polospiel zusehen, anschließend kommt es am Abend zum Tanz. Bei dieser Gelegenheit lernt sie Paul Stratton (Steve Forrest) von der Kriminalpolizei kennen. Jessica kann ein paar Tage bleiben und in der Villa der Blanchards übernachten. Sie will sich gerade bettfertig machen, als es im Nachbarzimmer laut wird. Plötzlich stürzt Ginny in ihr Zimmer, denn Clark hatte sie geschlagen. Am nächsten Tag berichtet Ginny, dass Clark das öfters getan hatte, wenn er zu viel getrunken hatte. Am Abend beobachtet Jessica durch ein Fenster, wie Ginny mit dem Auto heimkommt und eilig in das Haus stürzt. Am nächsten Morgen kommt Scott Blanchard, Ginnys Sohn aus erster Ehe, in ein Haus am Strand, das der Familie gehört. Er findet dort alles blutverschmiert vor, Clarks Leiche liegt in einem Auto vor dem Haus. Es stellt sich heraus, dass sich Clark zahlreiche Feinde geschaffen hatte. Hierzu gehören Dane Kenderson (Jameson Parker), ein Geschäftspartner, dem er geschadet hatte und Greg Franklin (Douglas Barr), dessen Firma er übernommen und gleichzeitig mit seiner Frau Allison (Lisa Pelikan) betrogen hatte. Als Hauptverdächtige gilt zunächst Ginny, deswegen wird sie von Stratton verhaftet. Es gelingt ihrer Anwältin Margo Saunders, sie gegen Kaution frei zu bekommen. Da sie von Jessica ohnehin für unschuldig gehalten wird, fängt sie an zu recherchieren. Über die letzte Telefonnummer, die Clark gewählt hatte und wer da gerade zuhause war, können Jessica und Stratton der Täterin einen Besuch abstatten. Ihr blutverschmiertes Kleid hatte sie im Kamin verbrannt, allerdings übersehen, dass die zugehörige Gürtelschnalle noch in der Asche zu finden war. |           |                               |                                      |                      |                                       |                  |                        |                                                       |                                |
| 162 | 8         | Falsches Spiel                | A Killing in Vegas                   | 24. Nov. 1991        | 2. März 1994                          | Anthony Shaw     | Bruce Lansbury         | David Soul                                            | Andreas Katsulas Stephen Macht |
| Jessica ist zu einer Buchmesse in Las Vegas eingeladen. Ihr Verleger bittet sie um einen kleinen Gefallen: Seine Tochter Susan studiert in der Stadt und arbeitet nebenher als Bedienung in einem Casino. Sie macht dieses gemeinsam mit ihrem Freund, Eddie Wheaton (Jeff Kaake). Da er ihm etwas seltsam vorkommt, soll Jessica einen Blick auf die Situation der beiden werfen. In der Stadt angekommen, wird Jessica von Larry Thorson (Howard Keel), dem Sicherheitschef ihres Hotels, am Flughafen abgeholt. Es ist ein Hochhaus, in dem sowohl das Casino liegt als auch die Messe stattfindet. Eddies Job ist Kartengeber beim Poker. Was niemand weiß: Er stiehlt, mit einem Trick, heimlich Chips. Er macht dieses, gemeinsam mit dem Chefcroupier Frank Stinson (Stephen Macht), der sie ihm in Geldscheine umtauscht. Dass Geld bei den Einnahmen fehlt, war schon länger klar. Im Casino gibt es überall Überwachungskameras, mit einer von ihnen wird Eddie schließlich entdeckt und entlassen. Frank verspricht ihm, dass der Miteigentümer Jerry Pappas (Andreas Katsulas) sich darum kümmern werde. Dazu kommt es aber nicht, denn er wird vom Balkon seiner Wohnung ganz oben gestoßen und stirbt. Da ihn Eddie kurz zuvor aufgesucht hatte, wird er, als mutmaßlicher Täter, vom Kriminalpolizisten Walt Murphy (Richard Portnow) verhaftet. Wenig später wird Frank erschossen in seinem Auto gefunden. Bei Filmaufnahmen, auf denen Eddie im Aufzug zu sehen ist, fällt Jessica auf, dass Kleinigkeiten nicht zusammenpassen. Sie erkennt, dass sie manipuliert worden waren, um Eddie die Morde unterzuschieben. Bei der Entlarvung des Täters hilft ihr die Puderdose der Frau von Wes McSorley (David Soul). |           |                               |                                      |                      |                                       |                  |                        |                                                       |                                |
| 163 | 9         | Mord in bester Gesellschaft   | The Committee                        | 1. Dez. 1991         | 3. März 1994                          | Jerry Jameson    | J. Michael Straczynski | Nicholas Pryor                                        | James Sutorius                 |
| Es gibt in New York, seit über hundert Jahren, einen Club, in dem nur Männer zugelassen sind. Nachdem sich mehrere Mitglieder zugunsten einer Öffnung für Frauen eingesetzt hatten, wird Jessica von ihrem alten Freund Winston Devermore gebeten, im Club aus ihren Geschichten zu lesen. Sie stünde damit in der Tradition bekannter Autoren wie Ernest Hemingway, Robert Frost, Carl Sandburg, T. S. Eliot und Ezra Pound. Die Leitung des Clubs obliegt einem fünfköpfigen Komitee unter dem Vorsitz von Philip Arkham (Norman Lloyd). Es trifft sich zu einer Sondersitzung, um über das Verhalten des Mitglieds Lawrence Cayle zu befinden. Er soll sich der Frau des Neumitglieds Edward Dunsany (Edward Winter) unsittlich genähert und auch weiteren, darunter seinem jüngeren Bruder Theo (Nicholas Pryor) und Gerald Innsmouth (Robin Thomas), wirtschaftlich geschadet haben. Mittels schwarzen und weißen Kugeln kommt es zu einer geheimen Abstimmung, ob Lawrence, ob seines Verhaltens, gemaßregelt werden solle. Als Möglichkeiten genannt werden die Verhängung von Bußgeldern, die Behinderung seiner Geschäfte und die Veröffentlichung von privatem Fehlverhalten. Die deutliche Mehrheit spricht sich dafür aus. Wer dafür zuständig ist, bleibt geheim, denn alle ziehen eine Kugel, nur einer der fünf eine goldene. Wenig später wird Cayle in seinem Haus mit einem Gewehr erschossen. Die Mitglieder des Komitees befürchten, dass sie der Verschwörung zum Mord angeklagt werden könnten. Sie bitten Jessica, den Fall zu klären. Die Situation verschärft sich, nachdem ein weiteres Mitglied, Harcourt Fenton (George Wyner) bei einem Unfall mit seinem Auto zu Tode gekommen war. Es stellte sich heraus, dass jemand die Bremsleitung seines Jaguars durchgeschnitten hatte. Gemeinsam mit dem Polizisten Howard Tartarus (John Kapelos) kann Jessica aufdecken, dass die Abstimmung durch Arkhams Assistentin Lisa Sutton verfälscht worden war. Sie hatte von dem Mörder Geld dafür erhalten, um das Motiv für seine Tat zu verschleiern. |           |                               |                                      |                      |                                       |                  |                        |                                                       |                                |
| 164 | 10        | Verrat auf höchster Ebene     | The List of Yuri Lermentov           | 15. Dez. 1991        | 4. März 1994                          | Anthony Shaw     | Tom Sawyer             | Brian McNamara                                        | Theodore Bikel                 |
| Auf Einladung ihres Bekannten, dem Parlamentsabgeordneten Arthur Prouty (Mitchell Ryan) besucht Jessica im Willard Hotel in Washington einen diplomatischen Empfang. Hier trifft sie auf ihren alten Freund Michael Hagarty (Len Cariou). Nach außen tritt er als Interessenvertreter eines südafrikanischen Diamantenproduzenten auf, tatsächlich ist er beim britischen Auslandsgeheimdienst MI6. Über ihn lernt sie Yuri Lermentov (Theodore Bikel) kennen. Er war 17 Jahre Handelsattaché in der Botschaft der Sowjetunion, nun soll er in den Ruhestand in seine Heimatstadt Kiew geschickt werden. Während sie noch alle zusammenstehen, steckt Lermentov unbemerkt einen kleinen Zettel in ein Buch über das Fliegenfischen in Maine, das Jessica kurz zuvor von Arthur bekommen hatte. Jessica hat in dem Hotel ein Zimmer. Mitten in der Nacht wird sie durch ein Geräusch wach. Sie findet die Leiche von Lermentov, erschlagen mit einer kleinen Statue des Obelisken. Der ermittelnde Lt. Blaisdell erweist sich als vorlaut und ist auch nicht bereit, auf Ratschläge zu hören. Da sich Michael Hagarty weigert, ihm direkte Informationen zu liefern, will er ihn verhaften lassen. Daraufhin wird er von ihm niedergeschlagen, anschließend flüchtet Hagarty. Nachdem bei dem Empfang Charles Lawton Standish (Richard Beymer), der Berater des Waffenhändlers Constantin Kesmek (Spiros Focás), gesehen hatte, dass der Zettel in Jessicas Besitz gelangt war, bietet er ihr 1 Million Dollar dafür. Auf ihr intensives Drängen erklärt Hagarty schließlich Jessica, was es damit auf sich hat. Auf ihm findet sich eine verschlüsselte Liste mit den Namen von fünf Leuten vom MI6, die derzeit in Libyen ermitteln. Durch einen fehlgeleiteten Funkspruch war sie in der sowjetischen Botschaft aufgefangen worden. Lermentov wollte sie an Interessierte verkaufen, um seine schmale Rente aufzubessern, überlegte es sich später aber anders, vermutlich, weil er Gewissensbisse bekommen hatte. Er wollte ihn aus dem Buch holen und vernichten. Schließlich findet sie mit Harry Neville (Brian McNamara) den Mörder heraus. Er ist der Büroleiter von Prouty und hatte Informationen, die er mitbekommen hatte, schon länger meistbietend verkauft. Bei Bonnie Hartman (Janet Julian), die Jessicas Zimmer heimlich durchsucht hatte, handelte es sich um eine Mitarbeiterin des Schatzamtes, der Nevilles Nebeneinkünfte ebenfalls aufgefallen waren. |           |                               |                                      |                      |                                       |                  |                        |                                                       |                                |
| 165 | 11        | Ein hundert Jahre alter Fluch | Danse Diabolique                     | 5. Jan. 1992         | 7. März 1994                          | Alexander Singer | Jo William Philipp     | Adrian Paul                                           | Nancy Valen                    |
| In San Francisco ist Jessica zu einem Vortrag eingeladen, in dem es um eine bestimmte thematische Variante beim Ballett geht. Die drei handelnden Personen sind ein Mann und eine Frau, die ineinander verliebt sind, dies aber nicht im Leben verwirklichen können, und daher beide sterben. Die dritte ist der Tod. Konkret fest macht es Geoffrey Presser (Daniel Pilon) an einem Stück, das, aufgrund mysteriöser Begleitumstände, in dem Ruf steht, verflucht zu sein. Die erste Aufführung hatte der russische Zar etwa hundert Jahre zuvor genehmigt. Die Primaballerina soll eine Geliebte von ihm gewesen sein, sie starb bei der Uraufführung. Die zweite war 1928 in Paris, dort geschah dasselbe. Nun möchte es Presser ein drittes Mal versuchen, mit Damien Bolo (Robert Torti) als Mann und Edward Hale (Adrian Paul) als Tod. Zunächst war Pressers Frau Claudia Cameron (Marisa Berenson) für die weibliche Rolle vorgesehen. In Absprache zwischen Hale und Presser wird sie durch die deutlich jüngere Lily Roland (Nancy Valen) ersetzt. Auch sie stirbt bei der Erstaufführung. Jessica, die von der Loge zugesehen hatte, eilt auf die Bühne. Sie sieht, dass Lily einen blutenden Riss an der Innenfläche der einen Hand hat. Der ebenfalls anwesende Polizist Martin Kinicki (Ernie Lively) lässt die Leiche untersuchen. Es stellt sich heraus, dass Lily durch eine schnell wirkende Thallium-Verbindung vergiftet worden war. Jessica war schon zuvor aufgefallen, dass es bei dieser Version des Stücks einen wesentlichen Unterschied zu den beiden älteren gibt: Die Verwendung eines Totenschädels. Früher hielt ihn der Tod, während seines Tanzes, selbst in der Hand, diesmal gibt er ihn zeitweise der Frau. Mit Unterstützung des Bühnentechnikers Barry Carroll (Stephen Nichols) kann Jessica aufdecken, dass es den Totenschädel in zwei Versionen gibt, von denen die eine mit vergifteten Nadeln versehen worden war. |           |                               |                                      |                      |                                       |                  |                        |                                                       |                                |
| 166 | 12        | Die Hexe                      | The Witch's Curse                    | 12. Jan. 1992        | 8. März 1994                          | Jerry Jameson    | Tracy Friedman         | Marian Seldes                                         | Ed Nelson                      |
| Nachdem es 1692 in Salem erstmals zu Fällen der Hexenverfolgung in Neuengland gekommen war, breiteten sie sich in den kommenden Jahre in der Region aus. In Cabot Cove wurde Rachel Abbott der Hexerei bezichtigt. Am Ende des Prozesses wurde sie zum Tode verurteilt. Sie kündigte an, dass ihr Geist wiederkehren und alle betrafen werde, die sie ungerecht behandelt hätten. Anschließend starb sie auf dem Scheiterhaufen. Diese Ereignisse werden in einem Bühnenstück verarbeitet, das von Laiendarstellern aus der Stadt dargestellt wird. Den Ankläger spielt Nate Parsons, Geschäftsstellenleiter einer Versicherung, das Urteil spricht der Richter Willard Clinton (Ed Nelson). Unter den weiteren Mitwirkenden sind der Arzt Seth Hazlitt (William Windom), die Geschäftsfrau Lydia Winthrop (Marian Seldes) sowie Penelope Hope Daniels und Eve Simpson (Julie Adams). Weil sie bei der Bewerbung die beste Vorstellung gab, wurde Rachels Rolle Mariah Osborn (Mary Crosby) zugeteilt. Sie ist neu in der Stadt. Es kommt in den folgenden Tagen zu einigen Ereignissen, die abergläubische Menschen dem Wirken von Rachels Geist zuordnen. Parsons Gartenhaus wird angezündet und brennt ab, mitsamt den dort archivierten Unterlagen. Clinton erhält einen Zettel, mit dem er aufgefordert wird, auf den hölzernen Turm der Kirche zu kommen. Er wird heruntergestoßen und stirbt. Aufgrund falsch gelegter Spuren wird Mariah von Sheriff Mort Metzger (Ron Masak) und Deputy Andy Broom (Louis Herthum) verhaftet. Es gelingt Jessica, die tatsächlichen Ereignisse herauszuarbeiten. Der Feuerwehrmann Joe Hill (Lee de Broux) erläutert ihr den Hintergrund des Brandes. Mariahs Mutter hatte ein Verhältnis mit Lydias Ehemann Charles Winthrop (Robert Vaughn) gehabt. Dann wurde sie des Diebstahls eines teuren Armbandes bezichtigt und, aufgrund von gefälschten Beweisen, zu fünf Jahren Gefängnis verurteilt. Dies herauszuarbeiten hilft Jessica eine Angestellte der Verwaltung (Linda Porter). |           |                               |                                      |                      |                                       |                  |                        |                                                       |                                |
| 167 | 13        | Haus des Schreckens           | Incident in Lot #7                   | 19. Jan. 1992        | 21. Dez. 1993                         | Anthony Shaw     | J. Michael Straczynski | Jackie Gayle                                          | Ron Leibman                    |
| Jessicas Roman Boten der Mitternacht soll verfilmt werden, sie wird daher nach Hollywood eingeladen. In dem Moment, wo sie auf dem Gelände der Universal Pictures eintrifft, überquert vor ihr Alfred Hitchcock die Straße. Abgeholt wird sie von Caroline Pryce (Lar Park-Lincoln), der Assistentin des Filmproduzenten Darryl Heyward (Ron Leibman). Beim ersten Zusammentreffen sind noch Heywards Agent Willy Montego sowie der Drehbuchautor John Cavershaw mit dabei. Später hat Jessica Zeit und macht einen Spaziergang über das Produktionsgelände. Dort lernt sie Ben Miller (Stuart Whitman) kennen, der schon bei vielen Filmen Heywards mit dabei war. Er zeigt ihr das Haus, in dem 1960 der Film Psycho gedreht worden war, und stellt ihr die Frage, ob sie sich vorstellen könne, dass es ein Gebäude gibt, das als Das Böse gelten könne. Sie hält die Sache für interessant und würde sich das Haus gerne von innen ansehen. Miller verspricht, einen Schlüssel zu holen. Nachdem Jessica später Heyward getroffen und es ihm erzählt hatte, bietet er ihr an, das zu übernehmen. Sie kommt, wie abgesprochen, in das Haus, wo sie seine Leiche findet. Es zeigt sich, dass es zahlreiche Menschen gibt, die Streit mit Heyward hatten. Unter ihnen sind die Schauspielerin Leonora Holt (Paula Prentiss), der er die, ihr zugesagte Hauptrolle wieder entziehen wollte und Monica Chase (Michelle Johnson), mit der er ein außereheliches Verhältnis gehabt hatte. Der Hauptverdächtige für den ermittelnden Polizisten Hanrahan (Ron Glass) ist Oliver Thissle (Henry Gibson), der heimlich die Nacht im Haus verbracht hatte. Es gelingt Jessica klarzustellen, dass Thissle lediglich ein Filmfan ist. Mit seiner Hilfe gelingt es ihr, den tatsächlichen Mörder zu entlarven. |           |                               |                                      |                      |                                       |                  |                        |                                                       |                                |
| 168 | 14        | Mord im Nobelhotel            | The Monte Carlo Murders              | 2. Feb. 1992         | —                                     | Jerry Jameson    | Bruce Lansbury         | Patrick Bauchau                                       | David Birney                   |
| Jessica ist von ihrer Schulfreundin Annie Floret (Dina Merrill) nach Monte-Carlo eingeladen worden, wo sie das Hotel Claudine betreibt. Nach dem Tode ihres Mannes war sie damit überfordert und geriet so in finanzielle Schwierigkeiten. Grund ist, dass sie von Earl Harper (David Birney) ein Darlehen bekommen hatte, ohne die Details zu lesen. Nun soll sie es wieder zurückzahlen, allerdings mit horrenden Zinsen. Harpers Interesse ist es, das Gebäude in Besitz zu bekommen, anschließend abzureißen und durch einen Neubau zu ersetzen, mit dem sich mehr Geld verdienen lässt. Ebenfalls im Hotel untergebracht ist Scott Larkin (Bo Hopkins), dem eine Tankerflotte gehört, die Harper, mit allen Mitteln, erwerben möchte. Um Mitbringsel für ihre Freunde zu kaufen, macht Jessica eine Spaziergang durch die Stadt. In einem Laden bietet ihr ein Verkäufer ein Exemplar von Kristallglas der Firma Baccarat an. Sie ist überrascht über die Höhe des Preises. Der zufällig anwesende Inspektor Morel (Patrick Bauchau) von der Sûreté schreitet ein und weist darauf hin, dass es zwar ein schönes Exemplar ist, aber kein Original. Jessica bekommt es daher deutlich billiger. Beide gehen gemeinsam weiter, es stellt sich heraus, dass Morel ein alter Freund von Annie ist. Am Abend findet in der Stadt ein Feuerwerk statt, zugleich gibt Larkin im Hotel eine Party. Hier flirtet Harper mit Barbara Calloway (Maryam d’Abo), während seine Frau Cynthia, die einen schönen Diamanten am Halsband trägt, vergleichbares mit dem Leibwächter ihres Mannes tut. Dieser bringt sie später in ihr Zimmer, wo sie ihren Gatten findet, erstochen mit einer Schere. Da der Diamant verschwunden ist, lässt Morel den Pianospieler und Lebensgefährten von Calloway, Peter Templeton (Ian Ogilvy), verhaften. Er war früher ein bekannter Einbrecher und Fassadenkletterer, der sich auf den Diebstahl von Juwelen spezialisiert und daher mehrere Jahre im Gefängnis gesessen hatte. Annie vermutet hingegen, dass ihr Sohn Richie der Täter war, da er Harper zuvor mit derselben Schere bedroht hatte, und bittet Jessica um Hilfe. Sie sucht ihn auf, da sie gesehen hatte, dass er bei der Party zahlreiche Photos geschossen hatte. Es fällt ihr eines auf, das Richie bereits zuvor aufgenommen hatte. Es zeigt den Aushilfskellner Armand Beauclair, wie er eine Kiste mit Tonbändern kauft. Über ihn erfährt Jessica, dass er in Wirklichkeit ein Privatdetektiv mit zweifelhaftem Ruf ist. Sie sucht ihn auf und findet ihn sterbend vor, erstochen mit einem Messer. Er kann ihr noch, auf Französisch, etwas zuflüstern, dass sie etwas wichtiges beim Chefkoch Robert finden könne. Es ist ein Tonband, auf dem der Mörder bei seiner Tat zu hören ist, aufgenommen mit einer heimlich installierten Wanze. Den entscheidenden Hinweis erhält Jessica von Albert DeVere, der sie zuvor zum Tanz und zum Signieren eines ihrer Bücher gebeten hatte. Es ist die Tatsache, dass Fische und Gift auf Französisch sehr ähnlich klingen. |           |                               |                                      |                      |                                       |                  |                        |                                                       |                                |
| 169 | 15        | Mysteriöse Widerstände        | Tinker, Tailor, Liar, Thief          | 1. März 1992         | —                                     | Peter Salim      | Robert E. Swanson      | Kim Braden                                            | Clement von Franckenstein      |
| Jessica hat einen Termin mit ihrem Verleger in London, anschließend will sie noch ein paar Tage in der Stadt verbringen. Zunächst verabredet sie sich mit ihrem alten Freund John Thurston (Lloyd Bochner), dem Vizekonsul aus der US-amerikanischen Botschaft, in der Lounge ihres Appartmenthauses. Bei diesem ersten Treffen kommt zufälligerweise ein Bekannter von Thurston vorbei. Er wird ihr kurz vorgestellt als Nigel Atkins vom britischen Innenministerium. Später fährt Jessica mit dem Aufzug hoch in ihre Wohnung. Ebenfalls mit dabei sind ein Mann in einem Mantel und mit einem Bowler sowie eine Frau in einem blauen Kostüm. Jessica schließt gerade ihre Tür auf, da hört sie hinter sich einen lauten Schrei. Er kommt von der Frau im Kostüm, die aus dem benachbarten Zimmer stürmt. Dort findet Jessica den toten Atkins, erstochen mit einer schmalen Klinge. Sie ruft daraufhin die Polizei und wartet auf sie in ihrem Wohnzimmer. Als diese eintrifft, ist die Leiche verschwunden, ebenso zwei Einkaufstaschen, die Jessica dort vergessen hatte. Da sie diese wieder haben möchte, erkundigt sie sich beim Pförtner nach Atkins. Sie sieht den Mann mit dem Bowler und verfolgt ihn in den Keller. Dort findet sie sie in einem Müllcontainer, gemeinsam mit Atkins Leiche. Vor dem Anruf bei der Polizei nimmt sie dessen Ausweistasche an sich, die sie später dem Inspektor Stillwell (Nick Tate) übergibt, nachdem die Leiche erneut verschwunden ist. Endgültig taucht sie auf in Form eines angeblichen Selbstmörders aus Birmingham, der aus dem siebten Stock des Hotels gesprungen sein soll. Nun beginnt Jessica zu recherchieren. Sie führt zunächst ein Gespräch mit dem Mann mit dem Bowler. Bei ihm handelt es sich um Archie Potter, einen Privatdetektiv. Kurz darauf erhält sie von Thurston die Einladung zu einem Empfang, den Julian Fontaine (Trevor Eve) vom Innenministerium gibt und zu der sie mitkommen soll. Sie stößt dort auf die Frau im blauen Kostüm, Penelope Catwall, die aber behauptet, sie sei nicht im Gebäude gewesen. Unter Fontaines Beschäftigten sind auch ein Mann und eine Frau, die als Augenzeugen für den Selbstmord fungiert hatten. Kaum ist Jessica zurück in ihrem Hotel, bekommt sie ungebetenen Besuch von Mickey Dawks (Derrick O’Connor), einem Geldverleiher. Ihm hatte Atkins versprochen, 10.000 Pfund zurückzuzahlen, da er eine größere Geldsumme erhalten habe. Als nächstes sucht Jessica Atkins Mietwohnung auf, wo sie auch seine Nachbarin Daisy Collins (Kim Braden) kennenlernt. Jessica kommt dahinter, dass ein Verheimlichungsmanöver läuft, in das sowohl die Polizei als auch Geheimdienste verstrickt sind. Da Stillwell behauptet hatte, dass er die Ausweise an Atkins persönlich übergeben habe, bevor dieser nach Singapur geflogen sei, teilt sie ihm mit, dass sie bereit sei, ihre Erkenntnisse an die Presse weiterzugeben. Nun wird sie von Fontaine zu einem Gespräch abgeholt, das ein Mann vom MI5 mit ihr führt, und von dem sie die ganze Wahrheit erfährt. Von zentraler Bedeutung sind Atkins Rolle beim Übergang Hongkongs an China, seine Spielsucht und seine Lust an käuflichem Sex. |           |                               |                                      |                      |                                       |                  |                        |                                                       |                                |
| 170 | 16        | Bis in alle Ewigkeit          | Ever After                           | 8. März 1992         | —                                     | Anthony Shaw     | Robert Van Scoyk       | Kate Mulgrew Tony Roberts                             | Kevin McCarthy                 |
| 171 | 17        | Zahn um Zahn                  | To the Last Will I Grapple with Thee | 15. März 1992        | —                                     | Walter Grauman   | J. Michael Straczynski | Kein Mörder, Selbstmord um jemand anderen zu belasten | Richard Lynch                  |
| 172 | 18        | Mord in Dosen                 | Programmed for Murder                | 5. Apr. 1992         | 14. März 1994                         | Jerry Jameson    | Tom Sawyer             | Judith Hoag Will Lyman                                | Judith Chapman                 |
| 173 | 19        | Montezumas Rache              | Day of the Dead                      | 26. Apr. 1992        | —                                     | Anthony Shaw     | Mark A. Burley         | James Coburn                                          | Tomás Milián                   |
| 174 | 20        | Todesengel                    | Angel of Death                       | 3. Mai 1992          | 15. März 1994                         | Walter Grauman   | Robert E. Swanson      | Ken Kercheval                                         | Michael Canavan                |
| 175 | 21        | Lebenslängliche Wunden        | Badge of Honor                       | 10. Mai 1992         | —                                     | David Moessinger | David Moessinger       | Daniel Davis                                          | Cliff DeYoung                  |
| 176 | 22        | Ein Imperium erzittert        | Murder on Madison Avenue             | 17. Mai 1992         | 16. März 1994                         | Jerry Jameson    | Bruce Lansbury         | Hallie Foote                                          | Barbara Babcock                |

## Staffel 9
Die Erstausstrahlung der neunten Staffel war vom 20. September 1992 bis zum 16. Mai 1993 auf dem US-amerikanischen Fernsehsender CBS zu sehen.
| Nr. (ges.) | Nr. (St.) | Deutscher Titel            | Originaltitel                | Erstausstrahlung USA | Deutschsprachige Erstausstrahlung (–) | Regie                  | Drehbuch                         | Mörder gespielt von                        | Opfer gespielt von                    |
| ---------- | --------- | -------------------------- | ---------------------------- | -------------------- | ------------------------------------- | ---------------------- | -------------------------------- | ------------------------------------------ | ------------------------------------- |
| 177        | 1         | Opfer eines Festivals      | Murder in Milan              | 20. Sep. 1992        | 5. Apr. 1994                          | Anthony Shaw           | Laurence Heath                   | Robert Desiderio                           | Susan Blakely                         |
| 178        | 2         | Familiengeheimnis          | Family Secrets               | 27. Sep. 1992        | 20. März 1994                         | Walter Grauman         | Robert Hamner                    | Caroline Williams                          | Jeff Bankert Brian McNamara           |
| 179        | 3         | Der Maulwurf               | The Mole                     | 4. Okt. 1992         | 27. März 1994                         | Peter Salim            | Tom Sawyer                       | Francis Guinan                             | Siobhan McCafferty                    |
| 180        | 4         | Wind in altem Gebälk       | The Wind Around the Tower    | 1. Nov. 1992         | 21. März 1994                         | Walter Grauman         | J. Michael Straczynski           | Shirley Anne Field                         | Dakin Matthews                        |
| 181        | 5         | Verleumderische Comics     | The Dead File                | 15. Nov. 1992        | 22. März 1994                         | Anthony Shaw           | Tom Sawyer                       | Kris Kramm                                 | Rodney Kageyama                       |
| 182        | 6         | Die Schatzsuche            | Night of the Coyote          | 22. Nov. 1992        | 23. März 1994                         | Jerry Jameson          | Mark A. Burley                   | James Stephens                             | Steve Forrest                         |
| 183        | 7         | Kein Pardon                | Sugar & Spice, Malice & Vice | 29. Nov. 1992        | 24. März 1994                         | Vincent McEveety       | Robert E. Swanson                | Donna Bulldock                             | Kevin Kilner                          |
| 184        | 8         | Doppelmord                 | The Classic Murder           | 6. Dez. 1992         | 28. März 1994                         | Vincent McEveety       | Robert Van Scoyk                 | John Rubinstein                            | Wayne Tippit Natalia Nogulich         |
| 185        | 9         | Ewig unerfüllte Wünsche    | A Christmas Secret           | 13. Dez. 1992        | 17. März 1994                         | Anthony Shaw           | Bruce Lansbury                   | Amy Brenneman (Mordversuch)                | Corinne Bohrer (Überlebt)             |
| 186        | 10        | Verschlüsselte Botschaft   | The Sound of Murder          | 3. Jan. 1993         | 29. März 1994                         | Anthony Shaw           | Bruce Lansbury                   | Robert Knepper                             | Ed Byrnes                             |
| 187        | 11        | Der letzte Vorhang         | Final Curtain                | 10. Jan. 1993        | 30. März 1994                         | Walter Grauman         | J. Michael Straczynski           | Peter Donat                                | Bradford Dillman                      |
| 188        | 12        | Giftmord                   | Double Jeopardy              | 17. Jan. 1993        | 7. Apr. 1994                          | Anthony Shaw           | Laurence Heath                   | Dan Ferro                                  | Ismael East Carlo                     |
| 189        | 13        | Eine eiskalte Spur         | Dead Eye                     | 7. Feb. 1993         | 6. Apr. 1994                          | Jerry Jameson          | Tom Sawyer                       | Lonny Chapman (Mord 1) Linda Purl (Mord 2) | Kevin Quiqley Lonny Chapman Al Ruscio |
| 190        | 14        | Killer Radio               | Killer Radio                 | 14. Feb. 1993        | 8. Apr. 1994                          | Peter Salim            | Carlton Hollander                | Harry Guardino                             | Lyman Ward                            |
| 191        | 15        | Nachricht aus zweiter Hand | The Petrified Florist        | 21. Feb. 1993        | -                                     | Anthony Shaw           | Donald Ross                      | Sally Kellerman                            | Gary Beach                            |
| 192        | 16        | Ein Falke greift an        | Threshold of Fear            | 28. Feb. 1993        | -                                     | Vincent McEveety       | James L. Novack                  | David Lansbury                             | David Soul                            |
| 193        | 17        | Mord nach Plan             | The Big Kill                 | 7. März 1993         | -                                     | Jerry Jameson          | Mark A. Burley                   | Michael Beck                               | Sandy Ward Gregg Henry                |
| 194        | 18        | Die Lügnerin               | Dead to Rights               | 21. März 1993        | -                                     | Anthony Shaw           | Tom Sawyer                       | Laurence Luckinbill                        | Liz Vassey Joe Maruzzo                |
| 195        | 19        | Der Komplize               | Lone Witness                 | 4. Apr. 1993         | -                                     | Walter Grauman         | Maryanne Kasica & Michael Scheff | Jeffrey Nordling                           | Sam Anderson                          |
| 196        | 20        | Ruhe vor dem Sturm         | Ship of Thieves              | 2. Mai 1993          | -                                     | Anthony Shaw           | Bruce Lansbury                   | Lee Meriwether                             | Sara Partridge                        |
| 197        | 21        | Blutrote Lache             | The Survivor                 | 9. Mai 1993          | -                                     | Anthony Shaw           | Robert Van Scoyk                 | Monte Markham                              | Wolfgang Bodison                      |
| 198        | 22        | Tödliche Begierde          | Love's Deadly Desire         | 16. Mai 1993         | -                                     | Robert M. Williams Jr. | Chris Manheim                    | Carroll Baker                              | Yvonne Suhor                          |

## Staffel 10
Die Erstausstrahlung der zehnten Staffel war vom 12. September 1993 bis zum 22. Mai 1994 auf dem US-amerikanischen Fernsehsender CBS zu sehen.
| Nr. (ges.) | Nr. (St.) | Deutscher Titel                 | Originaltitel                 | Erstausstrahlung USA | Deutschsprachige Erstausstrahlung (–) | Regie            | Drehbuch                                          | Mörder gespielt von          | Opfer gespielt von                  |
| ---------- | --------- | ------------------------------- | ----------------------------- | -------------------- | ------------------------------------- | ---------------- | ------------------------------------------------- | ---------------------------- | ----------------------------------- |
| 199        | 1         | Tod in Hong Kong                | A Death in Hong Kong          | 12. Sep. 1993        | 17. Nov. 1994                         | Vincent McEveety | Laurence Heath                                    | Teri Austin                  | Barrie Ingham                       |
| 200        | 2         | Der Tod eines Architekten       | For Whom the Ball Tolls       | 26. Sep. 1993        | 18. Nov. 1994                         | Anthony Shaw     | Donald Ross                                       | Susan Walters                | Robert Pine                         |
| 201        | 3         | Das seltsame Borbey-Haus        | The Legacy of Borbey House    | 3. Okt. 1993         | 21. Nov. 1994                         | Walter Grauman   | Danna Doyle & Debbie Smith                        | Richard Gilliland            | David Birney                        |
| 202        | 4         | Das Phantom                     | The Phantom Killer            | 24. Okt. 1993        | 22. Nov. 1994                         | Anthony Shaw     | Tom Sawyer                                        | Vanessa Angel                | Alan Thicke                         |
| 203        | 5         | Mord auf Hastings Rock          | A Virtual Murder              | 31. Okt. 1993        | 23. Nov. 1994                         | Lee Smith        | Carlton Hollander                                 | Julia Campbell               | Ramy Zada                           |
| 204        | 6         | Der Favorit                     | Bloodlines                    | 9. Nov. 1993         | 24. Nov. 1994                         | Don Mischer      | Robert Hamner; Idee: Michael Berlin & Eric Estrin | Ami Dolenz                   | Mickey Rooney                       |
| 205        | 7         | Mord im Land der Feen           | A Killing in Cork             | 21. Nov. 1993        | 25. Nov. 1994                         | Anthony Shaw     | Bruce Lansbury                                    | Dakin Matthews               | Andrew Robinson                     |
| 206        | 8         | Ein schwarzer Tag in Cabot Cove | Love and Hate in Cabot Cove   | 28. Nov. 1993        | 28. Nov. 1994                         | Anthony Shaw     | Robert Van Scoyk                                  | Carrie Snodgress             | Matthew Flint                       |
| 207        | 9         | Kein Urlaub auf Hawaii          | Murder at a Discount          | 5. Dez. 1993         | 29. Nov. 1994                         | Walter Grauman   | Rick Mittleman                                    | Morgan Fairchild             | George Segal                        |
| 208        | 10        | Ein unseriöses Angebot          | Murder in White               | 19. Dez. 1993        | 30. Nov. 1994                         | Vincent McEveety | Lawrence Vail                                     | G. W. Stevens                | Robin Sachs                         |
| 209        | 11        | Explosion im Norden             | Northern Explosion            | 2. Jan. 1994         | 1. Dez. 1994                          | Anthony Shaw     | Mark A. Burley                                    | Marilyn Jones                | Jerry Hardin Ernie Livery           |
| 210        | 12        | Sizilianische Methoden          | Proof in the Pudding          | 9. Jan. 1994         | 2. Dez. 1994                          | Jerry Jameson    | Lisa Seidman                                      | Liza Snyder                  | John Saxon Tony Lo Bianco           |
| 211        | 13        | Die blutige Skulptur            | Portrait of Death             | 16. Jan. 1994        | 5. Dez. 1994                          | Vincent McEveety | Donald Ross                                       | Lee Purcell                  | Edward Hibbert                      |
| 212        | 14        | Geldwäsche auf amerikanisch     | Deadly Assets                 | 23. Jan. 1994        | 6. Dez. 1994                          | Anthony Shaw     | Tom Sawyer                                        | Eamonn Roche                 | Anthony Mangano                     |
| 213        | 15        | Teuflisches Komplott            | Murder on the Thirtieth Floor | 6. Feb. 1994         | 7. Dez. 1994                          | Walter Grauman   | Robert Van Scoyk                                  | Michael Zelniker Lisa Wilcox | Robert Desiderio Dennis Boutsikaris |
| 214        | 16        | Die Taube auf dem Dach          | Time to Die                   | 6. März 1994         | 8. Dez. 1994                          | Anthony Shaw     | Laurence Heath                                    | Rudy Ramos                   | Robert Beltran                      |
| 215        | 17        | Das Todesspiel                  | The Dying Game                | 13. März 1994        | 9. Dez. 1994                          | Jerry Jameson    | Bruce Lansbury                                    | Peter Donat                  | Charles Parks Harley Venton         |
| 216        | 18        | Der geheimnisvolle Fremde       | The Trouble with Seth         | 27. März 1994        | 12. Dez. 1994                         | Anthony Shaw     | Tom Sawyer                                        | Ann Hearn                    | Paul Mantee                         |
| 217        | 19        | Erpresser leben kurz            | Roadkill                      | 1. Mai 1994          | 13. Dez. 1994                         | Walter Grauman   | Mark A. Burley                                    | Gary Lockwood                | Whip Hubley                         |
| 218        | 20        | Ein musikalischer Nachruf       | A Murderous Muse              | 15. Mai 1994         | 14. Dez. 1994                         | Anthony Shaw     | Bruce Lansbury                                    | Pamela Bellwood Joseph Kell  | Ronald Guttman                      |
| 219        | 21        | Todeskarussell                  | Wheel of Death                | 22. Mai 1994         | 15. Dez. 1994                         | Walter Grauman   | Robert Van Scoyk                                  | Thom Bierdz                  | Bradford Dillman                    |

## Staffel 11
Die Erstausstrahlung der elften Staffel war vom 25. September 1994 bis zum 14. Mai 1995 auf dem US-amerikanischen Fernsehsender CBS zu sehen.
| Nr. (ges.) | Nr. (St.) | Deutscher Titel                | Originaltitel            | Erstausstrahlung USA | Deutschsprachige Erstausstrahlung (-) | Regie                  | Drehbuch                                            | Mörder gespielt von           | Opfer gespielt von          |
| ---------- | --------- | ------------------------------ | ------------------------ | -------------------- | ------------------------------------- | ---------------------- | --------------------------------------------------- | ----------------------------- | --------------------------- |
| 220        | 1         | Tödliches Serum                | A Nest of Vipers         | 25. Sep. 1994        | -                                     | Anthony Shaw           | Rick Mittleman                                      | Susan Blakely                 | David Beecroft              |
| 221        | 2         | Blutige Wirklichkeit           | Amsterdam Kill           | 2. Okt. 1994         | 16. Dez. 1994                         | Jerry Jameson          | Jerry Ludwig                                        | Marcus Gilbert                | Richard Lynch               |
| 222        | 3         | Auf schiefer Bahn              | To Kill a Legend         | 9. Okt. 1994         | -                                     | Anthony Shaw           | David Bennett Carren & J. Larry Carroll             | Judith Hoag                   | Molly Hagan                 |
| 223        | 4         | Wahlkampf auf Hawaii           | Death in Hawaii          | 16. Okt. 1994        | -                                     | Don Mischer            | Laurence Heath                                      | Gretchen German               | Ata Scanlan                 |
| 224        | 5         | Fataler Ehrgeiz                | Dear Deadly              | 23. Okt. 1994        | -                                     | Anthony Shaw           | Donald Ross                                         | Daphne Ashbrook               | Eileen Brennan              |
| 225        | 6         | Diamantenfieber                | The Murder Channel       | 6. Nov. 1994         | -                                     | Walter Grauman         | Jerry Ludwig                                        | Aaron Lustig                  | Jessica Walter              |
| 226        | 7         | Kein Held des Tages            | Fatal Paradise           | 13. Nov. 1994        | -                                     | Jerry Jameson          | Tom Sawyer                                          | Christopher Allport           | Cassie Yates                |
| 227        | 8         | Die blutrote Karaffe           | Crimson Harvest          | 20. Nov. 1994        | -                                     | Anthony Shaw           | Bruce Lansbury                                      | Robert Pine                   | Joseph Cali Gregg Henry     |
| 228        | 9         | Was geschah mit Sam und Terry? | Murder by Twos           | 27. Nov. 1994        | -                                     | Anthony Shaw           | Bruce Lansbury                                      | Chris Mulkey                  | Thomas Callaway Lise Cutter |
| 229        | 10        | Späte Rache                    | Murder of the Month Club | 4. Dez. 1994         | -                                     | Walter Grauman         | Donald Ross                                         | Cec Verrell                   | Gale Hansen                 |
| 230        | 11        | In letzter Minute              | An Egg to Die For        | 11. Dez. 1994        | -                                     | Robert M. Williams Jr. | Maryanne Kasica & Michael Scheff                    | Allan Miller                  | Andrew Robinson             |
| 231        | 12        | Besitz belastet                | The Scent of Murder      | 9. Jan. 1995         | -                                     | Anthony Shaw           | Laurence Heath                                      | Tom Mason                     | Dakin Matthews              |
| 232        | 13        | Mord in Kairo                  | Death 'n Denial          | 22. Jan. 1995        | -                                     | Jerry Jameson          | Mark A. Burley                                      | Finn Carter                   | Steve Inwood                |
| 233        | 14        | Der unheimliche Würger         | Murder in High C         | 5. Feb. 1995         | -                                     | Anthony Shaw           | Jerry Ludwig                                        | John Getz                     | Robert Costanzo             |
| 234        | 15        | Doppelter Tod                  | Twice Dead               | 12. Feb. 1995        | -                                     | Walter Grauman         | Paul Schiffer                                       | Annie Corley                  | Bruce Waitz                 |
| 235        | 16        | Lug und Trug                   | Film Flam                | 19. Feb. 1995        | -                                     | Anthony Shaw           | Donald Ross                                         | Kim Darby                     | John Astin                  |
| 236        | 17        | Mode, Mord und Models          | Murder a la Mode         | 26. Feb. 1995        | -                                     | Jerry Jameson          | Laurence Heath                                      | Natalia Nogulich              | Francois Guétary            |
| 237        | 18        | Immobilienhaie                 | The Dream Team           | 19. März 1995        | -                                     | Anthony Shaw           | Tom Sawyer                                          | Jay Patterson                 | Katherine Cannon            |
| 238        | 19        | Drei Gründe für Mord           | School for Murder        | 30. Apr. 1995        | -                                     | Vincent McEveety       | Robert Brennan & Jerry Ludwig; Idee: Robert Brennan | Richard Minchenberg           | Niolas Surovy               |
| 239        | 20        | Der bärtige Fremde             | Another Killing in Cork  | 7. Mai 1995          | -                                     | Anthony Shaw           | Bruce Lansbury                                      | Martin Jarvis Carolyn Seymour | Francis Guinan              |
| 240        | 21        | Alpträume werden wahr          | Game, Set, Murder        | 14. Mai 1995         | -                                     | Walter Grauman         | Philip John Taylor                                  | Barry Newman                  | Phillip Abbott Leon Russom  |

## Staffel 12
Die Erstausstrahlung der zwölften Staffel war vom 21. September 1995 bis zum 16. Mai 1996 auf dem US-amerikanischen Fernsehsender CBS zu sehen.
| Nr. (ges.) | Nr. (St.) | Deutscher Titel                     | Originaltitel                    | Erstausstrahlung USA | Deutschsprachige Erstausstrahlung (–) | Regie            | Drehbuch                                             | Mörder gespielt von                             | Opfer gespielt von            |
| --- | --------- | ----------------------------------- | -------------------------------- | -------------------- | ------------------------------------- | ---------------- | ---------------------------------------------------- | ----------------------------------------------- | ----------------------------- |
| 241 | 1         | Ein Akt der Verzweiflung            | Nailed                           | 21. Sep. 1995        | -                                     | Anthony Shaw     | Donald Ross                                          | Daphne Ashbrook Denise Gentile                  | John O’Hurley                 |
| 242 | 2         | Versicherungsbetrug                 | A Quaking in Aspen               | 28. Sep. 1995        | -                                     | Vincent McEveety | Tom Sawyer                                           | Tom Everett                                     | Victor Bevine                 |
| 243 | 3         | Ein komplizierter Fall              | The Secret of Gila Junction      | 5. Okt. 1995         | -                                     | Anthony Shaw     | Jerry Ludwig                                         | Jay Underwood                                   | Guy Boyd                      |
| 244 | 4         | Ein Tropfen genügt                  | Big Easy Murder                  | 12. Okt. 1995        | -                                     | Vincent McEveety | Cynthia Deming & William Royce                       | Lewis van Bergen                                | Mitchell Ryan                 |
| 245 | 5         | Tödliche Injektionen                | Home Care                        | 19. Okt. 1995        | -                                     | Anthony Shaw     | Robert Van Scoyk                                     | William Converse-Roberts                        | Audra Lindley                 |
| 246 | 6         | Es spukt auf Schloss Bellyknock (1) | Nan's Ghost: Part 1              | 2. Nov. 1995         | -                                     | Anthony Shaw     | Bruce Lansbury                                       | Noch nicht aufgeklärt                           | Nicht genannt Peter Jason     |
| 247 | 7         | Es spukt auf Schloss Bellyknock (2) | Nan's Ghost: Part 2              | 9. Nov. 1995         | -                                     | Anthony Shaw     | Bruce Lansbury                                       | John Karlen                                     | Christopher Neame             |
| 248 | 8         | Dreharbeiten in Rom                 | Shooting in Rome                 | 16. Nov. 1995        | -                                     | Vincent McEveety | Jerry Ludwig                                         | Lisa Banes                                      | Sam Hennings                  |
| 249 | 9         | Kunstdiebstahl in New York          | Deadly Bidding                   | 23. Nov. 1995        | -                                     | Anthony Shaw     | Tom Sawyer                                           | Martin Jarvis                                   | Doug Hutchison                |
| 250 | 10        | Steif gefroren                      | Frozen Stiff                     | 30. Nov. 1995        | -                                     | Paul Lazarus     | Mark A. Burley                                       | Christina Pickles                               | Don Boevingloh Dirk Benedict  |
| 251 | 11        | Unfreiwillige Zeugin                | Unwilling Witness                | 14. Dez. 1995        | -                                     | Anthony Shaw     | Robert Van Scoyk                                     | Lisa Eichhorn                                   | Larry Linville                |
| 252 | 12        | Das Hitaki-Imperium                 | Kendo Killing                    | 4. Jan. 1996         | -                                     | Walter Grauman   | Laurence Heath                                       | Tom Wopat                                       | Bruce Locke (Falsches Ziel)   |
| 253 | 13        | Der Todes-Hit                       | Death Goes Double Platinum       | 7. Jan. 1996         | -                                     | Anthony Shaw     | Philip John Taylor                                   | Ramon Franco                                    | David Labiosa                 |
| 254 | 14        | Der tödliche Stromschlag            | Murder in Tempo                  | 11. Jan. 1996        | -                                     | Kevin Corcoran   | Laurence Heath; Idee: David Thoreau                  | Ernie Lively                                    | Keith Coulouris               |
| 255 | 15        | Als Kind entführt                   | The Dark Side of the Door        | 1. Feb. 1996         | -                                     | Anthony Shaw     | James L. Novack                                      | Marcia Strassman                                | Richard Beymer                |
| 256 | 16        | Die eiserne Lady                    | Murder Among Friends             | 8. Feb. 1996         | -                                     | Vincent McEveety | Jerry Ludwig                                         | Barbara Alyn Woods                              | Cindy Katz                    |
| 257 | 17        | Mord im Puppentheater               | Something Foul in Flappieville   | 15. Feb. 1996        | -                                     | Anthony Shaw     | Robert Van Scoyk; Idee: Dan Wilcox                   | Bryan Cranston                                  | Richardson Morse              |
| 258 | 18        | Das belastende Indiz                | Track of a Soldier               | 25. Feb. 1996        | -                                     | Vincent McEveety | Bruce Lansbury                                       | James Victor                                    | Fredric Lehne                 |
| 259 | 19        | In böser Absicht                    | Evidence of Malice               | 28. März 1996        | -                                     | Anthony Shaw     | Tom Sawyer                                           | Stephanie Dunnam                                | Peter Stader Vyto Ruginis     |
| 260 | 20        | Eine unerwartete Erbschaft          | Southern Double-Cross            | 4. Apr. 1996         | -                                     | Walter Grauman   | Mark A. Burley                                       | Nick Tate                                       | Nicht genannt Kendrick Hughes |
| Diesmal ist Jessica Fletcher fern ihrer Heimat in Australien unterwegs, denn sie hatte eine Einladung zu einem Kongress von Schriftstellern in Sydney erhalten. Sie nutzt die Gelegenheit, um einen Abstecher mit dem Bus in das ländliche Tal McGill-Valley in Queensland westlich von Brisbane zu machen. Ihr Ziel ist die kleine Stadt Kookaburra Downs, wo sie sich mit Simon Kescart treffen wollte. Der Anwalt hatte sie daheim angerufen, denn er hatte herausgefunden, dass Jessica die einzige Nachkommin ihres Großonkels Eamonn McGill ist. Er hatte Irland 1890 in Richtung Australien verlassen und später das Eigentum des Tales erworben. Nachdem er Gelder, die der Gouverneur unterschlagen hatte, zurückgeholt hatte, wurde er des Diebstahls angeklagt. Er wurde daher zum Tode verurteilt und durch den Strang hingerichtet. An die Hinrichtung McGills, der in der Stadt als Held gilt, erinnert jedes Jahr ein Gedenktag, der sich zwei Tage später zum 100. Mal jährt. Sollte sich bis dahin kein Erbe des Landes finden lassen, fällt es an die Stadt. Es zeigt sich, dass es in der Stadt zwei Interessengruppen gibt. Geführt vom Gastwirt und Bürgermeister Tim Jarvis (Nick Tate) möchte die eine das Land einer Firma zum Abbau von Bauxit zur Verfügung stellen. Deren Vertreter vor Ort sind Rhonda Brock (Lisa Darr) und Nicholas Derby (Spencer Garrett), die sich Jarvis gegenüber finanziell großzügig gezeigt haben, um ihn sich gefügig zu machen. Die andere, geführt von Melba Drummond, sind ansässige Schafzüchter. Jessica trifft sich zunächst mit John Molen, dem Bibliothekar und Verwalter der Gemeindedokumente. Er hat ein Interesse an der Geschichte der Stadt und macht mit Jessica einen Ausflug, um ihr Felsmalereien auf einem Heiligen Berg der Aborigines zu zeigen. In einem Gebüsch finden sie dort die Leiche von Kescart. Kaum ist Jessica wieder in der Gaststätte, erhält sie einen Anruf von Jims Sohn Donald Jarvis. Er teilt ihr mit, dass er Kescarts Aktentasche mit den, für sie bestimmten Unterlagen, gefunden habe. Er möchte sie ihr, in einer nahe gelegenen Scheune, übergeben. Als Jessica dort ankommt, findet sie den jungen Mann erhängt vor. Zunächst taucht die Vermutung auf, er habe Selbstmord begangen. An diesem gibt sich Jim die Schuld, denn er hatte seinen Sohn, der aufgrund seiner Spielleidenschaft hoch verschuldet war, verstoßen. Nachdem der Gerichtsmediziner festgestellt hatte, dass jemand Donald, mit gebrochenen Genick, aufgehängt hatte, verhaftet der ermittelnde Polizist Colin Baxter zunächst Melbas Sohn Roo, denn er hatte sich kurz zuvor, in aller Öffentlichkeit, mit Donald geprügelt. Nun präsentiert sein Vater Boyd Hendricks (Trevor Goddard) als Täter. Der Buchmacher war von Brisbane in die Stadt gekommen, um bei Donald Schulden einzutreiben. Schließlich gelingt es Jessica nachzuweisen, dass Donalds Tod ein Unfall war. Wer ihn aufgehängt hatte, hatte zuvor Kescart ermordet. Hilfreich sind eine Handverletzung, die ihr aufgefallen war, sowie eine Äußerung, dass Kescart von hinten erschossen worden war. Nachdem Jim als Bürgermeister zurückgetreten war, wird Melba zu seiner Nachfolgerin gewählt. Nun überlässt Jessica das Tal der Stadt als Naturschutzgebiet und zur Nutzung als Weideland. Den heiligen Berg schenkt sie den Aborigines. Im Gegenzug wird aus dem jährlichen McGill-Tag der Jessica-Fletcher-Tag. Da sich Roo und die angehende Tierärztin Linda Molen, Tochter von John, das Eheversprechen gegeben hatten, würde sie auch zur Hochzeit eingeladen. |           |                                     |                                  |                      |                                       |                  |                                                      |                                                 |                               |
| 261 | 21        | Alles für den World Cup             | Race to Death                    | 25. Apr. 1996        | -                                     | Vincent McEveety | Laurence Heath; Idee: Peter Barwood & Laurence Heath | Christopher Buchholz                            | John Getz                     |
| In Cabot Cove findet eine von mehreren Segelregatten statt, in der sich zwischen zwei Yachten klären muss, welche die USA beim, in Neuseeland stattfindenden, America’s Cup vertreten wird. Es sind die Free Spirit von Ned Larkin (Steve Forrest) und die Bucchaneer von Kyle Kimball (John Getz). Als Vertreter des übergeordneten Organisationskomitees dabei ist Admiral Len Spalding (Martin Milner). Bei einem nächtlichen Kontrollgang fällt Larkin ein vermummter Mann auf, der heimlich Photos von den neu entwickelten Tragflügeln seines Bootes macht. Als Larkin ihn anspricht, wird er umgestoßen. Dabei zieht er sich einen komplizierten Knöchelbruch zu und der Arzt Seth Hazlitt (William Windom) macht ihm klar, dass er als Skipper bis auf weiteres ausfällt. Jessica Fletcher informiert daraufhin Larkins Tochter Anne (Andrea Parker), die ebenfalls eine sehr gute Seglerin ist. Sie kommt nun in den Ort und bietet sich an, ihren Vater zu vertreten. Alternativ kämen auch, von der Crew, Steve Gantry (Rick Rossovich) sowie Deputy Andy Broom (Louis Herthum) in Betracht. Der schwer reiche Kyle Kimball zeichnet sich durch einen egoistischen Charakter aus, der zum Erreichen seiner Ziele keine Rücksicht auf Menschen nimmt, die ihm nahestehen. Seine Frau Alana möchte finanziell eigenständiger werden und bittet ihn um Unterstützung, was er ihr aber verweigert. Der an der Verbesserung von Kimballs Boot arbeitende Niederländer Jon Vandervelt hat ein neues Konzept für einen Trimaran entwickelt, mit dem er in der Zukunft für sein Heimatland am Wettbewerb teilnehmen möchte. Kimball klaut diese Idee, in dem er auf sich selbst ein entsprechendes Patent anmeldet. Zudem hatte er, vor einigen Jahren, mit Anne Larkin eine außereheliche Beziehung, der der kleine Tommy entsprang. Kimball möchte ihn zu sich holen und hat daher ein gerichtliches Verfahren um das Sorgerecht gestartet. Es gibt also mehrere Kandidaten, die in Frage kommen, nachdem Kimball in seinem Büro erschlagen aufgefunden wurde. Nachdem Sheriff Mort Metzger (Ron Masak) zunächst Anne Larkin als Hauptverdächtige verhaftet hatte, mischt sich Jessica Fletcher ein. Mit Hilfe der Laufzeit der Kassette eines Videorekorders findet sie die Lösung, und auch, mit einer gefundenen Niete, denjenigen, der Larkin umgestoßen hatte. Letztlich führt Larkins Tochter das Boot zum Sieg. In Cabot Cove kehrt wieder Ruhe ein, das nächste Rennen findet in San Diego statt. |           |                                     |                                  |                      |                                       |                  |                                                      |                                                 |                               |
| 262 | 22        | Ein Anruf in der Nacht              | What You Don't Know Can Kill You | 2. Mai 1996          | -                                     | Kevin Corcoran   | Robert Van Scoyk                                     | Jerry Hardin                                    | William Keane Bruce Kirby     |
| Es ist Sommerzeit. Der Arzt Seth Hazlitt (William Windom) lädt seine Nichte Amy (Cari Shayne) ein, die Ferien in Cabot Cove zu verbringen. Dies hatte sie in ihrer Kindheit und Jugend regelmäßig so gemacht. Nun musste sie, nach dem frühen Tod ihres Vaters, ihre Ausbildung am College abbrechen. Sie trifft auf den, mittlerweile als selbstständiger Gartenbauer tätigen, Johnny Carter. Sie verlieben sich, beschließen zu heiraten und geben ihre Verlobung bekannt. Kurz darauf kommt Johnny auf einer nächtlichen Landstraße mit seinem Motorrad ums Leben. Da er als sicherer Fahrer galt, hat Amy Zweifel, dass es nur ein Unfall war. Sie beginnt, gemeinsam mit ihrer Freundin Mickie, zu recherchieren. Zunächst in Verdacht gerät der gleichaltrige Les Franklin (Anthony Michael Hall). Er gilt als Raufbold und hatte sich mehrfach mit Johnny geprügelt. Er hat allerdings ein Alibi, denn war in der Gaststätte von Doreen (Kathryn Morris) mit Freunden beim Kartenspielen. Kurz darauf kommt es dort zu einem offensichtlichen Mord, denn der auf seinen Kaffee wartende Rechtsanwalt Jeremy Woods (Bruce Kirby) stirbt durch ein Messer im Rücken. Der nun mit seinen Ermittlungen beginnende Sheriff Mort Metzger (Ron Masak) hat Zweifel, dass ein Zusammenhang besteht. Unterstützt durch seine Deputies Olsen und Broom (Louis Herthum) wird zunächst der ältere Tom Sampson (Jerry Hardin) festgesetzt. Er hatte in beiden Fällen ein Motiv und auch wilde Drohungen ausgestoßen. Nachdem herausgekommen war, dass er lediglich unter einem Realitätsverlust leidet, wurde er zunächst in eine psychiatrische Klinik überstellt. Sein Sohn Stu (Judson Mills) versicherte, sich künftig mehr um seinen Vater zu kümmern. Zunächst nicht klar ist die Rolle von Sherri Sampson. Die junge Frau hatte ein Baby bekommen. Dass nicht der, sich auf freundschaftlicher Basis, um beide kümmernde Anthony der Vater ist, sondern ihr früherer Freund Les, wird erst offensichtlich, nachdem er versucht hatte, sich mit Gewalt Zugang zu seinem Kind zu verschaffen. Beide beschließen, ihre Beziehung auf neue Basis zu stellen. Letztlich gelingt es Jessica, mit Hilfe eines Mitarbeiters einer Telefongesellschaft, den Doppelmörder zu überführen, denn er konnte die letzten Anrufe von und an Woods auflisten. |           |                                     |                                  |                      |                                       |                  |                                                      |                                                 |                               |
| 263 | 23        | Killerviren                         | Mrs. Parker's Revenge            | 9. Mai 1996          | -                                     | Anthony Shaw     | Anne C. Collins                                      | Gustav Vintas (Mord 1) William O’Leary (Mord 2) | Erick Avari Gregg Henry       |
| In Atlanta findet eine Convention statt, bei der sich am Schreiben interessierte Leute treffen. Jessica ist der Ehrengast und vergibt auch Preise. Sie trifft das, mit ihr befreundete Ehepaar, Karen (Mary Elizabeth McGlynn) und Mark Reisner (Gregg Henry). Er ist beruflich tätig als Sicherheitsheitschef einer Forschungseinrichtung in der Stadt, die sich mit gefährlichen Viren beschäftigt. In ihrem Hotelzimmer wird Jessica, aufgrund eines Versehens, ein Brief für Raul Jaffa (Erick Avari) zugestellt. Sie möchte ihn ihm überbringen, findet ihn aber tot vor, offensichtlich ermordet durch eine Giftspritze. Nun lernt Jessica eine Reihe von Mitarbeitern unterschiedlicher Behörden kennen, die das Ziel verfolgen, den Verkauf eines, für Menschen tödlichen Virus, ins Ausland zu verhindern. Unter ihnen sind Ed Cryder (William O’Leary) vom FBI, Dennis Quinlan (Peter van Norden) von der CIA sowie Nathan Mitchell (Tony Todd) von der NSA. Es kommt heraus, dass der Brief an Jaffa eine Warnung vor seinem Konkurrenten Carl van Ness war, der statt seiner Kontakt zum Wissenschaftler Dr. James Lamont (Time Winters) aufnimmt. Er weiß nicht, dass sich dieser bereits zuvor an die Sicherheitsbehörden gewandt hatte, und so daher nur ein harmloses Virus verkauft bekommt. Nachdem Mark Reisner mit einem Gewehr erschossen wurde, wendet sich Jessica an Lt. Paul Bragg (Gregory Alan Williams) von der städtischen Polizei. Beide finden heraus, dass er sterben musste, da er herausgefunden hatte, dass Cryder ebenfalls eines der Viren verkaufen wollte. Der englische Originaltitel Mrs. Parker's Revenge bezieht sich auf eine Figur aus einem der Romane von Jessica, die ihr Mark in einer Mitteilung nennt, die sie erst, nach dessen Tode, in die Hände bekommt. |           |                                     |                                  |                      |                                       |                  |                                                      |                                                 |                               |
| 264 | 24        | Der Kampf um Einschaltquoten        | Death by Demographics            | 16. Mai 1996         | -                                     | Anthony Shaw     | Donald Ross                                          | Christian Bocher                                | James Acheson                 |
| Anlässlich der Vorstellung ihres neuen Buches Der anderthalbfache Mord ist Jessica in San Francisco in eine Radiosendung eingeladen. Interviewt wird sie von Howard Deems (David Ogden Stiers), den sie schön länger kennt, und der zugleich auch die Sendung Klassik am Morgen leitet. Beim Sender KLOT FM zeichnet sich Neues ab. Um dessen wirtschaftliche Situation zu verbessern, engagiert Eigentümer Graham Forbes (Robert Pine) drei neue Mitarbeiter, die sich ihm als Trio vorgestellt hatten, das in anderen Städten bereits erfolgreich war. T. T. Baines wird Musikredakteur, der, anstelle von Deems, mit moderner Musik ein jüngeres Publikum ansprechen soll. Hinzu kommen Russ Connell als stellvertretender Programmdirektor, der mit Forbes Sohn Ben zusammenarbeiten, sowie Lauren Hayward, die neue Werbekunden heranziehen soll. Schon bald kommt es zu einem ernsten Zwischenfall: auf Bains und Connell wird mit einem Gewehr in ihrem Auto geschossen. In Verdacht gerät Dave Moline (Kenneth Tigar), der sich, vor der Einstellung beim Sender, als Meisterschütze bei der Armee hervorgetan hatte. Er hat offensichtlich finanzielle Probleme, denn er hatte mehrfach zu hohe Spesenabrechnungen abgegeben, was bis dahin von der Buchhalterin Colleen Sellers (Robin Riker) abgedeckt worden war. Kurz darauf wird Connell morgens erstochen in seinem Hotelzimmer aufgefunden. Nachdem ein Zimmermädchen gesehen hatte, dass Deems, zu einer passenden Zeit, das Zimmer verlassen hatte, ist er der erste, der vom ermittelnden Lt. Evers in Untersuchungshaft genommen wird. |           |                                     |                                  |                      |                                       |                  |                                                      |                                                 |                               |

## Fernsehfilme
- Mord ist ihr Hobby – Eine Zeugin verschwindet (Murder, She Wrote: South By Southwest, 1997)
- Mord ist ihr Hobby – Eine zum Sterben schöne Geschichte (Murder, She Wrote: A Story to Die For, 2000)
- Mord ist ihr Hobby – Der letzte freie Mann (Murder, She Wrote: The Last Free Man, 2001)
- Mord ist ihr Hobby – Das Rätsel der Kelten (Murder, She Wrote: The Celtic Riddle, 2003)